# L'Isle-Adam
Vous lisez un « article de qualité » labellisé en 2007.
Pour les articles homonymes, voir L'Isle, Adam (homonymie) et L'Isle-Adam (homonymie).
L'Isle-Adam est une ville francilienne du centre nord du Val-d'Oise située sur la rive gauche de l'Oise à vingt-cinq kilomètres à vol d'oiseau au nord-nord-ouest des portes de Paris, une dizaine au nord-est de Pontoise et trente-cinq au sud de Beauvais. Elle forme avec Parmain, commune voisine de la rive droite de l'Oise, une petite agglomération d'environ 16 000 habitants. Ses habitants sont appelés les Adamois.
Logée entre la vallée de l'Oise à l'ouest et, aux trois autres points cardinaux, la forêt de L'Isle-Adam, la ville a été le fief puis le lieu de villégiature de princes du sang et de certaines des plus grandes familles de la noblesse française avant de devenir au XIXe siècle une ville bourgeoise attirant les habitants de Paris et de nombreux artistes. Elle est aujourd'hui un prospère chef-lieu de canton à l'extrême nord de l'aire urbaine de Paris, aux portes du parc naturel régional du Vexin français, du Pays de France et de la Picardie.

## Géographie

### Localisation
Le territoire communal fait face, du nord au sud le long de l'Oise, aux communes vexinoises de Champagne-sur-Oise, Parmain, Valmondois et Butry-sur-Oise.

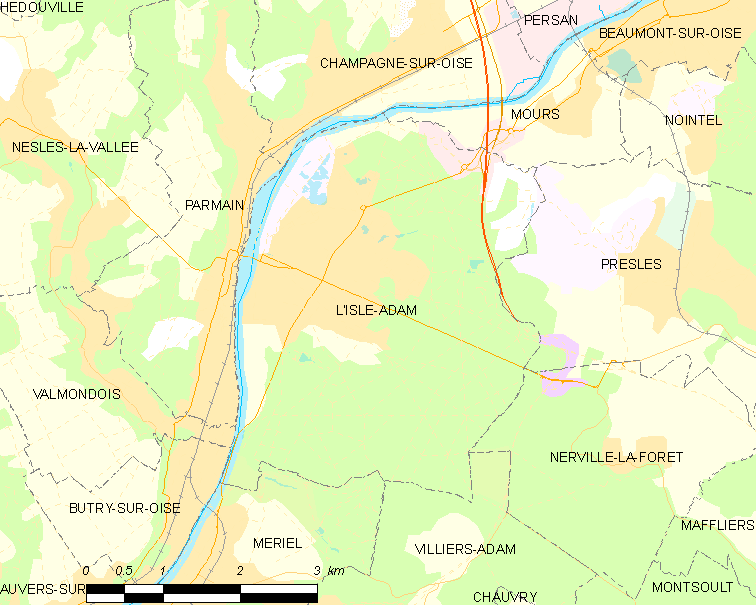
Carte de la commune.
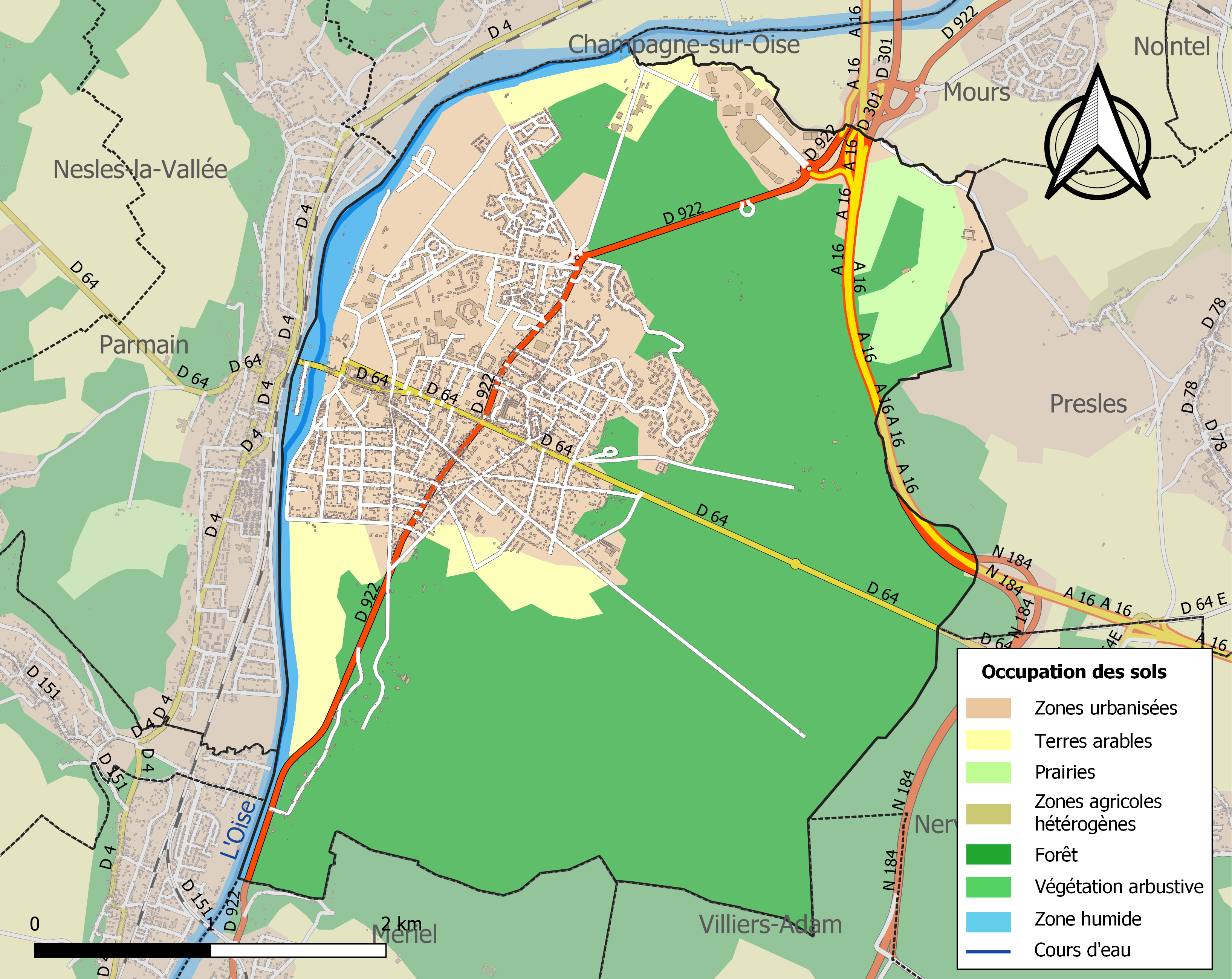
Occupation des sols.

### Communes limitrophes
|                           | Champagne-sur-Oise | Mours                     |
| Parmain                   | L'Isle-Adam        | Presles Nerville-la-Forêt |
| Valmondois Butry-sur-Oise | Mériel             | Villiers-Adam             |

Les communes limitrophes des délimitations terrestres de L'Isle-Adam sont, quant à elles, situées autour de la forêt. Il s'agit de Mours, Presles, Nerville-la-Forêt, Villiers-Adam et Mériel.

### Géologie et relief
Avec une superficie de 14,94 km2, L'Isle-Adam est la sixième commune la plus étendue du département, derrière les communes vexinoises d'Arronville et Chars, alors que la moyenne départementale est de 6,73 km2. Malgré sa population relativement élevée qui la situe entre Arnouville-lès-Gonesse et Fosses (11 163 habitants à L'Isle-Adam en 1999 pour 6 205 de moyenne par commune dans le département et 3 999 dans l'arrondissement de Pontoise), la densité de 756 habitants au km² est inférieure à la moyenne du Val-d'Oise (887 habitants au km²) du fait, d'une part, de la superficie importante de la commune et, d'autre part, de la portion de cette surface occupée par la forêt. Au sein de son canton, pour ce qui est de la population, L'Isle-Adam est la commune la plus peuplée et représente 43 % de la population. Pour ce qui est de la superficie, elle en recouvre 27 %.

### Topographie, hydrographie et risques naturels

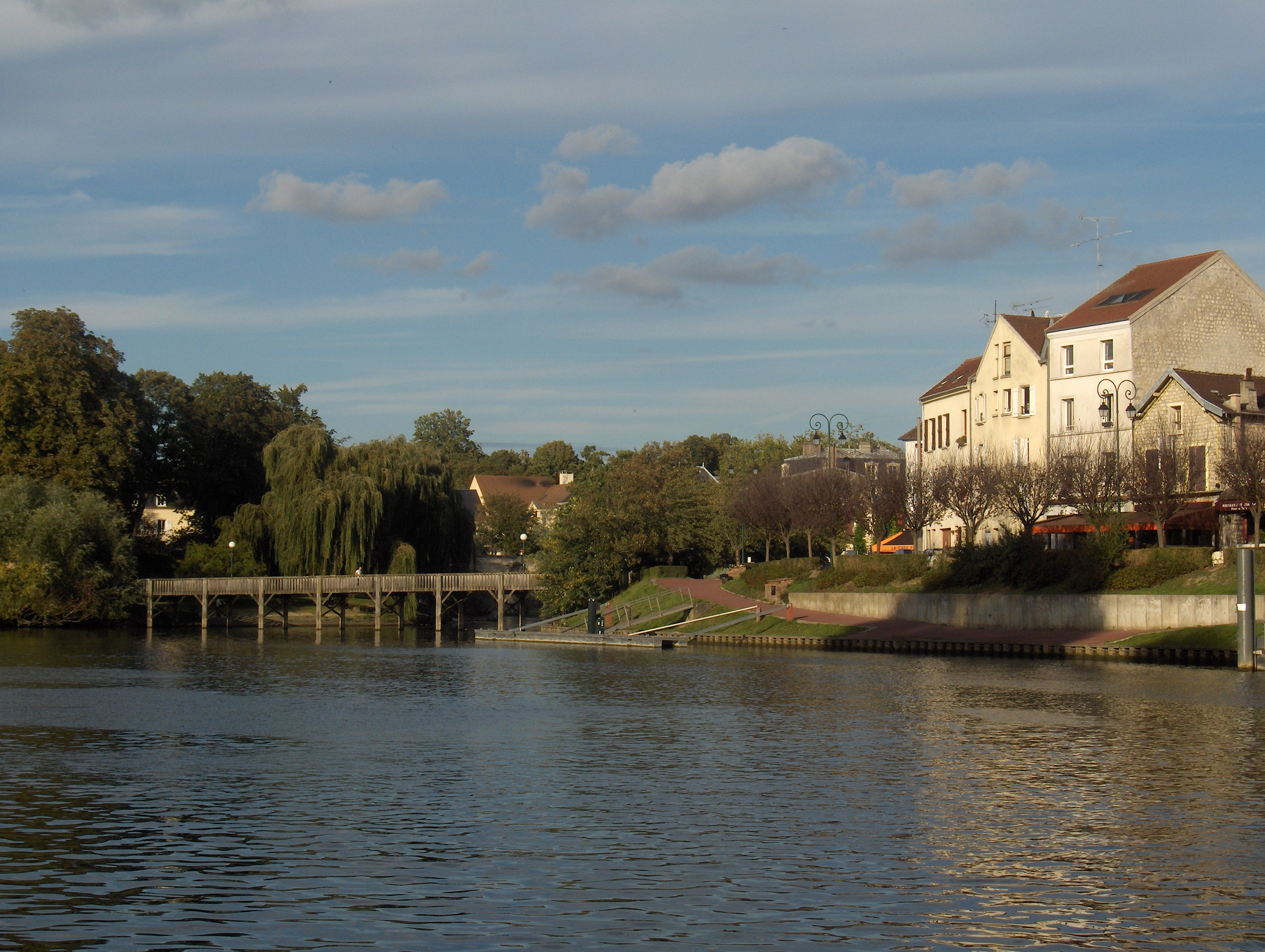
Rives de l'Oise et île de la Cohue.

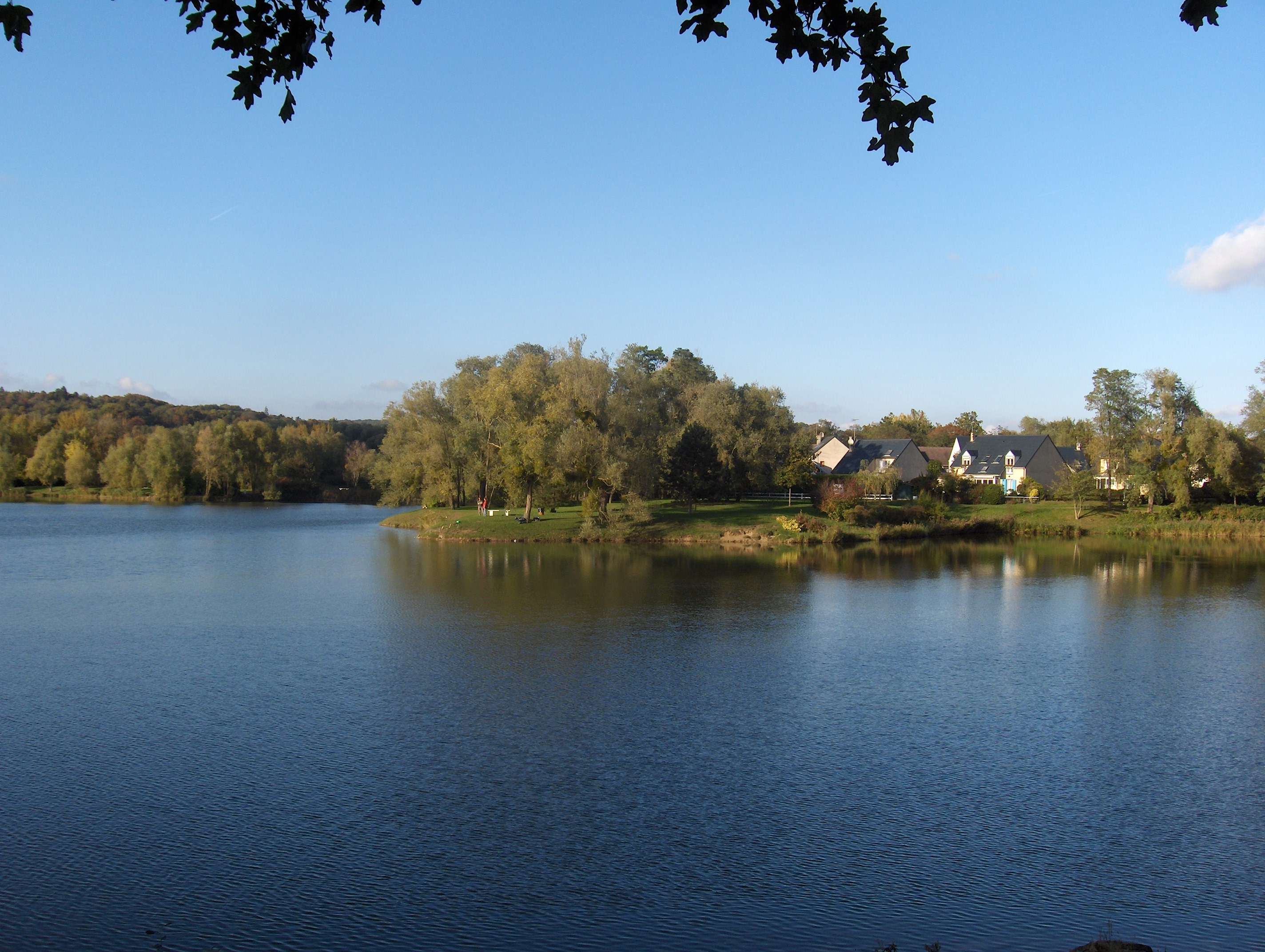
Étang de la Garenne.

La dénivellation entre le point le plus bas de la commune au bord de l'Oise (23 m) et le point le plus élevé dans la forêt (117 m) est de 94 mètres. La ville se présente comme un plan incliné en direction de l'Oise dont le sommet se situe à l'est dans le massif forestier.
L'Oise borde la commune sur ses limites nord et ouest. Trois îles font partie du territoire communal : l'île du Prieuré, l'île de la Cohue et l'île de la Dérivation, au niveau de laquelle se situent écluse et barrage.
Trois petits ruisseaux affluents de l'Oise traversent également le territoire communal : il s'agit du ru du Bois au nord du centre commercial Le Grand Val, le ru du Vivray à la sortie sud de la commune, avant le hameau de Stors, et le ru du Vieux Moutiers plus au sud encore, au-delà du château de Stors. Aucun cours d'eau ne traverse la forêt domaniale.
Plusieurs étangs et plans d'eau se rencontrent sur le territoire communal, dont notamment l'étang des Trois Sources dans le bois de Cassan, les étangs de la Garenne, les mares et plans d'eau du parc de Cassan, un plan d'eau dans la forêt au nord du domaine des Forgets et un autre dans le domaine du Vivray, alimenté par le ru du même nom. Enfin, divers petits points d'eau se trouvent autour du Grand Val et aux alentours du golf des Vanneaux.
La commune est alimentée en eau par la station de traitement de Cassan, située sur la commune et gérée par la société Lyonnaise des eaux. L'eau potable de L'Isle-Adam est de très bonne qualité bactériologique, contenant peu de nitrates, dure mais peu fluorée. L'eau distribuée à L'Isle-Adam est d'origine souterraine.
La situation géographique de L'Isle-Adam rend la commune particulièrement vulnérable à des risques naturels : d'anciennes zones de carrières se situent dans le sous-sol et constituent des risques d'effondrement en milieu urbain (au hameau de Stors, en lisière de forêt ou aux environs du château des Forgets). En revanche, la commune n'est soumise à aucun risque de mouvement de terrain lié à la dissolution du gypse (risque courant dans le Val-d'Oise). Plus important cependant, la plaine alluviale est à risque d'inondation consécutif à une crue de l'Oise. Potentiellement, des zones bâties des abords de la rivière peuvent être inondées subitement en cas de crue : il s'agit des îles habitées, du secteur de la plage et des zones commerciales et d'habitation au sud du centre les plus proches des berges.
La commune ne comprend qu'un seul site recensé dans la base de données du ministère de l'écologie relative aux sites et sols pollués (ou potentiellement pollués) appelant une action des pouvoirs publics, à titre préventif ou curatif (BASOL). Il s'agit d'une ancienne usine de production de gaz par distillation de la houille, démolie en 1965 et utilisée de 1936 à 1967 comme simple station gazométrique. Le site est situé en bord de rivière. Il est considéré comme « à surveiller » selon une étude de Gaz de France, son actuel propriétaire (qui ne l'a jamais exploité). Un impact négatif sur les eaux souterraines et les sols lié à l'existence du site a été observé. Des premiers travaux de traitement ont été effectués en 1998 (neutralisation du puisard, confinement des cendres). Le site est interdit d'accès, les déchets ont été évacués et les dernières mesures, positives, incitent à une moindre surveillance.
La commune comprend par ailleurs un peu plus d'une quarantaine de sites recensés dans la base de données BASIAS d'inventaire d'anciens sites industriels et activités de service. Ce nombre est plutôt modéré si on le compare aux 77 sites recensés dans la commune voisine de Persan, pourtant moins peuplée.

### Réseau de communication et transports

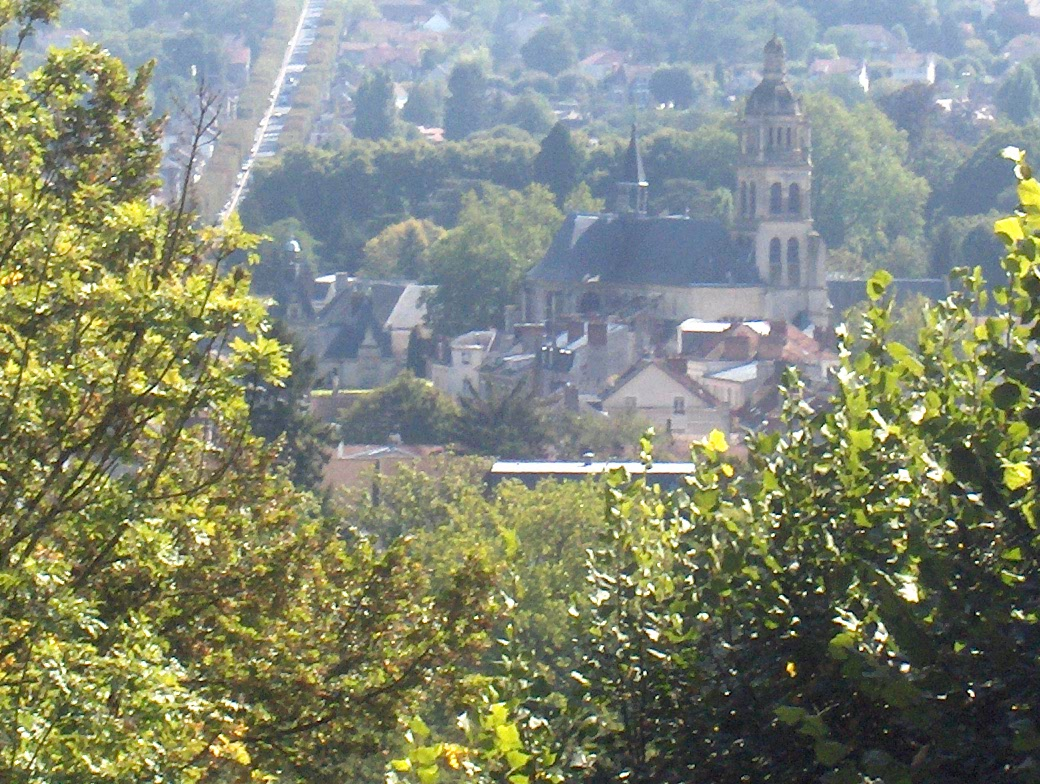
Vue de l'église Saint-Martin et de l'avenue de Paris depuis les pentes de Parmain.

#### Réseau et transports routiers
Les axes routiers de communication principaux de la ville sont les routes départementales 64 et 922. L'articulation de ces deux voies, respectivement orientées est-ouest et nord-sud et qui se coupent au centre de la ville, permet une desserte routière aisée des différents quartiers. La ville est structurée globalement selon un plan en patte d'oie depuis le centre où des avenues traversent le territoire et prolongent voies et perspectives tracées par Le Nôtre dans la forêt.
La RD 64 relie L'Isle-Adam à Parmain à l'ouest en traversant l'Oise. Vers l'est, elle se poursuit à travers la forêt jusqu'à la route nationale 184, juste avant la jonction avec la RN 1 et l'autoroute A16, poursuivant néanmoins jusqu'à Presles sous le nom de D 64E. À l'ouest, la route se poursuit jusqu'à Marines, au cœur du Vexin français, en traversant, après Parmain, les communes de Nesles-la-Vallée, Labbeville, Vallangoujard, Épiais-Rhus, Grisy-les-Plâtres et Bréançon. La portion de cette route qui traverse L'Isle-Adam porte le nom d'avenue de Paris. Passé le centre-ville, elle est en pente et bordée d'arbres jusqu'à l'entrée de la forêt.
La RD 922 constitue quant à elle l'axe routier nord-sud de la ville sous les noms de rue de Beaumont et de Pontoise et coupe l'avenue de Paris à peu près au centre de la commune. Elle continue au nord à travers le bois de Cassan jusqu'au centre commercial Le Grand Val, permet une jonction à nouveau avec l'autoroute A16 et la route nationale 1, et, après avoir pris le nom de départementale 922, se poursuit, via Mours et Beaumont-sur-Oise tout le long de la limite nord du Val-d'Oise jusqu'à la Seine-et-Marne à l'est (sous le nom de D 992E à partir de Luzarches). Vers le sud depuis L'Isle-Adam, la route nationale 922 dessert le hameau de Stors et se poursuit en suivant le cours de l'Oise jusqu'à Pontoise via Mériel, Méry-sur-Oise et Saint-Ouen-l'Aumône.
Les axes routiers majeurs au niveau régional ou national que sont la route nationale 184, la route nationale 1 et l'autoroute A16 passent à l'est de la commune, au-delà de la forêt, et ne constituent donc pas une source de nuisance sonore notable. Ces axes relient néanmoins directement la ville à de nombreuses destinations. La route nationale 184 relie L'Isle-Adam à Saint-Germain-en-Laye (Yvelines) via Cergy-Pontoise, la route nationale 1 conduit à Paris (porte de la Chapelle) au sud, via l'échangeur de la Croix Verte, et, au nord, à Bray-Dunes (Nord, frontière belge) via Beauvais, Amiens et Boulogne-sur-Mer. L'autoroute A16, dont le tracé débute à L'Isle-Adam, relie la commune à la Belgique via la Picardie et le Nord-Pas-de-Calais. Une partie de l’autoroute se trouve sur le territoire même de la commune, séparant la zone du golf des Vanneaux du reste du territoire communal. Le projet de raccordement de l'autoroute à la Francilienne est suivi de près à L'Isle-Adam, deux des réunions du débat public sur le sujet s'y seront, à terme, tenues.

#### Réseau ferroviaire et transports collectifs

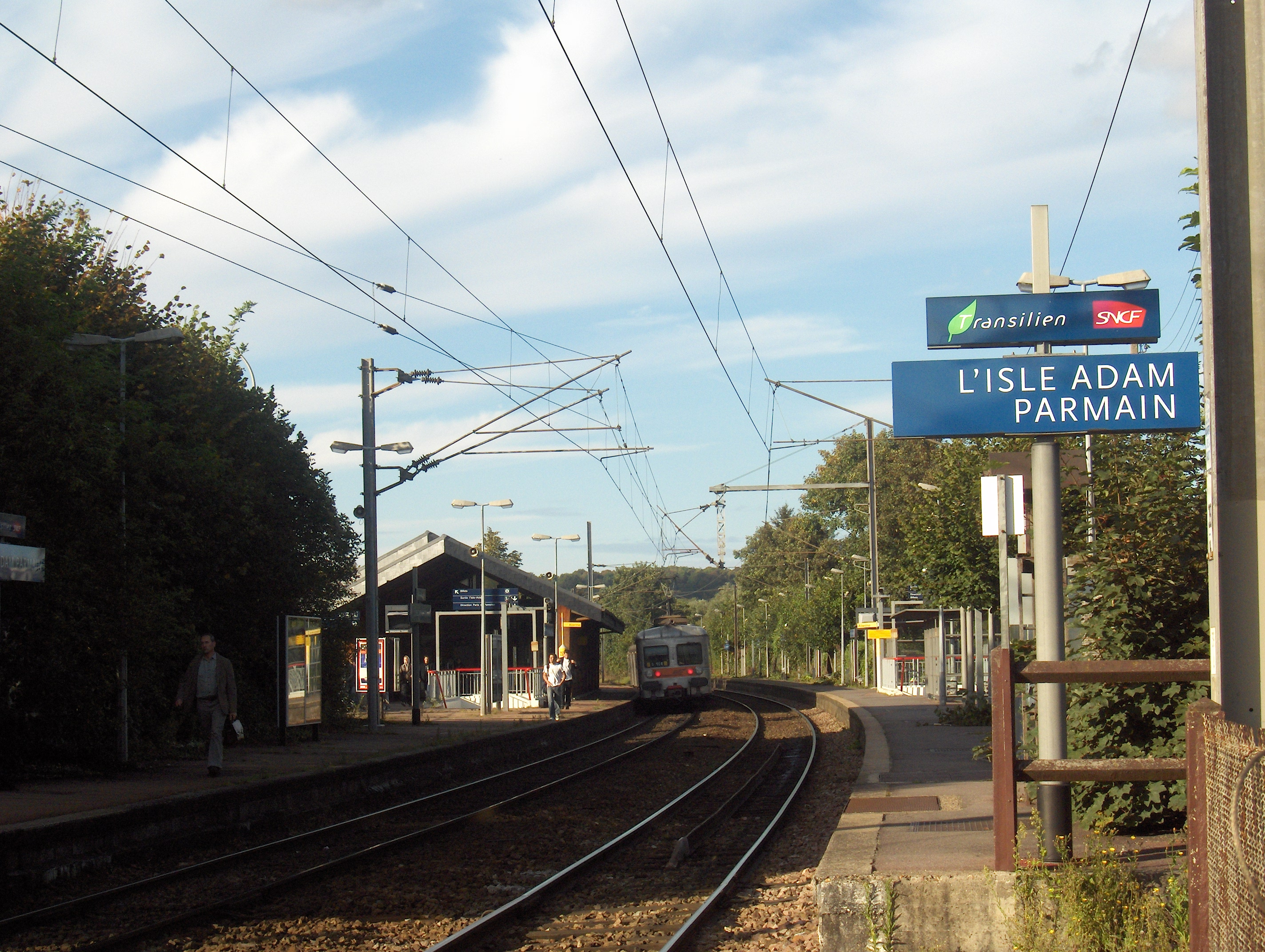
La gare de L'Isle-Adam à Parmain.

Aucune ligne de chemin de fer ne traverse le territoire de la commune. La gare de L'Isle-Adam se trouve en effet sur la commune de Parmain. Elle est desservie par la ligne de chemin de fer à deux voies Paris gare du Nord - Persan-Beaumont via Valmondois. Cet axe constitue un tronc commun sur cette section avec la ligne transversale Pontoise - Creil.
Cette gare n'assure qu'un service de voyageurs de banlieue. Les services ferroviaires sont assurés par le Transilien de la SNCF, ligne H. Les temps de parcours vers Persan-Beaumont et Paris sont respectivement de 9 et 48 minutes en trains directs les plus rapides. Cependant, peu de trains sont directs, hormis certains aux heures de pointe, la plupart des trajets nécessitant un changement en gare de Valmondois. Il est également possible d'emprunter un train direct Paris - Persan-Beaumont (TER Picardie) puis la ligne Pontoise - Creil pour un temps de parcours parfois légèrement inférieur en fonction des correspondances.
Pour se rendre à Paris, les Adamois motorisés préfèrent parfois emprunter les trains directs du TER Picardie depuis la gare de Persan - Beaumont (trajet de moins d'une demi-heure) ou, à Montsoult, les trains Transilien circulant sur la ligne Persan-Beaumont par Montsoult-Maffliers, gare également reliée par un service de cars à la ville.
La ligne du réseau de bus du Vexin 95.16 dans son trajet Vallangoujard - L'Isle-Adam Grand Val dessert la commune. Elle marque trois arrêts dans la ville : Église (marché), Centre commercial (Leclerc) et Grand Val. La ligne 95.07 (Cergy-Parmain, arrêt Mairie) est également accessible, en traversant l'Oise, à la gare de L'Isle-Adam - Parmain.

#### Réseau fluvial

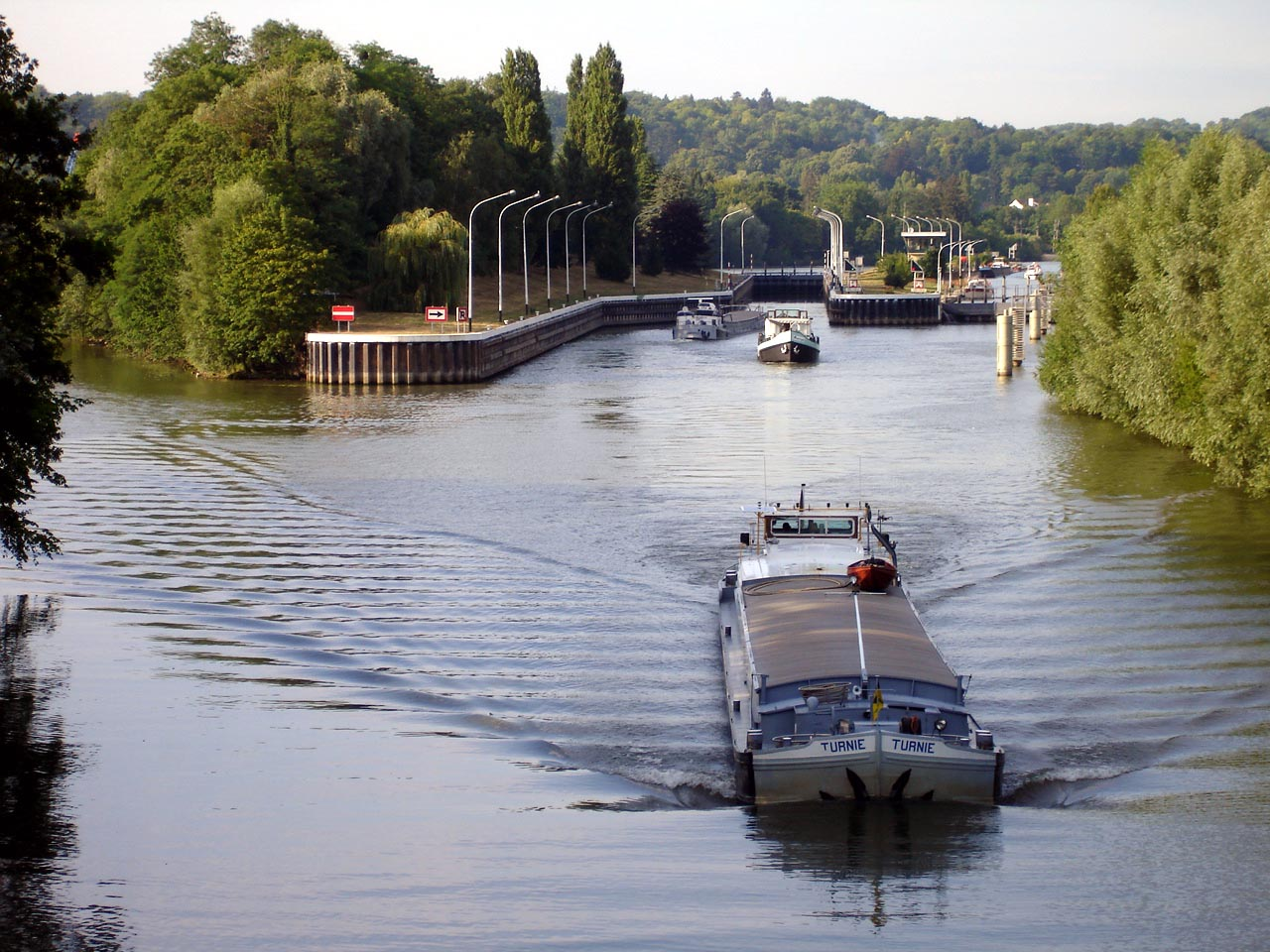
Écluse sur l'Oise au niveau de la ville.

L'Oise constitue une des premières voies navigables de France pour ce qui est du transport de marchandises. À L'Isle-Adam, la rivière est aménagée et canalisée. Au niveau de l'île de la Dérivation se trouvent une écluse et un barrage. Ce dernier est actuellement en reconstruction complète par les Voies navigables de France. La rivière sert également aux bateaux de plaisance (péniches) et à la voile. La ville dispose d'un cercle de yachting à voile depuis 1962, situé au nord est, dans la zone des Trois Sources. Les voiliers évoluent dans le bras de l'Oise situé entre la rive de L'Isle-Adam et la rive sud de l'île de Champagne.

#### Pollution sonore
Si, sur le papier, de nombreuses portions de voies sur le territoire communal ou aux alentours sont potentiellement sources de pollution sonore importante, ces différentes infrastructures terrestres ont en réalité un impact relativement limité sur le plan de la pollution sonore effective. En effet, bien que certaines soient classées de niveau 2 voire 1 (autoroute A16), en bordure des zones habitées seulement une portion de la Grande Rue, voie commerçante du centre-ville, est classée en catégorie 3 à la date de réalisation de l'étude (2001). Depuis cette date, des travaux de voirie ont par ailleurs cherché à diminuer le niveau sonore de la circulation sur la portion concernée en la ralentissant. Les autres voies classées en catégorie 3, 2 ou 1 sont situées en bordure de la commune ou à l'est du massif forestier et se trouvent de ce fait relativement éloignées des zones habitées (hors hameau de Stors, légèrement plus exposé). Seule la voie de chemin de fer longeant la rive droite de l'Oise à Parmain, classée niveau 2, constitue une potentielle source de nuisances sonores effective. Les deux axes principaux traversant la ville sont classés quant à eux dans la catégorie 4.
Proche de l'aéroport Roissy-Charles-de-Gaulle, L'Isle-Adam n’est pas situé sous un couloir aérien mais en dessous de la zone dite de dispersion. La commune est survolée lorsque les vents amènent à l’utilisation de la configuration est (40 % du temps en moyenne sur l'année) qui génère un flux de trafic en provenance du nord-est ou du sud-est de la France (cent appareils quotidiens dont 10 % la nuit). Des mesures effectuées par le service acoustique d'Aéroports de Paris en mars 2007 démontrent que « les décollages face à l’ouest et les atterrissages face à l’est n’ont pas d’influence significative sur le niveau de bruit ambiant mesuré de la commune de L’Isle Adam. »

#### Sentiers de randonnée
Le caractère relativement préservé du territoire de la commune, ménagé par une urbanisation douce entre vallée de l'Oise et forêt domaniale, explique le nombre de sentiers de randonnées qui la sillonnent et renforcent l'attrait touristique de la ville. Le sentier de grande randonnée GR1, qui fait le tour de l'Île-de-France, s'attarde longuement à L'Isle-Adam. Venant de Parmain, il parcourt la forêt par le sud ou en son centre par un diverticule. Un autre diverticule du GR1 longe l'Oise depuis les îles jusqu'à Mours. Parmi les autres chemins de petite randonnée, dits PR, on note le PR 18, qui parcourt l'allée verte au centre de la ville, Nogent et les alentours du parc de Cassan, le PR 14 essentiellement forestier, ainsi que le PR15, qui fait une boucle par le golf des Vanneaux et l'ouest de Presles.

#### Accès aux aéroports les plus proches
Par la route, L'Isle-Adam est à 36 kilomètres à l'ouest de l'aéroport Aéroport Roissy-Charles-de-Gaulle, à 17 kilomètres à l'est de l'aéroport de Pontoise - Cormeilles-en-Vexin et à 50 kilomètres au sud de l'aéroport de Paris Beauvais Tillé.

### Climat
Pour des articles plus généraux, voir Climat de l'Île-de-France et Climat du Val-d'Oise.
En 2010, le climat de la commune est de type climat océanique dégradé des plaines du Centre et du Nord, selon une étude du CNRS s'appuyant sur une série de données couvrant la période 1971-2000. En 2020, Météo-France publie une typologie des climats de la France métropolitaine dans laquelle la commune est dans une zone de transition entre le climat océanique et le climat océanique altéré et est dans la région climatique Sud-ouest du bassin Parisien, caractérisée par une faible pluviométrie, notamment au printemps (120 à 150 mm) et un hiver froid (3,5 °C).
Pour la période 1971-2000, la température annuelle moyenne est de 11,2 °C, avec une amplitude thermique annuelle de 14,7 °C. Le cumul annuel moyen de précipitations est de 677 mm, avec 10 jours de précipitations en janvier et 8 jours en juillet. Pour la période 1991-2020, la température moyenne annuelle observée sur la station météorologique la plus proche, située sur la commune de Pontoise à 11 km à vol d'oiseau, est de 12,5 °C et le cumul annuel moyen de précipitations est de 666,7 mm,. Pour l'avenir, les paramètres climatiques de la commune estimés pour 2050 selon différents scénarios d'émission de gaz à effet de serre sont consultables sur un site dédié publié par Météo-France en novembre 2022.

## Urbanisme

### Typologie
Au 1er janvier 2024, L'Isle-Adam est catégorisée centre urbain intermédiaire, selon la nouvelle grille communale de densité à sept niveaux définie par l'Insee en 2022.
Elle appartient à l'unité urbaine de Paris, une agglomération inter-départementale regroupant 407  communes, dont elle est une commune de la banlieue,,. Par ailleurs la commune fait partie de l'aire d'attraction de Paris, dont elle est une commune de la couronne,. Cette aire regroupe 1 929 communes,.

### Situation de la ville
Le territoire communal peut se diviser en plusieurs parties :
- Les îles : l'île de la Dérivation au niveau de laquelle se situent écluse et barrage n'est pas habitée tandis que les îles du Prieuré et de la Cohue sont bâties, notamment de pavillons en bordure de rivière. La pointe sud de l'île du prieuré est occupée par un parc public et la pointe nord par un petit château construit sur l'emplacement des châteaux historiques.
- Le centre, face aux îles, se concentre autour des bâtiments municipaux, d'équipements culturels et de l'église Saint-Martin, l'habitat est plutôt dense et ancien et comporte de nombreux commerces dans la Grande Rue (dont un supermarché totalement enclos, invisible depuis les voies passantes) et divers restaurants au bord de l'Oise à proximité du cinéma. Les espaces verts n'en sont pas absents (parc Manchez, place du Pâtis notamment).
- Au sud du centre et de l'avenue de Paris se trouve le quartier du Parc et, plus à l'est, le quartier des Bonshommes (moins homogène dans le bâti que le premier). L'habitat y est structuré autour de grands axes (boulevard de la République, avenue des Bonshommes, rue Saint-Lazare), il est moins dense qu'au centre, on y trouve de nombreuses demeures élégantes typiques de la grande couronne, notamment en pierre meulière, réparties au sein de lotissements du début du XXe siècle.
- Dans la zone comprise entre le centre, la rue de Beaumont (axe nord-sud, route départementale 922) et l'Oise, autour d'équipements tels que le lycée, le collège, un groupe scolaire, la clinique ou la plage se tiennent les quartiers de La Faisanderie et de La Garenne. Le quartier de la Garenne, toujours en développement, est une zone pavillonnaire récente (années 1980) assez dense mais plutôt verte car structurée autour de vastes plans d'eau arborés. Le quartier de la Faisanderie présente des logements collectifs bas datant des années 1960, de nombreux bâtiments publics (équipements sportifs, hôpital, locaux associatifs, etc.) et la perspective de l'allée verte.
- En bordure de forêt, le parc de Cassan est, depuis les années 1970, une zone pavillonnaire très verte sur les restes d'un domaine anglo-chinois construit par les Bergeret. Zone résidentielle privilégiée relativement isolée, elle comprend le Pavillon Chinois, monument historique, et une grande prairie en pente débouchant sur des plans d'eau occupés par cygnes et canards. La résidence comprend cinq cents pavillons. Elle est agrémentée d'une piscine, de tennis et de services de sécurité, le tout privés.
- Entre le parc de Cassan, le haut de l'avenue de Paris et la rue de Beaumont le quartier de Nogent, situé à l'emplacement du village gallo-romain qui lui a donné son nom, constitue une zone d'implantation humaine très ancienne et fait figure de centre-ville secondaire de la commune. On y trouve d'anciennes maisons de ville et d'anciennes fermes autour d'une placette où s'organisent des commerces de proximité et un supermarché discret et à l'écart.
- Au sud de la commune, entre L'Isle-Adam et Mériel, au-delà du domaine du Vivray, le hameau de Stors, rattaché à la commune pendant la Révolution, est situé sur les pentes de la vallée de l'Oise. Il jouxte le château de Stors, en cours de rénovation, et comprend de vastes parcelles et demeures. On y trouve une clinique psychiatrique dénommée les Points cardinaux.
- La forêt de L'Isle-Adam occupe le reste du territoire communal, mais le long de l'Oise au sud, il y a présence de quelques zones cultivées qui occupent le lieu-dit la Grande Noue. Important également, au nord-est au-delà de la forêt se trouvent une vaste zone commerciale (le Grand Val) et, à l'extrême-est du territoire communal, au-delà de l'autoroute A16, le golf des Vanneaux.

Le nouveau plan local d'urbanisme a été voté en 2006. L'enjeu principal de l'urbanisme à L'Isle-Adam est, d'une part, de maintenir un développement résidentiel modéré face à la pression urbaine et démographique de l'aire urbaine de Paris et, d'autre part, d'assurer un développement de la commune dans le respect des zones naturelles et espaces verts qui participent grandement à la qualité de vie locale.

### Occupation du territoire
| Type d'occupation           | Pourcentage |
| --------------------------- | ----------- |
| Espace urbain construit     | 20 %        |
| Espace urbain non construit | 7 %         |
| Espace rural                | 73 %        |

Le territoire communal s'étend, au maximum, sur environ cinq kilomètres du nord au sud et sur quatre kilomètres d'est en ouest. Il est essentiellement rural et forestier (73 %).
L'espace urbain est composé en grande majorité (70,9 %) d'habitats individuels et d'espaces non-construits (parcs, jardins, vacants). La surface des espaces verts de la ville s'élève à 70 m2 par habitant. Les habitats collectifs, tous discontinus et bas, ne représentaient en 1999 que 3,9 % de l'espace urbain communal. Les grandes surfaces commerciales, bureaux et zones d'activités occupent elles aussi, cumulées, 3,9 % du territoire, moins que les équipements (6,4 %) et les espaces affectés aux transports (7,1 %).

### Logement

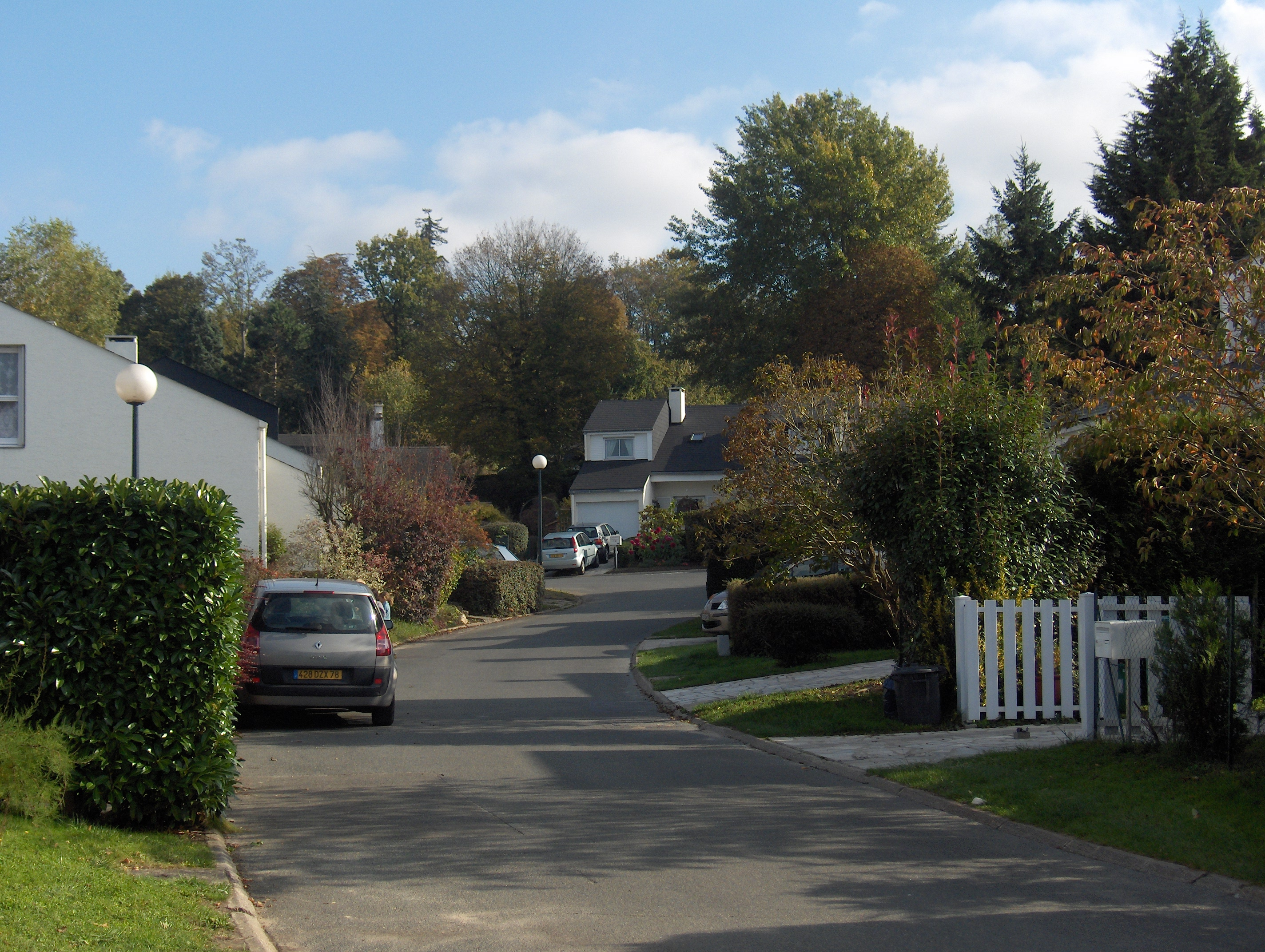
Rue pavillonnaire du parc de Cassan.

Les logements à L'Isle-Adam sont en moyenne plus récents et plus vastes que dans le reste de la région Île-de-France.
L'Isle-Adam comptait 4 821 logements dont 4 405 résidences principales en 1999 soit 91,4 % du total (pour 2,2 % de résidences secondaires). L’âge moyen du parc immobilier est plus faible que la tendance régionale, une forte majorité des logements datant des années 1950 et après : 44,5 % des résidences principales dataient de 1949 à 1974, contre 37,8 % en Île-de-France. Les constructions récentes sont plus présentes que la moyenne de la région, signe d'une réelle politique de construction de logements neufs : en 1999, 14,5 % des résidences principales dataient de 1990 ou après contre 9,1 % en Île-de-France. A contrario, les constructions antérieures à 1949 ne représentaient que 23,7 % du parc contre 33,7 % pour la moyenne régionale francilienne.
L'Isle-Adam est une commune pavillonnaire comptant néanmoins une part non négligeable de logements collectifs, et surtout constituée de propriétaires. 55,5 % des résidences principales sont des maisons individuelles et 44,5 % des appartements (respectivement 26,9 % et 73,1 % dans la région). 59,3 % des habitants sont propriétaires de leur logement, contre 36,8 % qui ne sont que locataires (respectivement 44,3 % et 51,1 % dans la région),.
L'Isle-Adam est soumise à l'obligation législative de construction de 20 % de logements sociaux en vertu de la loi no 2000-1208 du 13 décembre 2000 relative à la solidarité et au renouvellement urbains. Avec 573 logements HLM soit 13,0 % du parc en 1999 (23,4 % dans la région), la ville ne respecte pas les dispositions de la loi. En 2007, le pourcentage de logements sociaux s'élève désormais à 16 %, signe d'une mise en conformité progressive. On peut noter en outre que le nombre de logements vacants était relativement faible en 1999 avec 5,5 % du parc contre 8,1 % en moyenne régionale. 42,8 % des Adamois étaient résidents de la commune depuis plus de neuf ans en 1999 contre 44,6 en moyenne en Île-de-France, traduisant une mobilité dans la commune légèrement supérieure à la moyenne régionale.
Les habitations se caractérisent par leur surface importante : une forte majorité compte quatre pièces (60,1 %). Suivent les logements de trois pièces (23,7 %), puis 2 pièces (11,4 %). Les petits logements restent très minoritaires (studios : 4,8 %). Pourtant, 32,7 % des ménages n'étaient constitués que de deux personnes, et 26,6 % d'une seule, tendance qu'on retrouve à l'identique dans la région en forte augmentation de 1990 à 1999.
La ville possède ainsi des logements assez conformes aux tendances franciliennes avec un parc plus jeune mais néanmoins une nette sous-représentation des petites surfaces et habitats collectifs,.

## Toponymie
Insula en 1206, Insula-Adam en 1223, Ille (l’)Adam en 1223 et Insula Adæ en 1261.

## Histoire

### Préhistoire et Antiquité
Le territoire adamois est occupé depuis les temps préhistoriques. L'abbé Breuil (1867-1961), éminent préhistorien, découvre au début du vingtième siècle des silex taillés de la période paléolithique aux abords de l'Oise. Par ailleurs, des monuments de la période néolithique constellent la région autour de L'Isle-Adam, à Parmain, Presles, en forêt de Carnelle ou dans le bois de la Tour du Lay. Des sépultures de l'âge du bronze sont mises au jour à la fin du XXe siècle sur le territoire communal, l'une près du ru du Vivray, l'autre près du ru du Bois.
Vers Cassan, les Forgets, Nogent, Stors et le Vivray, des traces d'occupation gauloise ont été retrouvées. La commune se trouve au croisement de zones d'occupation de différentes tribus : Véliocasses (Vexin), Bellovaques (Oise) et Silvanectes (Senlis). La première occupation humaine pérenne constatée sur le territoire est celle d'un village gaulois appelé Novientum (latinisé au Moyen Âge en Novigentum), type toponymique qui a donné tous les Nogent de Gaule. L'occupation de cette zone est continue depuis l'époque gauloise jusqu'aujourd'hui.[réf. à confirmer] En effet, le quartier le plus ancien de L'Isle-Adam a conservé le nom de Nogent. Ce noyau originel de population est installé à l'abri des crues de l'Oise et la proximité de la forêt lui fournit des ressources en nombre. Une occupation de la même époque des îles et rives de l'Oise n'est pas exclue, mais la rareté des indices ne permet pas de le confirmer avec certitude. À l'époque gallo-romaine, le village de Nogent fait partie du pays de Chambly (Pagus Caméliacencis). Plusieurs vestiges, dont des pièces de monnaie, romaines pour la plupart et qui ont été retrouvées en 1974 lors de travaux de voirie près de la rue de la Madeleine, témoignent d'une occupation pendant l'Antiquité.

### Époque médiévale

#### Nogent et saint Denis
Le village fait partie des territoires censément évangélisés par saint Denis au IIIe siècle. Une charte de Charles II le Chauve datée de 862, qui constitue la première trace écrite du village, rappelle que le roi Louis le Pieux accorda en 832 des terres à Nogent aux religieux de l'abbaye de Saint-Denis. Les moines bénédictins desservent alors la paroisse qui comprenait, outre une église dédiée à saint Martin comprise dans le diocèse de Beauvais, une nécropole et un manoir seigneurial, situé aux environs de l'actuelle rue de la Haute-Salle. Les seigneurs de L'Isle-Adam (voir plus bas) demeurent longtemps sous la suzeraineté de l'abbaye et sous celle des comtes de Beaumont. Ce n'est qu'en 1223 que les chevaliers de l'Isle deviennent vassaux directs du roi.

#### Les raids vikings
Les attaques des vikings sont à l'origine de l'aménagement militaire puis religieux de la plus longue des îles de l'Oise, aujourd'hui île du Prieuré. Le roi de France Charles II le Chauve envoie le comte Aleran défendre l'Oise contre les raids des hommes du Nord. Dans un but défensif, le premier fort sur l'île du prieuré est érigé en 865, non loin du village de Nogent. Toutefois, à l'automne 885, ces précautions n'empêchent pas le sac de Nogent et la destruction du château primitif en bois par le chef viking Siegfried. Reconstruit en pierre peu après, l'édifice militaire évolue au fil des siècles pour devenir un véritable château fort médiéval. Ses derniers restes, une grosse tour, sont rasés en 1700.
A 200 kilomètres de là, dans la future Normandie, les attaques vikings répétées sur l'abbaye d'Almenêches obligent la communauté religieuse à se replier à Moussy-le-Neuf avec tous ses biens, parmi lesquels des reliques de saint Godegrand et de sa sœur sainte Opportune. En 1014, le premier seigneur connu de L'Isle-Adam, Adam de Moussy fonde un prieuré dédié à Notre-Dame et saint Godegrand sur l'île où se trouve le château. Et une partie des reliques de son fief sont confiées au nouveau prieuré. Presque un millénaire après leur arrivée, les reliques de saint Godegrand sont toujours visibles dans l'église de L'Isle-Adam,

#### AdamIerde l’Isle et ses descendants,les chevaliers de l’Isle(1014-1364)

Armes de la famille de L’Isle.

À la suite de la signature du traité de Saint-Clair-sur-Epte en 911, les attaques vikings cessent, la Normandie est créée et le Vexin est partagé en deux, il l'est toujours. Le château de l'île est confié au seigneur Adam, Adam de Moussy, apparenté à la famille capétienne depuis peu installée sur le trône. La châtellenie, puis l'île elle-même prend le nom de L'Isle-Adam. Par extension, la ville qui s'est développée entre l'île et Nogent conserve le nom de L'Isle-Adam. Les hommes et les lieux donnent donc conjointement son nom actuel à la ville. Adam Ier est le fondateur avéré du prieuré de l'île en 1014.
La dynastie des chevaliers de l'Isle se poursuit sur plusieurs siècles, toujours proche du pouvoir royal. Ainsi, Adam II de l'Isle, fils du premier seigneur connu, occupe la charge prestigieuse de connétable de France sous Philippe Ier. L'épouse d'Adam III de l'Isle, Aëlis, est la première femme citée dans l'histoire de la ville. Son fils, Ansel Ier, est le fondateur de l'abbaye du Val en 1136. Il y est inhumé en 1161, comme par la suite beaucoup de ses descendants. Ansel III, premier seigneur à utiliser le nom de L'Isle-Adam, fonde la léproserie Saint-Lazare en 1228, transformée en ferme en 1668 et aujourd'hui disparue (elle était située au niveau de l'actuel numéro 54 de la rue Saint-Lazare. Le domaine du Vivray abrite à cette époque un cimetière. Ansel III participe à la cinquième croisade et est blessé à Gaza. Ansel IV participe, lui, à l'ost de Flandre en 1304.

#### Les Templiers et les Hospitaliers
Les biens des Templiers dans la seigneurie passent aux Hospitaliers de l'ordre de Saint-Jean de Jérusalem après la dissolution de l'Ordre par Philippe le Bel.
Jean de Villiers est le père de Philippe de Villiers de L'Isle-Adam (1464-1534) qui n'est pas seigneur de L'Isle-Adam, car fils cadet mais trouve sa place en tant que grand maître de l'ordre de Saint-Jean de Jérusalem à Rhodes d'où il assure le transfert à Malte.
La Commanderie, détruit au début du XXe siècle, était situé aux environs de la rue Charles-Binder (maire de la ville de 1878 à son décès) sur un domaine aménagé agrémenté d'un parc et de pièces d'eau.

#### Peste, guerre et fin d’une lignée
Mort sans descendant mâle en 1324, Ansel IV de l'Isle-Adam lègue son fief par testament, après le décès de son épouse, conjointement à son neveu Gasce et à sa fille Guillemette. Au plus fort de l'épidémie de peste noire, Gasce meurt, et laisse Guillemette seule maîtresse de L'Isle-Adam en 1348. L'invasion anglaise la fait cependant fuir à Pontoise, chez les religieuses de la Maison-Dieu. Le château fort est occupé par les Anglais en 1358, puis délivré dans l'année par les seigneurs du Vexin. Simultanément à l'invasion anglaise, des jacqueries secouent les campagnes du nord de Paris. Guillemette ne quitte pas Pontoise et vend, avant de mourir sans enfants, à Pierre de Villiers, futur seigneur de L'Isle-Adam, la seigneurie de Valmondois. La châtellenie de L'Isle-Adam échoit à la nièce d'Ansel IV, Guillemette de Luzarches, dernière représentante de la famille descendante d'Adam Ier de l'Isle. Elle la vend en 1364 au même Pierre de Villiers.

#### Les Villiers de L’Isle-Adam (1364-1527)

Armes des Villiers de L'Isle-Adam, reprises sur celles de la commune.

Pierre de Villiers, grand maître de l'hôtel du Roi est le premier seigneur de cette famille déjà puissante à jouir des terres adamoises. Il fait consacrer une chapelle aux apôtres saint Pierre et saint Paul dans le château et y reçoit en 1386 le roi de France Charles VI. Son fils, Pierre II de Villiers, voit confirmer ses droits sur la châtellenie en 1390 après un procès contre son demi-frère, l'archidiacre de Sologne. Son épouse, Jeanne de Châtillon, reçoit au château en 1402, après la mort de son époux et durant la minorité de Jehan de Villiers, Philippe le Hardi, duc de Bourgogne.
Son fils Jehan (ou Jean) de Villiers, maréchal de France, épouse Jeanne de Vallangoujard, alliance qui augmente ses terres des seigneuries de Vallangoujard, de Fontenelle (actuelle commune de Nesles-la-Vallée) et d'Amblainville. Alors que Jehan de Villiers occupe la charge de sénéchal du Boulonnais, il est de ce fait hors de ses terres et L'Isle-Adam devient le dernier refuge du brigand appelé Sauvage de Frémainville. Il y est capturé avant d'être pendu à Bagnolet. La ville de L'Isle-Adam possède, par ailleurs, à cette époque un gibet au carrefour des actuels vieux chemin de Paris et rue de la Madeleine.
Jacques de Villiers, prévôt de Paris, qui condamne à mort François Villon (seigneur de 1437 à 1471) puis Antoine de Villiers (de 1471 à 1504) succèdent à Jean. Antoine de Villiers, époux en premières noces de Marguerite de Montmorency, fait financer par de nouvelles taxes les travaux de restauration du château après une enquête du bailli de Senlis constatant les dégâts occasionnés par les crues de l'Oise. Son frère, Louis de Villiers, comte-évêque de Beauvais en 1487, entame la construction d'une seconde église dédiée à saint Martin entre le château et Nogent (l'actuelle église de la ville). Il la consacre en 1499. Les plaies de la guerre de Cent Ans se referment.
Une fois majeur, Charles de Villiers (seigneur de 1510 à 1527) profite du concordat signé entre François Ier et le pape Léon X pour être nommé abbé commendataire de l'abbaye du Val et évêque de Limoges. Un vitrail le représente dans l'église de Montmorency. Il reçoit en son château de L'Isle-Adam François Ier en 1519. Charles de Villiers vend ses seigneuries à son cousin Anne de Montmorency en 1527, mais en garde l'usufruit pour le reste de sa vie. Il meurt en 1535, avant d'avoir pu être nommé cardinal comme il le désire. L'Isle-Adam devient alors pleinement une possession des Montmorency.

#### Développement des transports et du commerce
Au Moyen Âge, la ville se développe entre les îles et Nogent sur l'axe de l'actuelle Grande rue. La première mention du marché de L'Isle-Adam, toujours actif et important, date du XVIe siècle mais il est probable qu'il existait à cette époque depuis déjà plusieurs siècles du fait de la position stratégique de la ville sur la rivière. Le passage de l'Oise, axe marchand, fournissait des droits dits de travers, taxes de passage, aux seigneurs dès le XIIIe siècle.
Les ponts étaient gardés jusqu'à la fin du XIXe siècle par des maîtres de pont, qui se transmettaient la fonction de père en fils. Ces personnages importants dirigeaient la confrérie des Compagnons de l'Arche chargée d'assurer le halage des embarcations sur cette zone turbulente de la rivière. Les ponts de L'Isle-Adam, comme ceux de Pontoise et de Conflans-Sainte-Honorine, étaient entretenus par l'Hôtel de Ville de Paris jusqu'au XVIIIe siècle. Outre les ponts, un bac au niveau de Stors se chargeait également du transport des passagers et marchandises d'une rive à l'autre, il fut en service jusqu'en 1847. À l'emplacement de l'actuelle plage se tenait la place du Feu-de-Saint-Jean. La place du Pâtis, dont le nom est demeuré aujourd'hui, servait sans doute à l'époque médiévale de lieu de pâture.

#### Postérité des édifices religieux du Moyen Âge

Armes de la maison de Montmorency.

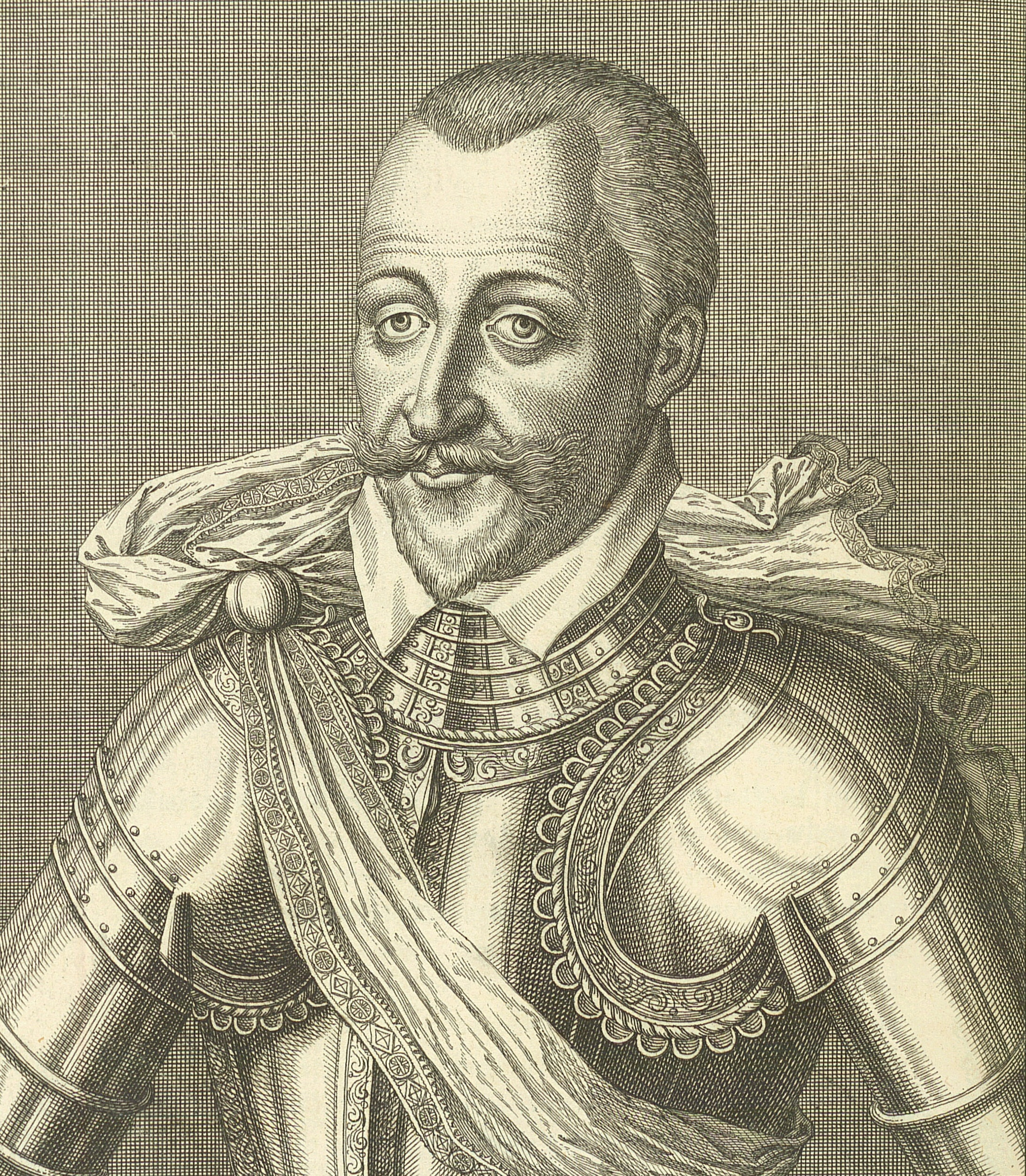
Henri Ier de Montmorency, seigneur de L'Isle-Adam de 1579 à 1613.

Armes des princes de Bourbon-Condé.

Armes des princes de Conti.

Le prieuré construit sur l'île en 1014 sert d'église jusqu'en 1300, date du transfert du culte à l'église de Nogent. Le bâtiment en lui-même disparaît en 1711.
En 1560, le culte est supprimé en la déjà ancienne église de Nogent, au bénéfice de la nouvelle église Saint-Martin, plus proche de l'Oise  En 1567, la nouvelle église Saint-Martin enfin terminée est consacrée une seconde fois en présence du connétable Anne de Montmorency. Un cimetière l'entoure jusqu'en 1842. Les ruines de l'église de Nogent sont quant à elles démolies en 1860. Son emplacement, à l'angle de la rue de la Madeleine et de la sente de l'ancienne église de Nogent, est toujours indiqué de nos jours. En 1661, un incendie ravage la nouvelle église Saint-Martin. Elle est alors reconstruite à l'identique. Les reliques de saint Godegrand y sont encore conservées, bien qu'elles ont failli disparaître durant la Révolution.
Construite au XIIe siècle, reconstruite en 1633, la chapelle de Stors est consacrée à Sainte Madeleine, la sainte patronne de la ville. Une rue porte son nom et elle est toujours fêtée.
En 1169, le prieuré des Bonshommes, en forêt de L'Isle-Adam, est confié aux Grands Montains par Bouchard V de Montmorency, à l'époque où Adam IV de l'Isle est seigneur de L'Isle-Adam. L'édifice disparaît en 1791. L'avenue des Bonshommes en perpétue le souvenir.

### Renaissance et époque moderne
En septembre 1527, le fils d'Antoine Villiers de L'Isle-Adam, Charles, qui a racheté les droits de ses frères et sœurs pour éviter tout morcellement du domaine, donne celui-ci, avec réserve d'usufruit, au connétable Anne de Montmorency. On estime la population de la ville à cette époque à environ cinq-cents habitants. Le connétable fait reconstruire le château et le moulin banal situé sur le pont reliant l'île du prieuré à la rive droite de la rivière en 1540. Le château accueille François Ier en 1531, 1539 et 1540. Claude de Villiers, frère cadet de Charles de Villiers tente, en vain, de contester les droits d'Anne de Montmorency sur la châtellenie en 1535. Le roi Henri II visite le connétable en ses terres de L'Isle-Adam avant son sacre en 1547 puis, la même année, à deux autres reprises. En 1552, Anne de Montmorency enrichit son domaine de la seigneurie de Jouy-le-Comte et, en 1567, du fief de Châteaupré. Ce dernier prend le nom de Cassan à la suite du mariage de sa propriétaire, Anne d'Auvergne, avec Philippe de Cassant, gentilhomme piémontais venu en France avec la cour de la reine Catherine de Médicis.

#### Les guerres de Religion à L'Isle-Adam
À la suite de la bataille de Jarnac, François de Montmorency, fils du grand connétable et seigneur de L'Isle-Adam de 1567 à 1579, emprisonne François de Béthune, père de Sully, au château de L'Isle-Adam en 1569.
En 1583, des processions blanches, partant de Pontoise à destination de Senlis, traversent la ville en réponse aux phénomènes naturels ayant effrayés les populations de la région (tremblement de terre à Beaumont, aurore boréale).
Sous le règne d'Henri IV, Henri Ier de Montmorency étant seigneur de L'Isle-Adam (de 1579 à 1613) mais bataillant dans le Languedoc, L'Isle-Adam subit les guerres entre ligueurs et partisans du nouveau roi, auquel Henri Ier s'est rallié. Les ligueurs occupent la ville en 1589, tout comme Pontoise et le Vexin. Henri IV, alors roi de Navarre, vient reprendre Pontoise et L'Isle-Adam, où il se trouve le 20 juillet 1589. Devenu roi de France, il occupe à nouveau la ville en janvier 1590 après la bataille d'Ivry. Une dernière fois, L'Isle-Adam est occupée et pillée par les ligueurs de Pontoise en 1591, le château est endommagé à cette occasion. Le marquis d’O et une petite armée la délivrent définitivement. Une trêve conclue peu après précise la neutralité de la ville et de son château et une somme est allouée à sa réparation. En 1609, Henri IV revient dans la ville une dernière fois.

#### Des ducs de Montmorency au prince de Bourbon-Condé
Henri Ier et Henri II de Montmorency préfèrent résider en Languedoc, qu'ils gouvernent, plutôt qu'en leur seigneurie de L'Isle-Adam. La ville connaît de petites épidémies de peste faisant peu de victimes en 1619 et 1623. En révolte contre Richelieu et l'autorité royale, Henri II de Montmorency est exécuté à Toulouse en 1632. Ses biens sont confisqués par Louis XIII qui en restitue par la suite la majeure partie aux sœurs du défunt. L'une d'elles, Charlotte-Marguerite de Montmorency, femme d'Henri II de Bourbon-Condé, reçoit le domaine de L'Isle-Adam qui passe ainsi à la maison de Condé, branche cadette de la maison de Bourbon.
À la mort d'Henri II de Bourbon-Condé en 1651, ses biens sont partagés entre ses trois enfants : Louis II de Bourbon-Condé, Armand de Bourbon-Conti et Anne Geneviève de Bourbon-Condé, duchesse de Longueville. C'est Armand de Bourbon-Conti, fils cadet, premier prince de Conti, qui reçoit le domaine de L'Isle-Adam. Il demeure jusqu'à la Révolution française dans cette branche de la maison de Bourbon.

#### L’Isle-Adam sous les princes de Conti
Jamais L'Isle-Adam n'a été aussi proche du pouvoir royal que durant cette période. Les richesses de ses seigneurs permettent au cours des XVIIe et XVIIIe siècles l'agrandissement et l'édification d'un domaine de villégiature cynégétique et de plaisirs qui rivalise avec Chantilly en faste et en élégance.
Le cardinal de Richelieu vient en 1630 baptiser Armand de Bourbon-Conti au château et le cardinal Mazarin y assiste à son mariage fastueux avec sa propre nièce en 1653. Alors que ce dernier était seigneur de L'Isle-Adam, de 1650 à 1672, deux incendies ravagent l'église saint Martin en 1661 et le château en 1669. La princesse de Conti Anne-Marie Martinozzi loge alors à Parmain durant les réparations et l'embellissement de l'édifice. La chapelle et les archives peuvent être sauvées des flammes. Résidant beaucoup en Languedoc, le prince Armand fait tout de même venir à L'Isle-Adam des missionnaires joséphites pour desservir la chapelle du château, la maladrerie et occuper ce qui est actuellement le musée Louis-Senlecq. Ces religieux sont chargés, notamment, de l'éducation de la noblesse locale.
Le Grand Conti succède à son frère de 1685 à 1709. À la mort d'Armand, Jean de La Fontaine adresse au nouveau seigneur, à L'Isle-Adam même, une épître de consolation. Grand bienfaiteur du domaine, le prince acquiert en 1701 la seigneurie de Chambly et en 1705 le comté de Beaumont-sur-Oise. L'année suivante il agrandit à nouveau ses terres de la seigneurie de Boulonville à Jouy-le-Comte, du fief de Vaux à Champagne-sur-Oise et de celui de Mondétour au Mesnil-Saint-Denis. Il fait démolir les restes du château fort ayant survécu aux travaux des Montmorency et à l'incendie de 1669 et remplace la vieille tour féodale par un pavillon de conciergerie. Il rachète en son nom propre l'ensemble de l'île du prieuré mais meurt avant d'avoir pu mener à leurs termes ses projets d'aménagement. Lui succède Le singe vert, seigneur de 1709 à 1727, qui marque peu la ville mais retient néanmoins recluse son épouse et cousine germaine Louise-Élisabeth de Bourbon-Condé au château de L'Isle-Adam peu de temps avant sa mort.

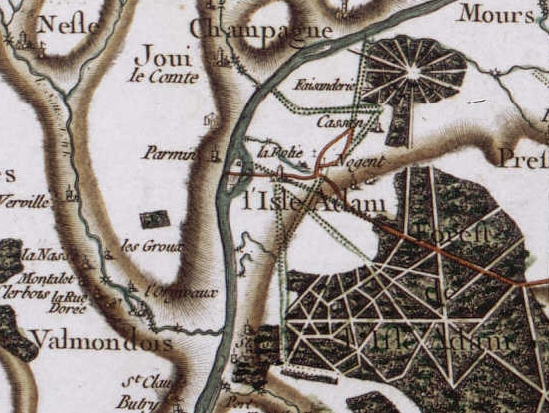
L'Isle-Adam vers 1780 (carte de Cassini).

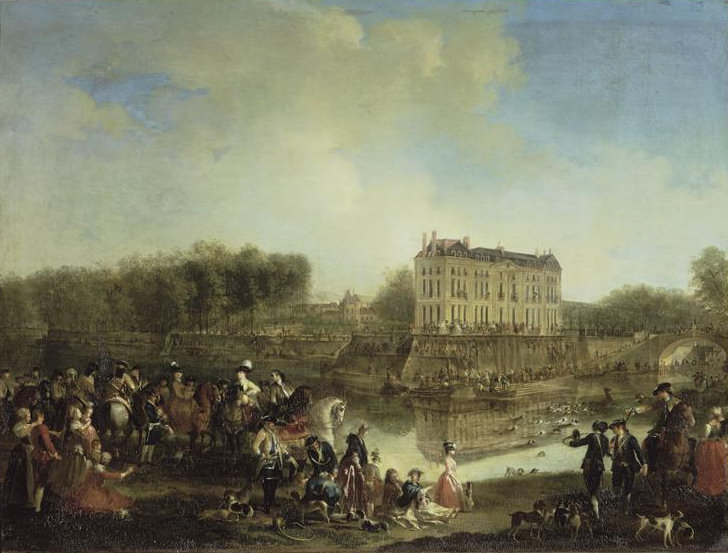
Le château des Conti représenté par le peintre Michel Barthélemy Ollivier (1712-1784).

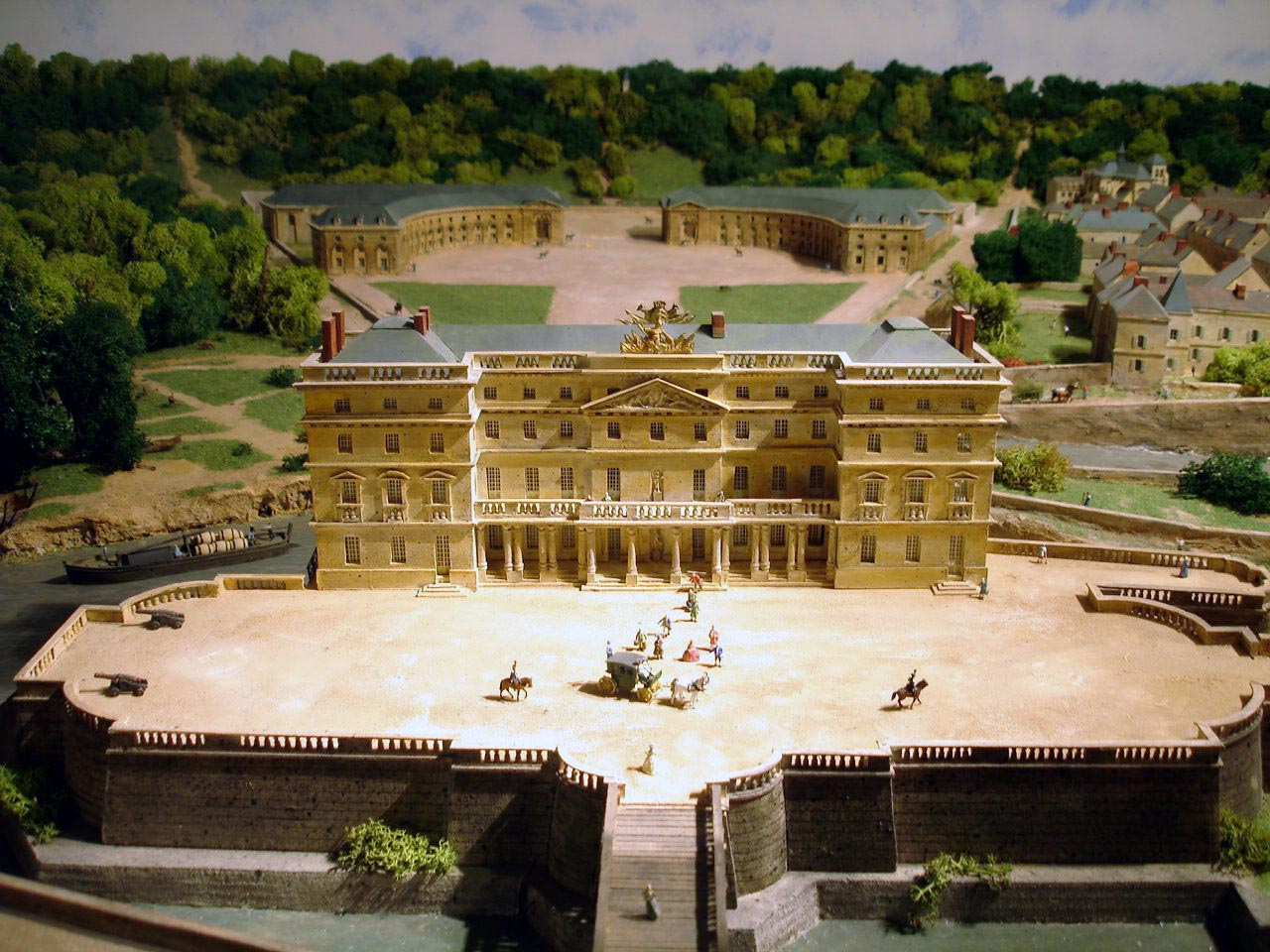
Maquette du château des Conti et des écuries vers 1780, au musée Louis-Senlecq.

Son fils Louis-François de Bourbon-Conti dit le Père-Prince, seigneur de 1727 à 1776, éprouvé par la mort de son épouse Louise-Diane d'Orléans en 1736, passe deux années de retraite en son château de L'Isle-Adam où il s'adonne à la chasse, loin de la Cour. Par la suite, ses victoires militaires lui valent en cadeau du roi Louis XV six pièces de canon installées dans l'avant-cour du château jusqu'à la Révolution. Il agrandit le domaine de L'Isle-Adam en 1746 des seigneuries de Stors, de Villiers-Adam et de Mortefontaine à Parmain. Deux années plus tard, il acquiert la terre et seigneurie de Nointel. En 1749, il quitte l'Isle-Adam pour l'enclos du Temple à Paris. Il n'en abandonne pas pour autant son domaine qu'il fréquente souvent. Il fait du château et de ses forêts des lieux de chasses et de fêtes parmi les plus élégants du royaume où séjournent Jean de La Fontaine et où le jeune Mozart vient jouer en 1766. Des œuvres de Véronèse, Titien, Le Nain ou Watteau ornent la grande galerie du château. Une chapelle funéraire dans l'église saint Martin rappelle toujours la mémoire de ce Prince mécène.

#### La fin des Seigneurs
Le dernier seigneur de L'Isle-Adam, et dernier Prince de Conti, Louis-François-Joseph de Bourbon-Conti rembourse les dettes immenses de son père mais en contracte de nouvelles. Il agrandit et embellit à son tour le domaine : restauration du château, construction d'écuries gigantesques pour deux cent cinquante chevaux au niveau de l'actuel parc Manchez, achat de la seigneurie de Champagne-sur-Oise. Ces dépenses vont de pair avec plusieurs ventes. Ainsi le Prince se sépare, notamment, d'une partie des collections de tableaux de son père, de son hôtel de Versailles, du moulin de la Naze à Valmondois (actuelle maison de la Meunerie), du château d'Auvers-sur-Oise et de terrains à Paris. Malgré ces ventes, il ne peut soutenir financièrement ses propriétés et vend le reste de son patrimoine au comte de Provence Louis-Stanislas-Xavier, frère du Roi, qui agit comme prête-nom du Roi en personne. La transaction se fait en ces termes : Louis XVI devait avoir la nue-propriété des seigneuries de l'Isle-Adam, Nogent, Valmondois, Parmain, Jouy-le-Comte, Champagne, Presles, Fontenelle, Boulonville, Stors, Chaumont-en-Vexin, Trie, Mouy, Méru, Mantes, Meulan, Pontoise, Auvers, Beaumont, Chambly, etc. ; mais il déclarait qu'il n'entendait point réunir ces biens au domaine de la couronne et qu'il voulait les posséder distinctement pour en disposer par la suite à son gré. Le comte de Provence, prête-nom, n'aurait que l'usufruit sa vie durant. Le prince de Conti se réservait la jouissance jusqu'à sa mort des châteaux et parcs de L'Isle-Adam, Stors, Trie, avec le droit de chasse et de pêche dans les forêts et rivières de L'Isle-Adam et autres terres du Vexin. Le roi doit payer au prince un lourd capital ainsi que des intérêts. Le Révolution et l'Empire intervenant avant la mort du Prince en 1814, la famille royale n'est pas en mesure de jouir des domaines de L'Isle-Adam, ni le futur Louis XVIII, ni a fortiori Louis XVI.
Outre les Conti, la famille Bergeret, devenue Bergeret de Grancourt, compte au XVIIIe siècle parmi les nobles bienfaiteurs de la ville. Cette famille de roturiers anoblis développe le domaine de Cassan et enrichit la ville de constructions, attirant Jean-Honoré Fragonard et de nombreux artistes dans leur cour. Aujourd'hui, il demeure de leur puissance le parc de Cassan, sans son château, détruit en 1960, et son pavillon chinois ainsi que le bâtiment du petit hôtel Bergeret, qui loge le centre d'art Jacques Henri Lartigue. Les Bergeret cèdent l'ensemble de leurs biens dans la commune en 1803.
Administrativement, L'Isle-Adam constitue à l'aube de la Révolution un bailliage primaire, il se rattache au bailliage secondaire de Pontoise et au bailliage principal de Senlis.
La disette de 1788 entraîne des révoltes à L'Isle-Adam et, dès 1789, le prince de Conti émigre. De retour en 1790, il est nommé commandant de la Garde nationale à L'Isle-Adam à la demande des habitants. Néanmoins, le prince se détache peu à peu de son fief à partir de cette date et passe ses dernières années françaises dans son domaine de La Lande à Villiers-sur-Marne. Ses biens, vendus auparavant au Roi et à son frère, sont séquestrés. Il est emprisonné de 1793 à 1795 à Marseille. L'avènement du Consulat et de sa loi de déportation conduisent à son expulsion vers l'Espagne. Il meurt à Barcelone en 1814, alors que les splendides constructions de sa famille à L'Isle-Adam ont été démontées pierre par pierre. Exactement huit-cents ans après la construction du modeste prieuré sur une île de l'Oise par Adam Ier de L'Isle, la mort du dernier prince de Conti suit de peu la fin de la brillante histoire aristocratique de L'Isle-Adam.

### La Révolution
Le cahier de doléances de la commune rédigé en 1789 comporte dix articles. Il réclame essentiellement une réforme des systèmes d'imposition et une égalité entre les ordres. Une milice bourgeoise est constituée, armée des fusils des princes trouvés dans les écuries. Elle devient, l'année suivante, un corps de Garde nationale de quatre compagnies, dont trois sont basées à L'Isle-Adam.
En février 1790 est élu le premier maire de L'Isle-Adam, Jean-Augustin Deschamps, notaire. La commune est érigée en chef-lieu de canton en mars. L'entité comprend alors les onze communes de Villiers-Adam, Méry, Mériel, Jouy-le-Comte (aujourd'hui Parmain), Nesles, Fontenelle (aujourd'hui rattachée à Nesles-la-Vallée), Labbeville, Frouville, Hérouville, Auvers et Valmondois. Durant la période révolutionnaire, le hameau de Stors est absorbé par la commune.
La constitution civile du clergé divise les autorités religieuses de la commune en 1791. Alors que le curé de saint Martin, Jean-Baptiste Martin, prête serment, la communauté joséphite installée par les princes de Conti s'y refuse et devient réfractaire. Elle n'en demeure pas moins soutenue par les autorités communales, attachées à leur présence et à leurs services. Jean Antoine Leroux, cultivateur, devient maire en novembre. La Garde Nationale subit à nouveau une refonte, le bataillon de L'Isle-Adam est créé, compétent sur les communes de Jouy-le-Comte, Villiers-Adam et Mériel. Il se compose de sept compagnies de fusiliers et une de grenadiers.
Ayant quitté L'Isle-Adam pour Villiers-sur-Marne, en 1792, la plupart des armoiries du prince de Conti est effacée des bâtiments publics. En décembre est élu un troisième maire, Guillaume Bougault, maçon. La ville sert alors de lieux de stockage militaire, ce qui y draine de nombreux soldats, parfois turbulents.

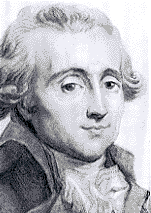
Georges Couthon, défenseur de la sauvegarde du château des Conti.

En 1793, un conflit public éclate entre le premier maître d'école de la commune, Deaubonne, qui conteste les prérogatives du curé, soutenu pourtant par les autorités municipales et les habitants. Le maître d'école perd son bras de fer dans un premier temps. Néanmoins, la révolution se radicalise et la cession des biens nationaux débute dans la commune par ceux du clergé. L'enseignement par des religieux est interdit, un drapeau tricolore flotte au-devant de l'église. Il est peint sur ordre du district sur la Maison commune, lieu de débat et de délibération municipal, « Unité, Indivisibilité de la République, Liberté, Fraternité ou la mort ». Les statues du portail de l'église sont martelées et la chasse est ouverte à l'encontre des signes religieux.
À la demande de la Société Populaire municipale, l'église devient Temple de la Raison, reliquaires et objets précieux sont fondus. Les reliques de saint Godegrand parviennent cependant à être sauvées par les paroissiens. Le curé Martin, accusé de royalisme, est emprisonné à Pontoise. Le renoncement officiel au culte est voté en 1794, les derniers religieux quittent alors la ville et l'instruction publique dans son ensemble revient au maître d'école. Un nouveau maire est élu, Joseph Turpin, fondeur.
Le château des Conti est sur le point d'être sauvé de la vente en 1794 par Georges Couthon, ami de Robespierre, qui souhaite qu'il soit entretenu afin d'y installer des « établissements utiles à l'agriculture et aux arts ». Son exécution met fin au projet. Des problèmes d'approvisionnement apparaissent à l'été 1794 et diverses mesures sont prises sans succès pour y remédier.
Sous le Directoire, les Adamois et leurs autorités municipales parviennent à obtenir la libération et le retour de l'abbé Martin à L'Isle-Adam en 1795. Le culte reprend alors et les reliques sont sorties de leur cachette. Le château est vendu et devient une fabrique de rubans qui fait vite faillite. Le nouveau propriétaire décide d'en faire une carrière, ainsi que les Grandes écuries, ce qui conduit à la démolition pierre par pierre des deux édifices. D'autres bâtiments sont vendus et subissent le même sort. La Maison commune, mairie, s'installe au 21 rue Saint-Lazare pour y demeurer soixante-quinze ans.

### Naissance d’une cité bourgeoise: L’Isle-Adam auXIXesiècle

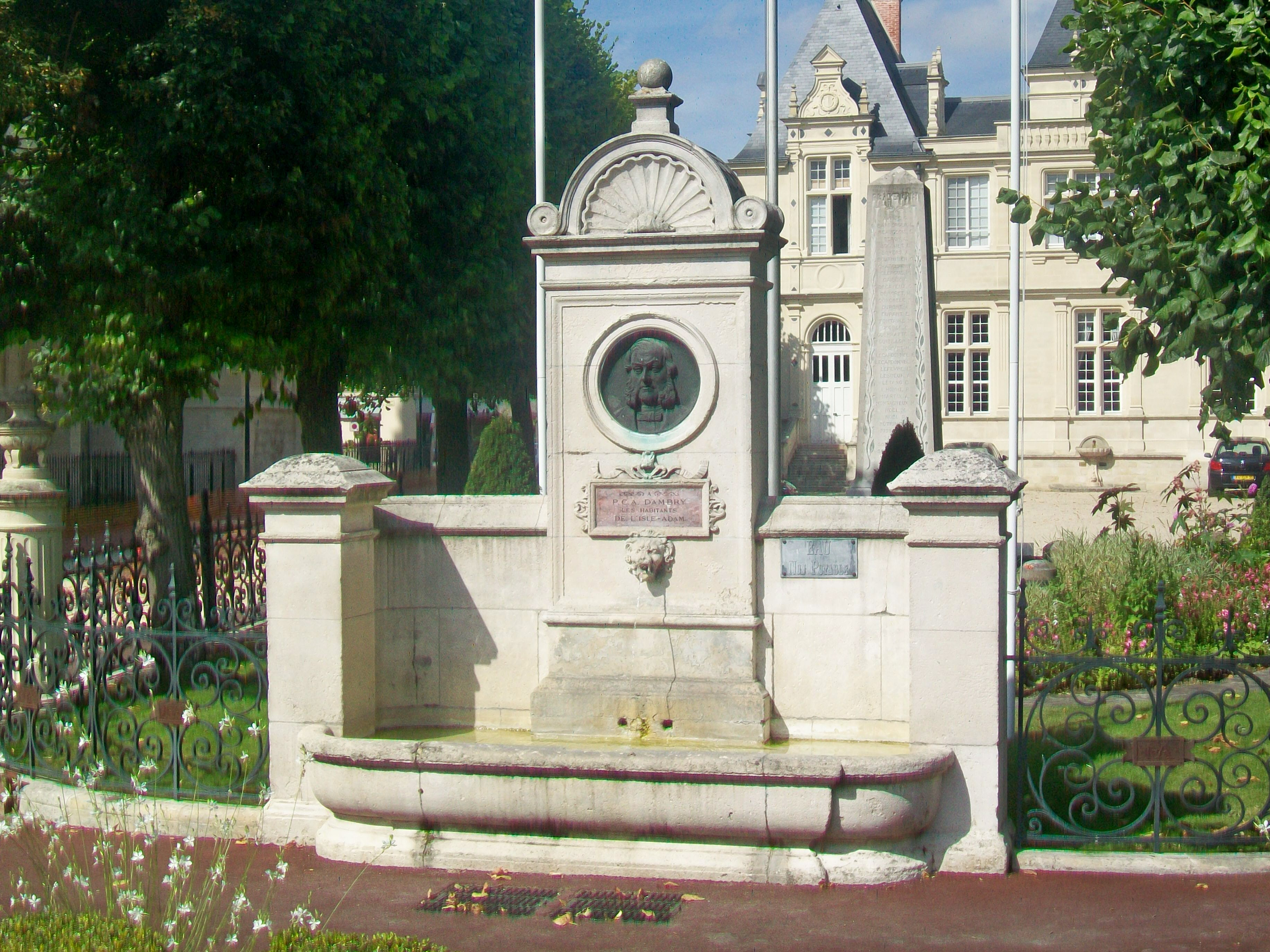
Fontaine en l'honneur de Charles Dambry.

La ville se relève lentement des destructions de la période Révolutionnaire. Sous la Restauration, Louis-Philippe de Villers-la-Faye est nommé maire de la commune. Ami de Charles X, il invite à plusieurs reprises le jeune Balzac à L'Isle-Adam, qui, marqué par les lieux, s'en inspire plus tard dans certaines de ses œuvres.
Par la suite, deux importants personnages participent grandement à la réhabilitation du patrimoine adamois et préparent sans le savoir son potentiel d'attractivité futur. D'une part, Charles Dambry, maire de 1834 à 1869, construit la mairie actuelle. Il finance de nombreux travaux de voirie et d'embellissement et fait figure de père du L'Isle-Adam moderne. Une fontaine de 1878 lui rend hommage à proximité de l'hôtel de ville.
D'autre part, le père Jean-Baptiste Grimot, prêtre de la paroisse de 1848 à 1885, contribue à l'embellissement et à la restauration de l'église (nouveaux vitraux, achat de mobiliers anciens). Un buste de Jean-Louis Bozzi, sculpteur adamois, rend hommage au fondateur de la société historique et archéologique de Pontoise et du Vexin français devant le presbytère depuis 1931.

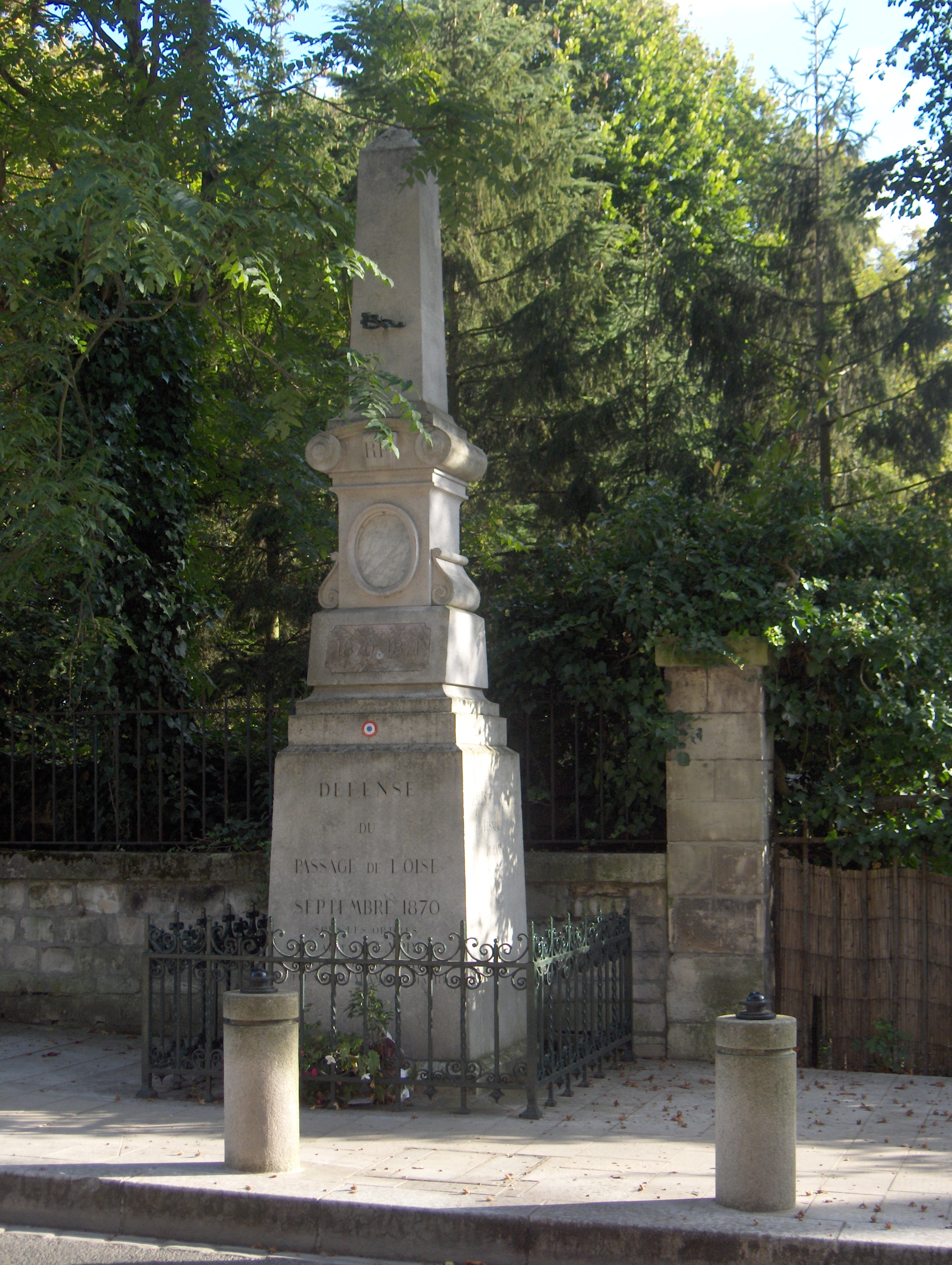
Monument à la défense du passage de l'Oise sur l'île du prieuré.

Amputée de son château, la ville se recouvre de propriétés et manoirs au cours du siècle : châteaux du Saut du Loup, de l’île du Prieuré, de la Commanderie, de la Faisanderie, château Bonnin puis Béjot à Cassan sortent de terre.
Dès le milieu du siècle, les artistes s'intéressent au site entre Oise et forêt et s'y arrêtent. C'est le cas de Jules Dupré, Théodore Rousseau, Honoré de Balzac ou Daubigny.
Le chemin de fer s'arrête pour la première fois en gare de L'Isle-Adam - Parmain en 1846 et permet à l'époque de rallier Paris en une heure quinze minutes. La mairie décide l'éclairage des rues au gaz en 1879, les réverbères sont alimentés par une usine à gaz des bords de l'Oise, détruite en 1965.
Entre 1815 et 1940, la ville devient un centre de production de céramiques en terre cuite. Ces centres de production fournissent notamment les stations balnéaires touristiques du nord de la France en objets de décoration populaires vendus dans les premières boutiques de souvenirs.
Tout au long du siècle, des carrières nourrissent les constructions et l'économie de la ville, depuis les carrières ouvertes par le maire Topinard sur l'actuel domaine des Forgets jusqu'aux carrières de la rue des Bonshommes et du domaine du Vivray. Elles emploient au milieu du siècle plus de deux cent cinquante personnes.

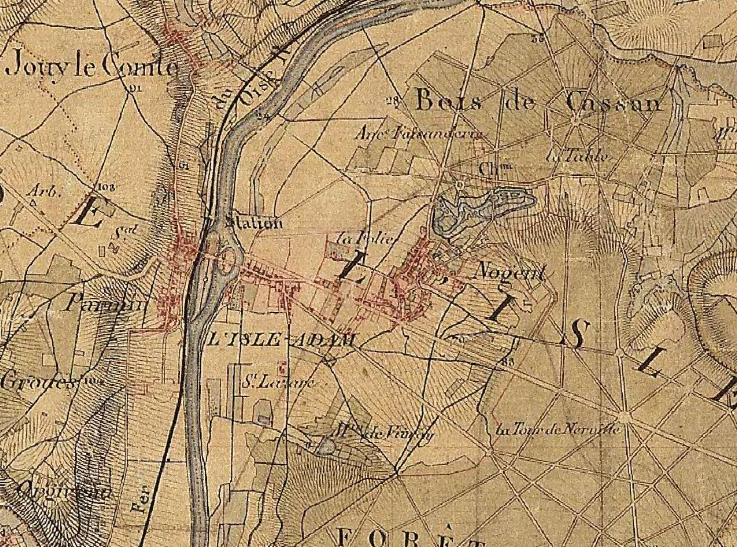
Carte de L'Isle-Adam vers 1870.

Durant le Second Empire, Napoléon III, de passage dans la ville, s'arrête à l'auberge de Cassan, aujourd'hui disparue, et, ravi de l'accueil qui lui est fait, offre une montre aux aubergistes. En 1860, une école de filles est ouverte, l'actuelle école Albert-Camus et en 1868, une nouvelle mairie plus vaste de style Renaissance est inaugurée sur l'emplacement d'un ancien lavoir, et payée en partie par le maire, monsieur Dambry.
Lors de la Guerre franco-allemande de 1870, après le désastre de Sedan, les évènements se précipitent. Dès le 14 septembre, le Génie français fait sauter une des arches du grand pont sur l'Oise afin de retarder la progression des troupes ennemies. Pourtant dès le 16, des Uhlans arrivent à L'Isle-Adam par la forêt. Dès le lendemain, un escadron de cavalerie aidé de deux-cents fantassins arrachent le drapeau de l'hôtel de ville, se livrent au pillage et réquisitionnent les plus belles demeures. Des francs-tireurs de Parmain et des environs s'organisent et résistent aux Prussiens en tendant une embuscade près du hameau de Stors, bouleversant définitivement la paix dans les deux communes. Après une semaine de combats, les représailles sont rudes : des combattants sont capturés et fusillés, et trente-deux maisons de Parmain sont incendiées, ainsi que le château Ducamp sur l'île du Prieuré, qui a remplacé le château des Conti (il est reconstruit à l'identique après guerre), et un des deux corps de garde, derniers vestiges du château classique. Cent quatorze Uhlans sont tués ou blessés et sept français trouvent la mort, leur nom figure sur le monument à leur mémoire sur l'île du Prieuré.

### XXesiècle

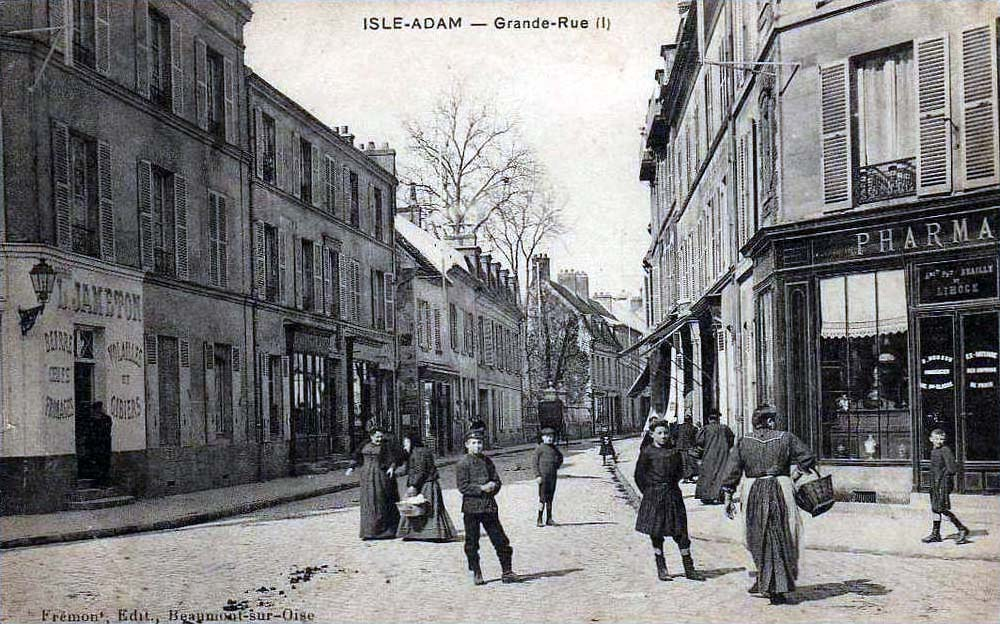
L'Isle-Adam - La Grande-Rue vers 1900.

La première partie du siècle est marquée par la création de la plage fluviale, dont la popularité atteint son apogée dans les années 1930. Le lieu s'attire alors une renommée importante auprès des Parisiens. Bien vite, cependant, la ville de villégiature qu'est devenue L'Isle-Adam redevient un terrain de combats et de souffrances.

#### L’Isle-Adam pendant la Première Guerre mondiale
Le 2 septembre 1914, les Allemands sont à Senlis qui sera lors de la bataille de Senlis en partie incendiée, ce qui provoque les plus vives inquiétudes chez les Adamois face à l'arrivée des envahisseurs.
Le 3 septembre, le Génie français fait d'abord sauter le pont ferroviaire de Mours, puis le viaduc de Moulin-Neuf à Presles, puis successivement les ponts routiers de L'Isle-Adam, de Stors et d'Auvers. Une patrouille de Uhlans, apparaît dans ce dernier village alors qu'un soldat allemand est tué en forêt de L'Isle-Adam. Le même jour le poste de garde du pont de L'Isle-Adam, qui est détruit, tire sur un groupe de cavaliers qui essayait de traverser à la nage l'Oise, tuant deux hommes.

Mais, le 14 septembre, les Allemands sont arrêtés sur l'Ourcq et la Marne et cessent leur progression dans la région.
Les années de guerre provoquent les plus vives difficultés au commerce face au manque de liquidités et la commune pleure son lot de sacrifiés pendant toute la durée de cette Première Guerre mondiale.
Le 11 novembre 1918, l'armistice est célébré par les cloches de l'église, le jour de la saint Martin, patron de cette dernière. Le monument aux morts, élevé dans les jardins de l'hôtel de ville, inauguré le 21 août 1921, porte les noms de cinquante-trois Adamois disparus pendant le conflit.

#### L’Isle-Adam pendant la Seconde Guerre mondiale, ville martyre, résistante et médaillée
La ville souffrira particulièrement de la Seconde Guerre mondiale.
En juin 1940, la ville accueille des militaires français chargés de défendre, comme toujours dans son histoire, le passage stratégique de l'Oise, grâce, cette fois, aux fortifications (casemates) de la ligne Chauvineau, construites en 1939 et début 1940 pour être la première ligne de défense de Paris.
Le pont du moulin et autres passerelles reliant les îles entre elles et à la rive droite de la rivière sont, pour la troisième fois en soixante-dix ans, détruites par le Génie français dans la nuit du 11 au 12 juin. Toutefois, le pont du Cabouillet est épargné. La panique gagne la population : la ville est pratiquement vidée de ses habitants, en fuite, alors que les troupes allemandes, en provenance de Parmain et de Champagne-sur-Oise, tentent par trois fois de traverser l'Oise.
Elles sont tenues en échec efficacement par l'armée française, au prix de cent douze soldats tués, jusqu'à ce que celle-ci reçoive l'ordre de se replier vers Paris le 13 à 10 h du matin, pour éviter un risque d'encerclement et plus de bombardements allemands sur la ville et dans toute la zone. Un monument, inauguré en 1947 sur les bords de l'Oise, rend hommage aux morts militaires de cette bataille.
Les Adamois rentrent à l'automne dans leur ville occupée par les troupes allemandes. Une kommandantur est installée d'abord, durant moins d'un an, dans le Castelrose, puis, entre autres, à l'hôtel de l'Écu-de-France et dans le château de Cassan. Nombre de demeures sont réquisitionnées. Les bois de Cassan sont investis par un important complexe d'entrepôts de munitions. Les habitants vivent les heures de la France occupée : patrouilles de soldats dans les rues de la ville, couvre-feu et électricité souvent coupée, rationnement de plus en plus draconien. Malgré les protestations des habitants, les bustes en bronze de Jules Dupré et du gouverneur-général Louis-Gustave Binger sont démontés puis fondus en janvier 1942.

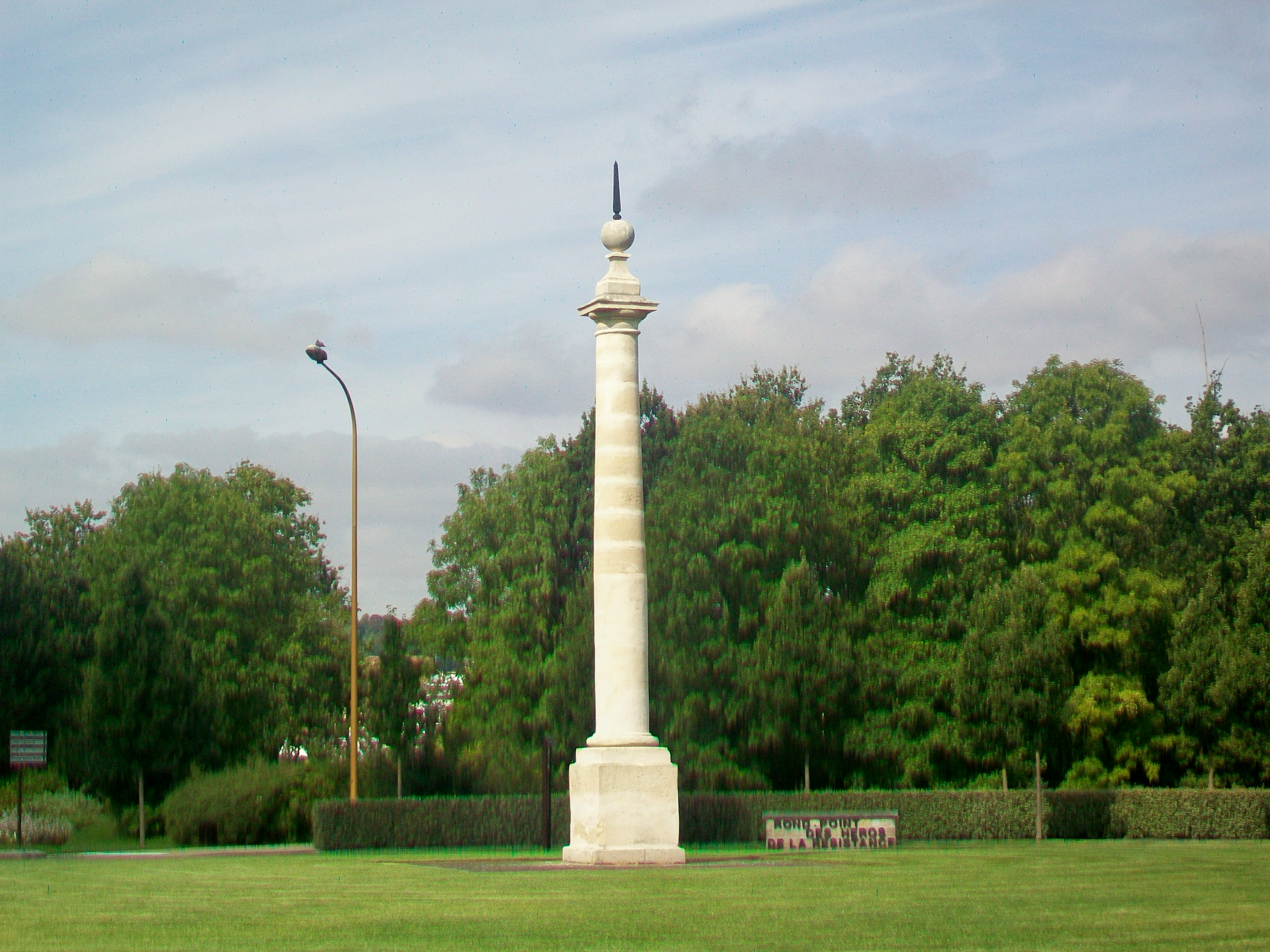
Rond-point des héros de la Résistance, sur la RD 922 au nord-est de la ville.

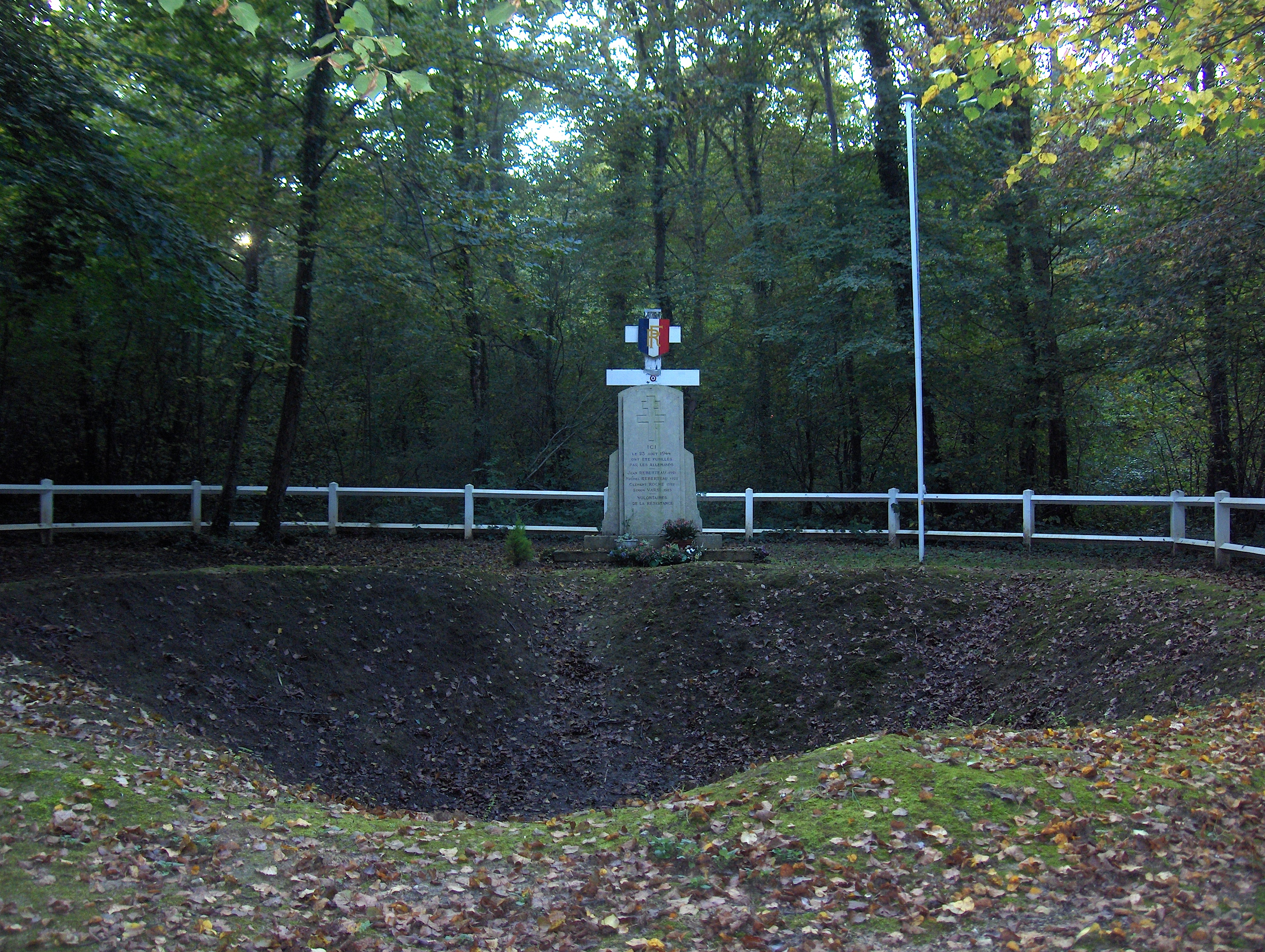
Monument aux fusillés du 23 août 1944.

La mise en place du Service du travail obligatoire (STO) en 1942 fait progressivement passer de plus en plus d'Adamois, fuyant le travail en Allemagne, dans la Résistance.
Le 7 juin 1944, au lendemain du débarquement allié en Normandie, le maquis de Ronquerolles fait dérailler un train de chars allemands à Champagne-sur-Oise, ensuite pris pour cible par des avions américains. À la suite d'une dénonciation, les troupes d'occupation et de répression allemandes de la Sicherungs-Regiment 6, évaluées à 3 bataillons, soit de 800 à 1 000 hommes encerclent, le 19 juin, le bois de Ronquerolles,,,,,. Après un combat difficile, parviennent à capturer 17 résistants. Ceux-ci sont ramenés à l'hôtel de l'Écu-de-France afin d'être torturés, puis finalement 11 résistants sont exécutés à l'orée de la forêt et 2 sont déportés. Un Adamois, Jean-Charles Fritz, se trouve parmi les victimes. Un monument de 1945 leur est élevé près du chemin des « Trois-Sources ». Leurs compagnons informent les Alliés d'importantes installations ennemies dans le bois de Cassan.
Le 5 juillet 1944 vers midi, L'Isle-Adam subit un bombardement allié effectué par une cinquantaine d'avions. Un nouveau bombardement se déroule le lendemain à la même heure. Le 2 août, un message codé est diffusé par la BBC : « Adam tremblera dans son île », qui reste incompris des habitants. Le 3 août, plusieurs centaines d'avions déversent plus de trois mille bombes sur L'Isle-Adam. Les civils sont surpris de la violence des bombardements, les plus meurtriers dans la ville. Cinquante-et-un morts civils et presque autant de blessés sont dénombrés après les raids aériens de l'été 1944. Une stèle à la fontaine de Nogent, inaugurée en 1946, rappelle leur mort. Deux cents immeubles sont rasés, dont les châteaux de Cassan. Les destructions partielles sont encore plus nombreuses, ainsi le château de Stors a beaucoup souffert des bombardements. Dans le quartier Nogent, les constructions et les bois de Cassan sont en grande partie anéantis. Les cibles des Alliés se trouvent, probablement, dans ces bois : des lieux de stockage de munitions et d'assemblage de missiles V1, comme à Villiers-Adam, préparés pour être ensuite catapultés depuis les rails de lancement situés sur le plateau boisé de Mériel, les différents éléments des missiles étant fabriqués dans l'usine souterraine de Nucourt et transportés par train jusqu'à Valmondois, Parmain et Bessancourt.
Les Allemands, furieux, pillent puis incendient des maisons à Nerville-la-Forêt en représailles. Parmi les martyrs résistants de L'Isle-Adam se trouvent deux jeunes membres des Forces françaises de l'intérieur fusillés en représailles des bombardements le 15 août. Une stèle près de la maison forestière de la Grille de L'Isle-Adam commémore le tragique incident.
Géo Grandjean, coordinateur de la Résistance locale depuis son domaine des Forgets en forêt est également arrêté à cette époque, torturé à L'Isle-Adam puis exécuté dans la clairière des « Quatre-Chênes », près de Domont.
Le 23 août, une semaine avant de quitter la ville, les Allemands fusillent quatre jeunes résistants en forêt de L'Isle-Adam ; une stèle leur rend hommage sur la route Conti, à l'entrée du domaine des Forgets. Le 30 août, les troupes ennemies quittent définitivement la ville en empruntant le chemin qui les y a conduites, par Parmain puis Champagne-sur-Oise. Le même jour vers 17 h, les troupes américaines entrent sans combat dans la ville en provenance de Mériel. Un monument rappelle cette libération au carrefour du Vivray. À la libération, L'Isle-Adam est sinistrée à 40 %. Très vite, écluse sur l'Oise et ponts sont provisoirement réparés afin de rétablir les communications entre Parmain et L'Isle-Adam et permettre la circulation fluviale.
Le 11 novembre 1948, la ville de L'Isle-Adam se voit citée à l'ordre de la brigade, avec attribution de la médaille de la Croix de Guerre avec étoile de bronze. Le 18 juin 1950, René Pleven, alors ministre de la guerre, remet cette médaille au maire Georges Bernier. Le rond-point des héros de la Résistance et les nombreuses stèles et monuments qui jalonnent le territoire communal perpétuent le souvenir de cette période auprès des Adamois d'aujourd'hui.

#### L'Isle-Adam depuis 1945
Dans les années 1960, L'Isle-Adam perd certains de ses éléments de patrimoine. C'est à cette époque que disparaissent en effet le château du Saut du loup et les restes du château de Cassan. Ces destructions permettent cependant l'aménagement du parc Manchez, de l'école Balzac et le développement immobilier du parc de Cassan dans la décennie suivante. C'est également dans les années 1960 que sortent de terre les immeubles du quartier de la Faisanderie, l'Île-de-France étant alors en grande pénurie de logements collectifs. Ceux de L'Isle-Adam ont su demeurer des constructions basses et relativement espacées, ne cédant pas au style des barres parfois colossales, bâties ailleurs dans la région. La dernière opération immobilière d'envergure dans la commune est la construction du quartier de La Garenne dans les années 1980, zone pavillonnaire située entre l'Oise et des étangs de plaisance.
Depuis les années 1970, la ville est marquée par la famille Poniatowski, véritable dynastie politique qui préside aux destinées de la commune depuis 1971. L'influence politique nationale de Michel Poniatowski, maire pendant trente ans, puis, dans une moindre mesure, de celle de son fils Axel, maire depuis 2001, ont contribué à garantir à la ville une position privilégiée de ville-parc et un caractère bourgeois. Alors que Persan, Beaumont-sur-Oise ou Taverny ont pris des modèles de développement et d'urbanisme propres aux banlieues de Paris de grande couronne, L'Isle-Adam et les communes qui l'entourent ont fait le choix dans la seconde moitié du XXe siècle d'un développement fondé sur la qualité de vie.

## Politique et administration

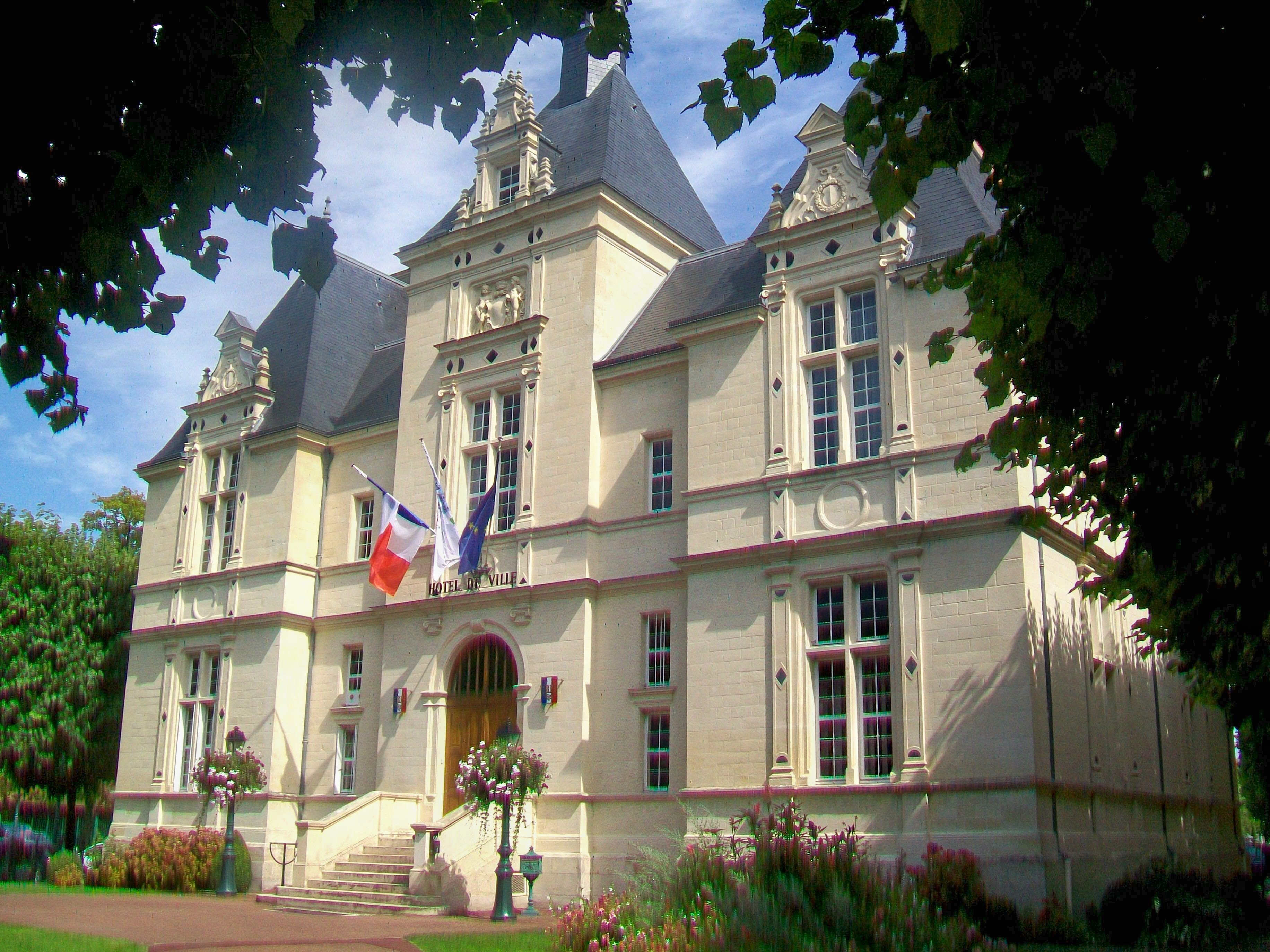
Le bâtiment principal de la mairie.

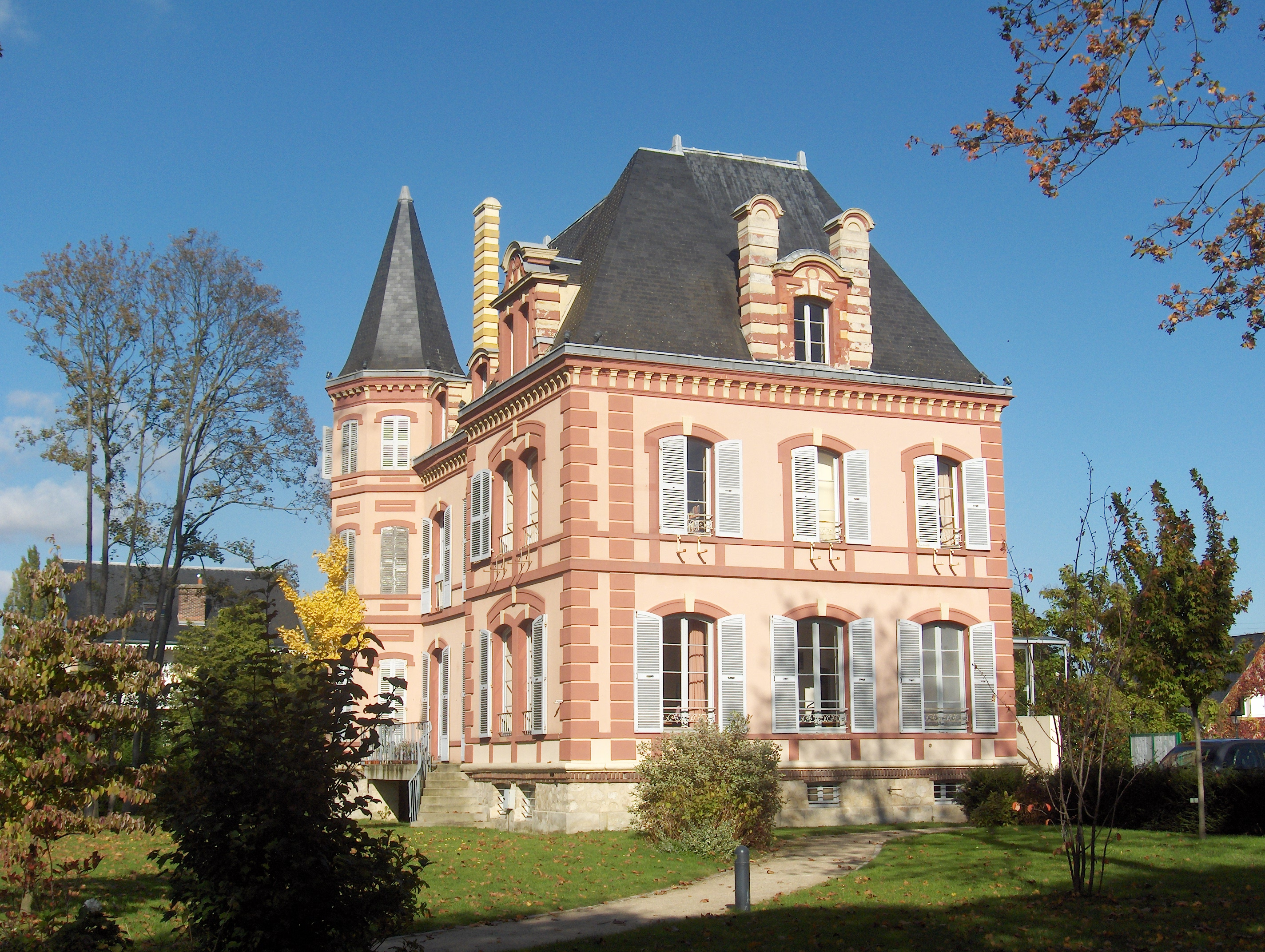
Le Castelrose, annexe de la mairie.

### Rattachements administratifs et électoraux
Antérieurement à la loi du 10 juillet 1964, la commune faisait partie du département de Seine-et-Oise. La réorganisation de la région parisienne fit que la commune appartient désormais au département du Val-d'Oise après un transfert administratif effectif au 1er janvier 1968. Elle est rattachée à l'arrondissement de Pontoise. Pour l'élection des députés, elle fait partie de la deuxième circonscription du Val-d'Oise.
La commune était depuis 1793 le chef-lieu du Canton de L'Isle-Adam. Dans le cadre du redécoupage cantonal de 2014 en France, L'Isle-Adam est devenue le bureau centralisateur de ce canton, qui a été agrandi, passant de 6 à 15 communes.
Elle fait partie de la juridiction d’instance, de grande instance ainsi que de commerce de Pontoise,. Le greffe détaché dans la commune[Quoi ?] est supprimé à l'occasion de la réorganisation de la carte judiciaire de 2008.

### Intercommunalité
L'Isle-Adam est la commune la plus peuplée de la communauté de communes de la Vallée de l'Oise et des Trois Forêts, dont elle est à l'origine de la création[réf. nécessaire] en 2003.

### Tendances politiques et résultats
Les habitants de L'Isle-Adam tendent, d'après les résultats électoraux, à voter très franchement à droite. Outre le score de 75,99 % obtenu par le maire actuel (alors affilié à l'UDF) aux élections municipales de 2001, aux élections législatives de 2002 et de 2007, les Adamois ont également porté leur maire à l'Assemblée Nationale avec une forte majorité, sensiblement plus élevée que dans le reste de la circonscription électorale (au deuxième tour, 73,33 % des exprimés en 2007 et 71,06 % en 2002 contre 53,08 % à ces deux dates au niveau de la circonscription),.
De même, à l'occasion des élections présidentielles, les Adamois confirment leur vote de droite. En 2007 ils ont préféré Nicolas Sarkozy à Ségolène Royal au second tour à 65,14 % (contre 53,06 % au niveau national). Au premier tour de l'élection présidentielle de 2002, Jacques Chirac (26,72 %) et Jean-Marie Le Pen (17,35 %) obtiennent tous deux plus de voix que Lionel Jospin (11,85 %) dans la commune. Au deuxième tour, Jacques Chirac l'emporte dans la commune avec 83,59 % des voix (contre 82,21 % au niveau national). Les élections régionales de 2004 ont également vu la victoire de la droite dans la commune, la liste UMP est arrivée en tête au seconde tour (triangulaire) avec 52,87 % des suffrages alors qu'elle est arrivée seconde au niveau régional avec 40,72 %.
La tendance au vote conservateur se retrouve de manière aussi marquée lors des élections européennes. La liste menée par Charles Pasqua (MPF) est en effet arrivée en tête dans la commune en 1999 (17,26 %, scrutin de liste national à un tour) et la liste UMP en 2004 (24,89 % scrutin par régions électorales à un tour), à contre-courant des résultats nationaux en 1999 (21,95 % à la liste PS) et régionaux en 2004 (25,03 % au PS). Les référendums relatifs aux traités européens ont recueilli à L'Isle-Adam des avis contraires à ceux exprimés au niveau national (50,46 % de non au traité de Maastricht en 1992, contre 51,04 % de oui au niveau national, et 59,04 % de oui au Traité établissant une constitution pour l'Europe en 2005, contre 45,33 % au niveau national).
Lors du premier tour des élections municipales de 2020, la liste menée par le maire sortant Sébastien Poniatowski obtient la majorité absolue des suffrages exprimés avec 78,74% des voix, devançant celle menée par Carine Pélegrin (Génération écologie), lors d'un scrutin marqué par 53,57 % d'abstention

### Liste des maires
| Période         | Période                      | Identité               | Étiquette        | Qualité |
| --------------- | ---------------------------- | ---------------------- | ---------------- | --- |
| 1944            | 1951                         | Georges Bernier        | SFIO             | Agriculteur |
| 1951            | 1953                         | Paul Aizier            |                  | |
| mai 1953        | mars 1965                    | Gaston Aizier          |                  | |
| mars 1965       | mars 1971                    | Louis Hurteau          |                  | |
| mars 1971       | février 1999                 | Michel Poniatowski,    | RI puis UDF-PR   | Résistant, énarque, haut fonctionnaire Député du Val-d'Oise (1re circ.) (1967 → 1973) Ministre (1973 → 1977) Député européen (1979→ 1989) Sénateur du Val-d'Oise (1989 → 1995) Démissionnaire                              |
| février 1999    | septembre 2017               | Axel Poniatowski       | DL puis UMP → LR | Dirigeant de société, fils du précédent Député du Val-d'Oise (2e circ.) (2002 → 2017) Conseiller général de L'Isle-Adam (2001 → 2002) Président de la CC Vallée de l'Oise et des Trois Forêts (2004 → 2014) Démissionnaire |
| septembre 2017, | En cours (au 8 juillet 2021) | Sébastien Poniatowski, | LR               | Avocat, fils du précédent Vice-président (2017 → 2020) puis président (2020 →) de la CC Vallée de l'Oise et des Trois Forêts Réélu pour le mandat 2020-2026                                                                |

### Politique de développement durable
La ville a engagé une politique de développement durable en lançant une démarche d'Agenda 21 en 2010. Depuis cet agenda 21 a été abandonné lors du départ du conseiller municipal chargé de ce dossier.
Le marais de Stors, contigu aux domaine et château éponymes mais situé sur la commune de Mériel, fait partie du site de la vallée classée de Chauvry qui a fait l'objet d'un arrêté préfectoral de protection du biotope de 1991. L'Isle-Adam comprend sur son territoire à la fois des zones naturelles d'intérêt écologique, faunistique et floristique de type I (ballastières de L'Isle-Adam, les coteaux de Stors, partagés avec Mériel, et le lieu-dit les Grez, partagé avec Villiers-Adam) et de type II (reste de la forêt domaniale, partagé avec huit autres communes).
Enfin, au cœur de la ville, l'île de la Cohue constitue un site mi-classé mi-inscrit, la promenade du Pâtis et l'île du Prieuré des sites inscrits. Le hameau de Stors est quant à lui partie intégrante d'un territoire classé.

### Sécurité

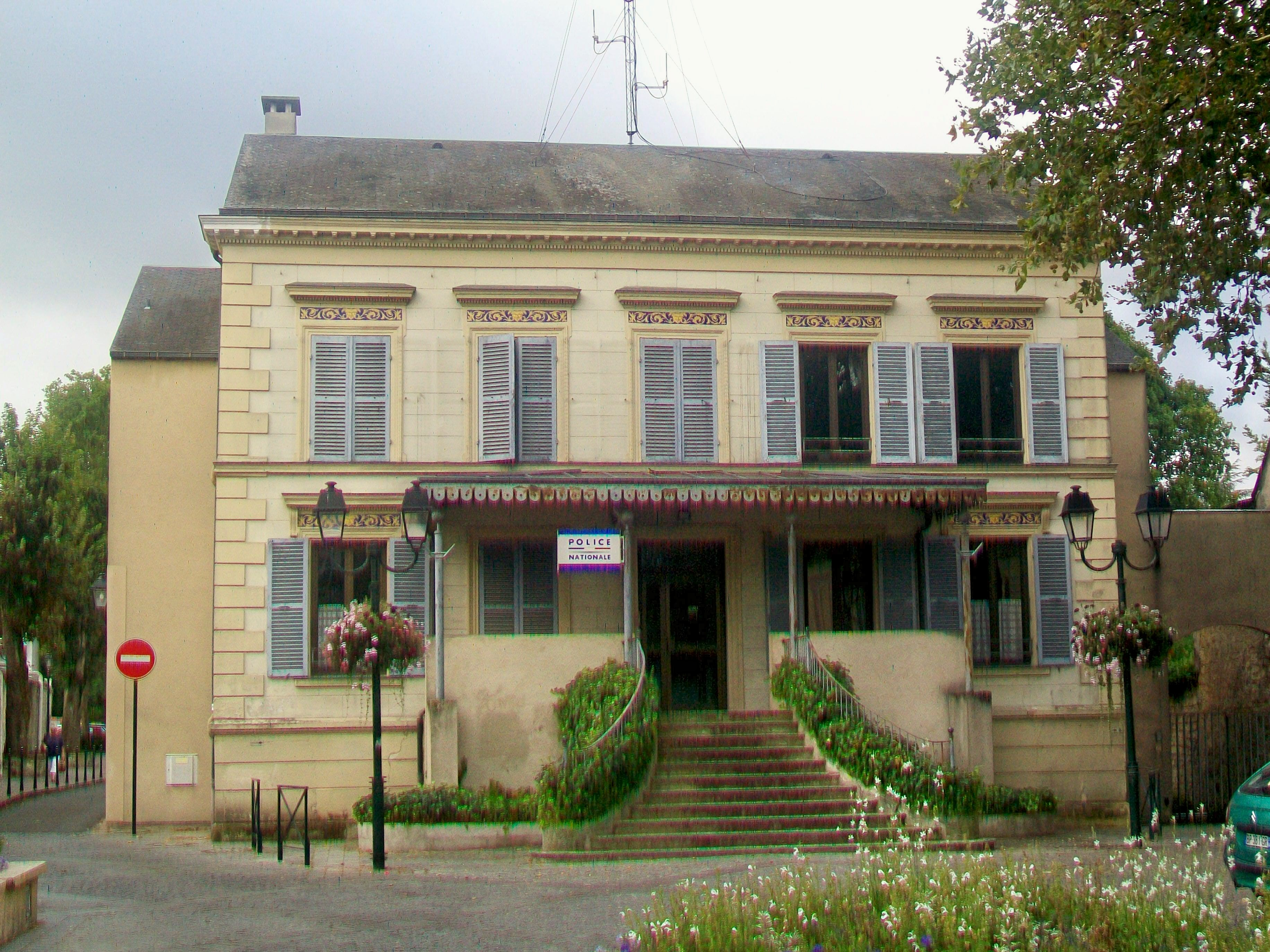
Le commissariat de Police.

Le taux de criminalité de la circonscription de police de Persan (incluant Beaumont-sur-Oise, L'Isle-Adam, Presles, Mours et Nointel) est de 86,34 actes pour 1 000 habitants (crimes et délits, chiffres 2005) ce qui le situe au-delà de la moyenne nationale (83/1000) mais en deçà de la moyenne départementale (88,15/1000). Le taux de résolution des affaires par les services de police est de 31,74 %, légèrement supérieur à la moyenne du département de 28,83 %.
Le commissariat de L'Isle-Adam est logé depuis 1989 dans un bâtiment de 1900 en pierre, céramique et fer forgé qui est dû au fondateur de la plage, Henri Supplice. Auparavant, l'édifice a abrité successivement une entreprise de ouate industrielle, de 1930 à 1972, puis une imprimerie, de 1972 à 1987. Il a été ensuite racheté par la commune.
La gendarmerie a été déplacée à Parmain en 2005 pour se rapprocher de son périmètre d'opération, qui ne comprend pas L'Isle-Adam.
La ville gère également une équipe de police municipale, logée dans le clos Dambry. Enfin, un centre de secours des sapeurs-pompiers est implanté dans la commune.

### Jumelages
- La ville est jumelée avec  Marbach am Neckar (Allemagne), ville natale du poète Friedrich von Schiller[79].
- L'Isle-Adam a également signé une charte d'amitié en 1991 avec  Stratford-upon-Avon (Angleterre), ville natale de Shakespeare.

## Population et société

### Démographie
Évolution démographique
L'évolution du nombre d'habitants est connue à travers les recensements de la population effectués dans la commune depuis 1793. Pour les communes de plus de 10 000 habitants les recensements ont lieu chaque année à la suite d'une enquête par sondage auprès d'un échantillon d'adresses représentant 8 % de leurs logements, contrairement aux autres communes qui ont un recensement réel tous les cinq ans,.

En 2022, la commune comptait 12 302 habitants, en évolution de −0,75 % par rapport à 2016 (Val-d'Oise : +4 %, France hors Mayotte : +2,11 %).
| 1793  | 1800  | 1806  | 1821  | 1831  | 1836  | 1841  | 1846  | 1851  |
| ----- | ----- | ----- | ----- | ----- | ----- | ----- | ----- | ----- |
| 1 309 | 1 379 | 1 155 | 1 324 | 1 517 | 1 542 | 1 613 | 1 702 | 1 708 |

| 1856  | 1861  | 1866  | 1872  | 1876  | 1881  | 1886  | 1891  | 1896  |
| ----- | ----- | ----- | ----- | ----- | ----- | ----- | ----- | ----- |
| 1 913 | 2 228 | 2 442 | 2 660 | 2 792 | 3 032 | 3 337 | 3 470 | 3 538 |

| 1901  | 1906  | 1911  | 1921  | 1926  | 1931  | 1936  | 1946  | 1954  |
| ----- | ----- | ----- | ----- | ----- | ----- | ----- | ----- | ----- |
| 3 639 | 3 785 | 3 945 | 4 109 | 4 243 | 4 270 | 4 074 | 4 160 | 4 682 |

| 1962  | 1968  | 1975  | 1982  | 1990  | 1999   | 2006   | 2011   | 2016   |
| ----- | ----- | ----- | ----- | ----- | ------ | ------ | ------ | ------ |
| 5 891 | 6 920 | 9 971 | 9 479 | 9 979 | 11 163 | 11 231 | 11 880 | 12 395 |

| 2021   | 2022   | - | - | - | - | - | - | - |
| ------ | ------ | - | - | - | - | - | - | - |
| 11 846 | 12 302 | - | - | - | - | - | - | - |

Analyse de l'évolution démographique

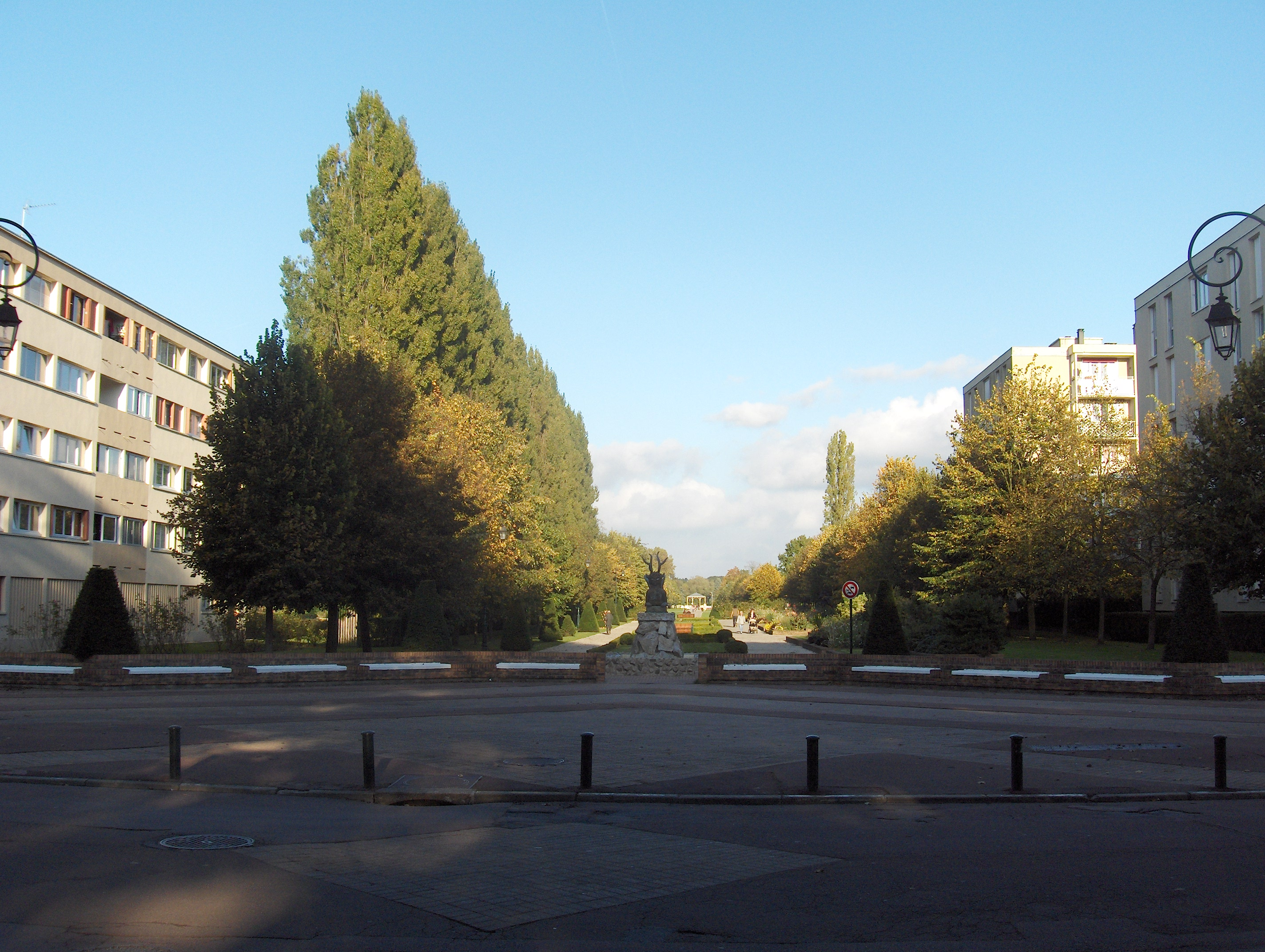
Logements collectifs et perspective de l'allée Verte conduisant au lycée.

La population de L'Isle-Adam a progressé d'un peu plus de 752 % entre 1793 et 1999. Cette progression est globalement continue. Avant 1946, seules les périodes comprises 1800 et 1806 et entre 1931 et 1936 témoignent d'une baisse de la population. Les années 1930 et suivantes constituent une période de stagnation démographique pour la ville. L'augmentation de la population s'accélère à partir de l'après-guerre. Alors que la population de la ville avait progressé d'environ 217 % entre 1793 et 1946, elle fait un bond de 168 % entre cette date et 1999. L'explosion démographique propre à la période du baby-boom et à l'urbanisation de ce qui constitue aujourd'hui l'aire urbaine de Paris est cependant moins forte dans la petite agglomération de L'Isle-Adam et de Parmain (qui compte aujourd'hui environ 16 000 habitants en 1999) que, à titre de comparaison, dans celle, pourtant plus au nord, de Persan et de Beaumont-sur-Oise (actuellement environ 18 000 habitants) ou que dans la seule ville de Taverny, à l'ouest de la vallée de Montmorency, qui totalise 25 000 habitants. Une des causes de cette moindre croissance démographique est sans doute la politique d'urbanisation aisée, qui, mettant moins l'accent sur les logements collectifs, dont HLM, limite la croissance démographique en valeur absolue. Entre 1975 et 1982, la population de la ville baisse, fait inhabituel pour l'époque et la région (la hausse démographique y étant de +0,28 % par an sur la période) mais augmente à nouveau d'environ 12 % entre 1990 à 1999, plus fortement en comparaison avec la moyenne régionale (en moyenne +0,3 % par an en Île-de-France entre 1990 et 1999 contre +1,25 % par an dans la commune), ce qui révèle une volonté politique de construction de logements neufs et une réelle attractivité résidentielle du territoire (le solde migratoire annuel dans la commune sur la période est de +0,86 % contre -0,51 % en moyenne régionale). Cette attractivité explique les prix élevés de l'immobilier pour une commune aux franges nord de l'aire urbaine de Paris.
Le plan de développement et d'aménagement durable de la commune ne prévoit pas d'augmentation de la population au-delà des 15 000 habitants sur les quinze-vingt ans à venir.
Selon les données de population légale de 2009, L'Isle-Adam compte 12 231 habitants habitants (population sans double compte, ou population dite municipale). En dix ans, la population de la commune n'a augmenté que de 0,6 %. Sa population totale, avec doubles comptes, s'élève elle à 11 436 habitants.
Pyramide des âges (1999)
La population adamoise est moins jeune que la population francilienne (hommes et femmes confondus on recense 37,5 % de 0 à 29 ans en 1999 à L'Isle-Adam contre 40,45 % en moyenne dans la région). La part des plus de 60 ans, de 16,55 % hommes et femmes confondus en 1999 dans la région est a contrario plus élevée à L'Isle-Adam, où elle se monte à 19,6 % de la population totale. La part des habitants entre 30 et 59 ans est à peu près identique entre les deux entités (42,9 % à L'Isle-Adam et 43,05 % en Île-de-France). À L'Isle-Adam comme globalement en Île-de-France, la population vieillit.
Niveau d’études et revenu par habitant (1999 et 2004)
Le niveau d'éducation à L'Isle-Adam est plus élevé que dans le reste du département du Val-d'Oise. En effet, il apparaît que seulement 12,5 % de la population n'est titulaire d'aucun diplôme, chiffre moins important que sur l'ensemble du département (18,5 %). À l'inverse, la part dans la population totale des titulaires de diplômes de niveau Bac+2 ou supérieur est, dans la commune, de 26,8 % contre 19,2 % dans le département.
S'agissant du revenu moyen par ménage dans la commune, il s'élève en 2004 à 23 716 euros par an, soit un niveau supérieur à la moyenne nationale (15 027 euros par an) et départementale (22 236 euros par an).
Nationalités (1999)
En ce qui concerne les nationalités, L'Isle-Adam présente une moindre diversité que le Val-d'Oise. Alors que le département compte 10,9 % de population étrangère et 7,7 % de Français par acquisition, L'Isle-Adam compte 4,7 % d'étrangers et 3,4 % de Français par acquisition. Parmi les étrangers, les nationalités les plus représentées dans la commune sont les Portugais, qui représentent 2,1 % des Adamois. Les nationaux du Maghreb (Tunisie, Algérie et Maroc) sont sous-représentés dans la ville (0,5 % de la population) par rapport aux chiffres départementaux (3,4 % des habitants du Val-d'Oise). À noter également la plus forte proportion d'étrangers de l'Union européenne (États membres de 1999, avant élargissement et hors Italie, Portugal et Espagne) à L'Isle-Adam que dans le département (0,3 % des habitants du Val-d'Oise contre 0,7 % des Adamois). Enfin, les étrangers n'étant ni nationaux de l'Union européenne ni du Maghreb et de Turquie (reste du monde) ne représentent que 0,7 % des Adamois contre 3,1 % des habitants du Val-d'Oise.
Catégories socioprofessionnelles (1999)
Parmi sa population active, L'Isle-Adam ne compte que quatre agriculteurs en 1999, ce qui statistiquement, équivaut à 0 % des 15 ans et plus. La commune a virtuellement perdu ses derniers agriculteurs entre 1990 et 1999. La population des 15 ans ou plus compte en revanche 44,7 % de retraités et d'inactifs, plus que la moyenne régionale qui est de 39 %. ouvriers et employés représentent 24 % de la population de la commune, contre 29,5 % dans la région, chiffre inférieur à celui des professions intermédiaires et des cadres et professions intellectuelles supérieures qui s'élève à 29,3 %, contre 28 % en Île-de-France. La commune compte également 4 % de commerçants et d'artisans (3,2 % dans la région),.

### Enseignement

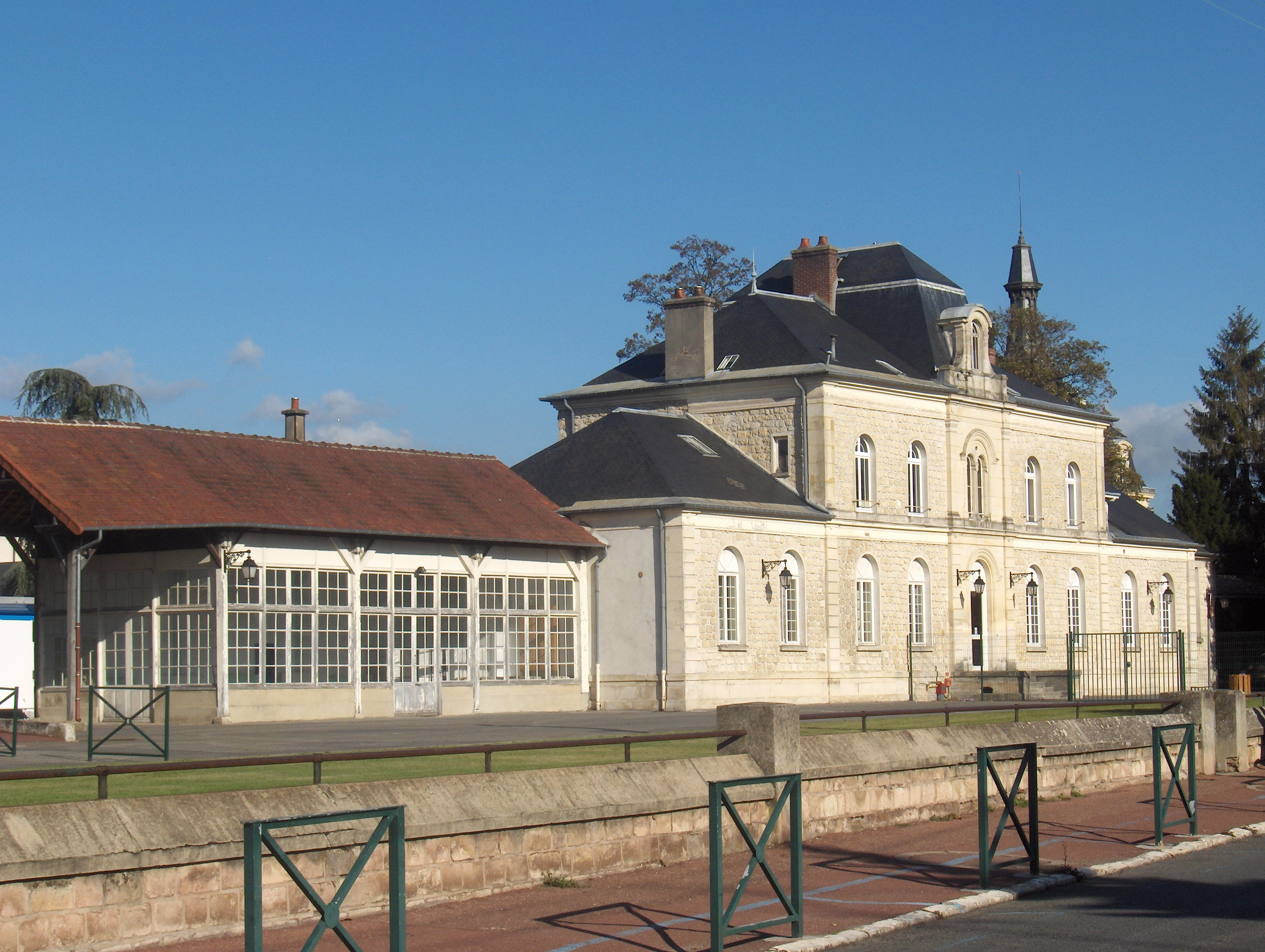
L'école Albert-Camus.

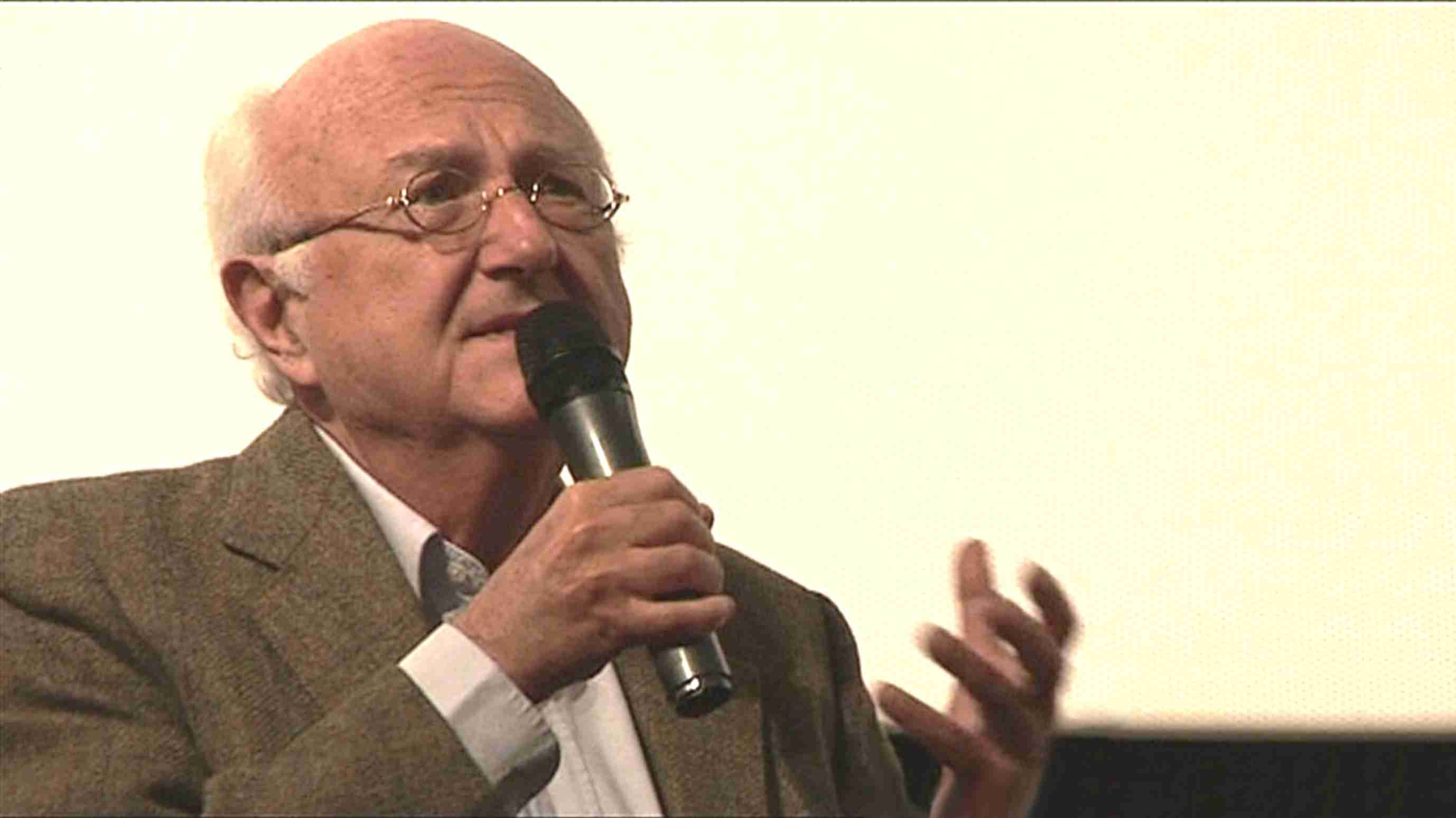
Festival dont Vladimir Cosma sera l'invité d'honneur en 2013.

La commune relève de l'académie de Versailles. Les écoles sont placées sous l'autorité de l’inspection générale de l'inspection départementale de l’Éducation nationale de la Haute-Vallée-de-l'Oise située à Beaumont-sur-Oise.
La ville compte trois écoles maternelles[Quand ?], l'école Chantefleur à Cassan, l'école Dambry dans le centre-ville et l'école Jean-de-La Fontaine dans le quartier de la Garenne, récemment rouverte et rénovée[C'est-à-dire ?] après un incendie. Ces structures accueillent quatre cents élèves[Quand ?]. Y répondent trois écoles primaires[Quand ?], l'école Albert-Camus (école de filles à l'origine, elle est logée dans un bâtiment de 1860 construit par l'ancien maire Charles Dambry), l'école Balzac (dans le centre-ville) et l'école de Cassan. Les écoles primaires accueillent environ 650 élèves[Quand ?].
La commune comprend également un collège, nommé Pierre-et-Marie-Curie d'une capacité de 1 200 élèves et un lycée, depuis 1985, nommé Fragonard en hommage au créateur du pavillon chinois. Le lycée assure deux formations de BTS (commerce international et professions immobilières). Un groupe scolaire privé catholique (Notre-Dame) rassemble enfin une école maternelle, primaire et un collège.

Un institut médico-éducatif assure l'enseignement auprès d'enfants déficients dans le château de la Faisanderie et un centre d'aide par le travail, service d'accompagnement social et foyer d'hébergement est également implanté dans la ville.

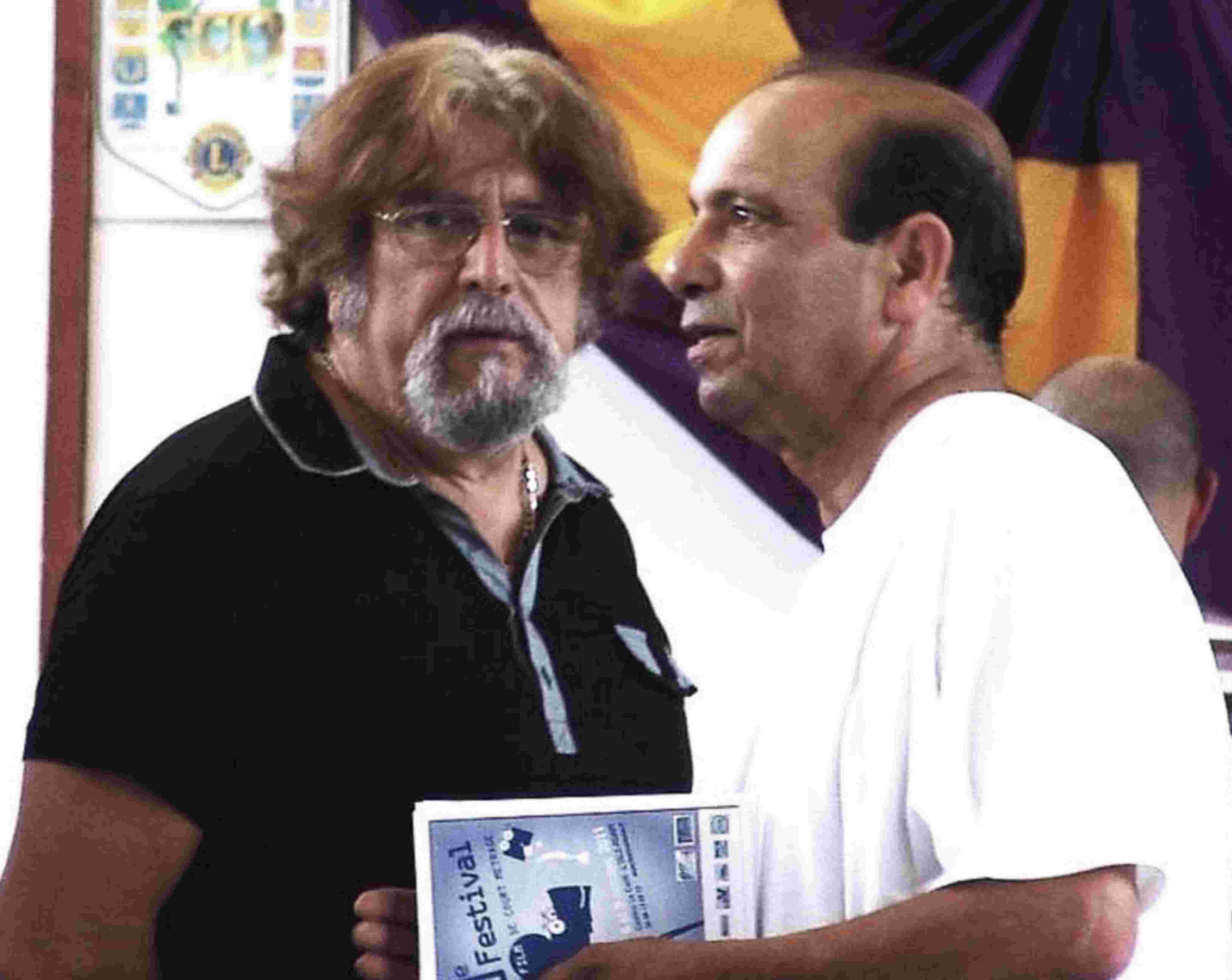
L'adamois Mehdi Charef parrain du Festival du Film de L'Isle-Adam.

### Culture
En plus de ses musées, la ville est dotée d'un cinéma en centre-ville, récemment[évasif] rénové. En addition à une programmation grand public, des programmes d'arts et d'essais et des films en version originale y sont projetés. La bibliothèque de la commune (fonds de 25 000 ouvrages), nommée en l'honneur de Georges Duhamel, mort dans la commune voisine de Valmondois, a été fondée en 1972 par une association avant de devenir communale en 1994.
Les activités culturelles et associatives sont accueillies dans la maison de L'Isle-Adam au parc Manchez ou dans le pavillon Magallon.
L'espace culturel Michel-Poniatowski a été inauguré en 2002, il accueille une école de musique et de danse et comprend plusieurs studios, salles de cours et espace chorégraphique. Certaines associations seront logées, à terme, dans le château Conti, sur l'île du Prieuré[réf. nécessaire].

### Sports
Les équipements sportifs traditionnels des municipalités sont présents dans la commune (stade Philippe-Grante, complexe sportif). Un troisième gymnase est en construction. Ils permettent la pratique de la plupart des sports populaires ou reconnus en France.
S'agissant des sports nautiques, la ville présente une offre sportive plutôt complète et diversifiée. Outre la plage et le cercle de voile fluviale (CYVIA, Cercle de Yachting à Voile de l'Isle-Adam), éléments incontestables de rayonnement pour la commune, on trouve également à L'Isle-Adam une piscine (reconstruite en 2008) partagée avec la ville de Parmain.
Quatre centres hippiques sont implantés dans la ville. Par ailleurs, chaque année se tient un concours hippique national au parc Manchez. Un golf, sur le domaine des Vanneaux, a ouvert en 1994, il est isolé du reste de la commune, au-delà de la forêt.

### Santé

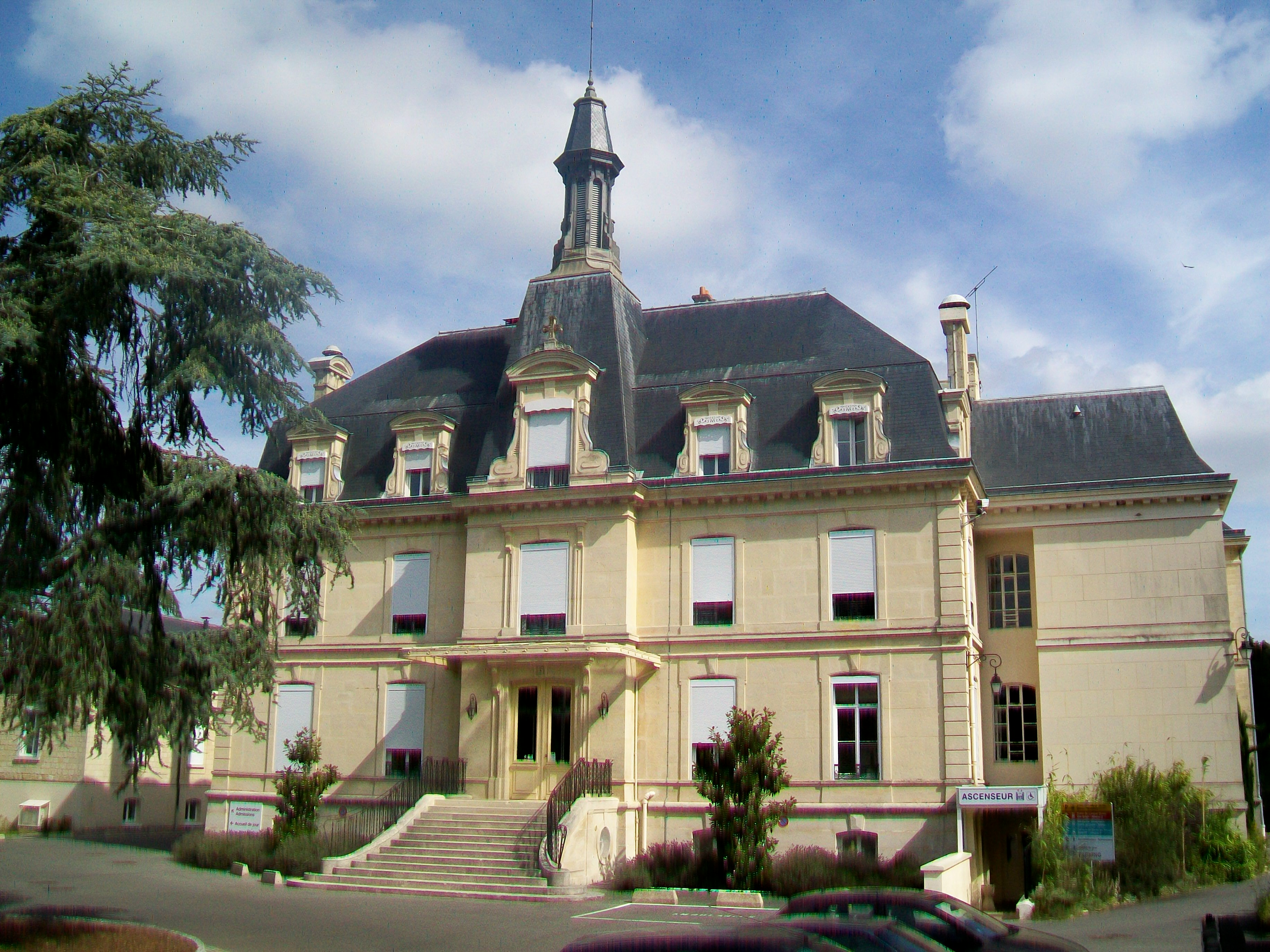
L'hôpital Chantepie-Mancier.

La commune dispose d'une offre de soins complète. On y trouve une quinzaine de dentistes et autant de généralistes, de nombreux types de médecins spécialistes, une vingtaine de kinésithérapeutes ou ostéopathes, un laboratoire d'analyses médicales, cinq pharmacies et une clinique vétérinaire[Quand ?].
Par ailleurs, L'Isle-Adam dispose de deux structures hospitalières.
L'hôpital Chantepie-Mancier (1861-1867), spécialisé aujourd'hui dans la gériatrie, est à l'origine un lieu de soins gratuits pour pauvres de la commune et de Jouy-le-Comte. Les sœurs du Sacré-Cœur-de-Jésus y dispensaient les soins au XIXe siècle. Il a été utilisé pendant la Seconde Guerre mondiale pour soigner les blessés des bombardements.
La clinique Conti, clinique chirurgicale et obstétricale privée et conventionnée, est actuellement située en lisière de forêt. Elle remplace l'ancienne clinique qui elle était en centre-ville.
Un projet de résidence médicalisée pour personnes âgées est étudié par la municipalité, la commune ne comptant pas ce type de structures. Enfin, un centre psychiatrique, la clinique des Points-Cardinaux, est implanté dans le hameau de Stors, ainsi qu'un institut médico-éducatif pour enfants déficients dans le château de la Faisanderie.

### Associations
La vie associative adamoise est fournie. Les associations de la commune se regroupent au sein du centre adamois des loisirs et de la vie associative (CALVA) qui rassemble presque une centaine de structures dans les domaines sportifs, culturels et sociaux. Ce riche tissu associatif est coordonné par le CALVA qui édite cinq fois par an un journal de la vie associative appelé Le Merle adamois.

### Manifestations culturelles et festivités
La vie culturelle de la commune est, au vu de sa taille, plutôt fournie. Outre le patrimoine, les musées et leurs expositions temporaires, diverses manifestations se tiennent dans la commune.
On peut noter la fête foraine annuelle au parc Manchez, le carnaval au printemps, les salons artistiques de printemps et d'automne, la bourse aux jouets, aux vêtements, les quatre brocantes annuelles, la foire aux livres, l'insolite course de baignoires, les commémorations liées à la Seconde Guerre mondiale, les tournois médiévaux, les journées photographiques de L'Isle-Adam, des participations à la nuit des musées, aux journées du patrimoine et à la Fête de la musique, le forum des associations et la fête cantonale dite de la campagne à l'automne, les manifestations liées au jumelage, des conférences relatives aux arts, des concerts, spectacles de danse et comédies musicales, les manifestations de Noël, etc et les multiples activités de la centaine d'associations actives dans la commune.

### Cultes
Seul le culte catholique est assuré dans la commune[réf. nécessaire].
La messe est donnée dans l'église Saint-Martin. La paroisse de L'Isle-Adam relève du diocèse de Pontoise et du doyenné de Beaumont. La ville est le siège de la paroisse dite des trois clochers, groupement paroissial commun à L'Isle-Adam et Parmain.
Le culte protestant peut être pratiqué à Beaumont-sur-Oise, le culte musulman à Taverny, à Persan ou à Pontoise et le culte catholique traditionaliste à Pontoise et à Belloy-en-France. Enfin, les synagogues les plus proches se trouvent à Saint-Leu-la-Forêt et à Saint-Ouen-l'Aumône.

## Économie

### Tissu économique et infrastructure
L'Isle-Adam est principalement une ville résidentielle. 93 % des 387 entreprises de la commune ont moins de dix salariés et seulement cinq en emploient plus de cinquante. L'activité économique principale de la commune, par ailleurs dynamique, est commerciale : 46 % des entreprises ont une activité purement commerciale et 44 % des activités de services. Le réseau commercial, dont les éléments se complètent, est constitué, d'une part, d'un tissu de commerces de proximité dans le centre et à Nogent, et, d'autre part, du centre commercial à vocation régionale du Grand Val (hypermarché Carrefour et diverses grandes enseignes), à proximité de l'échangeur de l'autoroute A16. Deux marchés se tiennent à L'Isle-Adam : le marché biologique de Nogent et le marché trihebdomadaire du centre-ville, l'un des plus actifs de la région. Autre activité notable, les garages et concessionnaires automobiles sont plutôt bien implantés dans la commune. Absence, particulière également, les entreprises du BTP sont peu présentes dans la ville.
S'agissant des commerces, L'Isle-Adam accueille, notamment, huit agences immobilières, marque de la bonne santé de l'immobilier dans le secteur, deux supermarchés en ville et l'hypermarché en périphérie, divers commerces de bouche en centre-ville (traiteurs, épiceries fines, bouchers, boulangers, fromager, etc.), dix banques et établissements financiers, treize cafés/bars, autant de coiffeurs, une maison de vente aux enchères, une quinzaine d'esthéticiens, parfumeries et centres de remise en forme, plus d'une vingtaine de vendeurs de prêt-à-porter, une quarantaine de restaurants de tous types, quatre tabacs, trois loueurs de vidéos et deux cavistes.
En 2005, la commune a reçu le label « Ville Internet @@@ » puis en 2008 et 2010 « Ville Internet @@@@@ »,.

### Tourisme

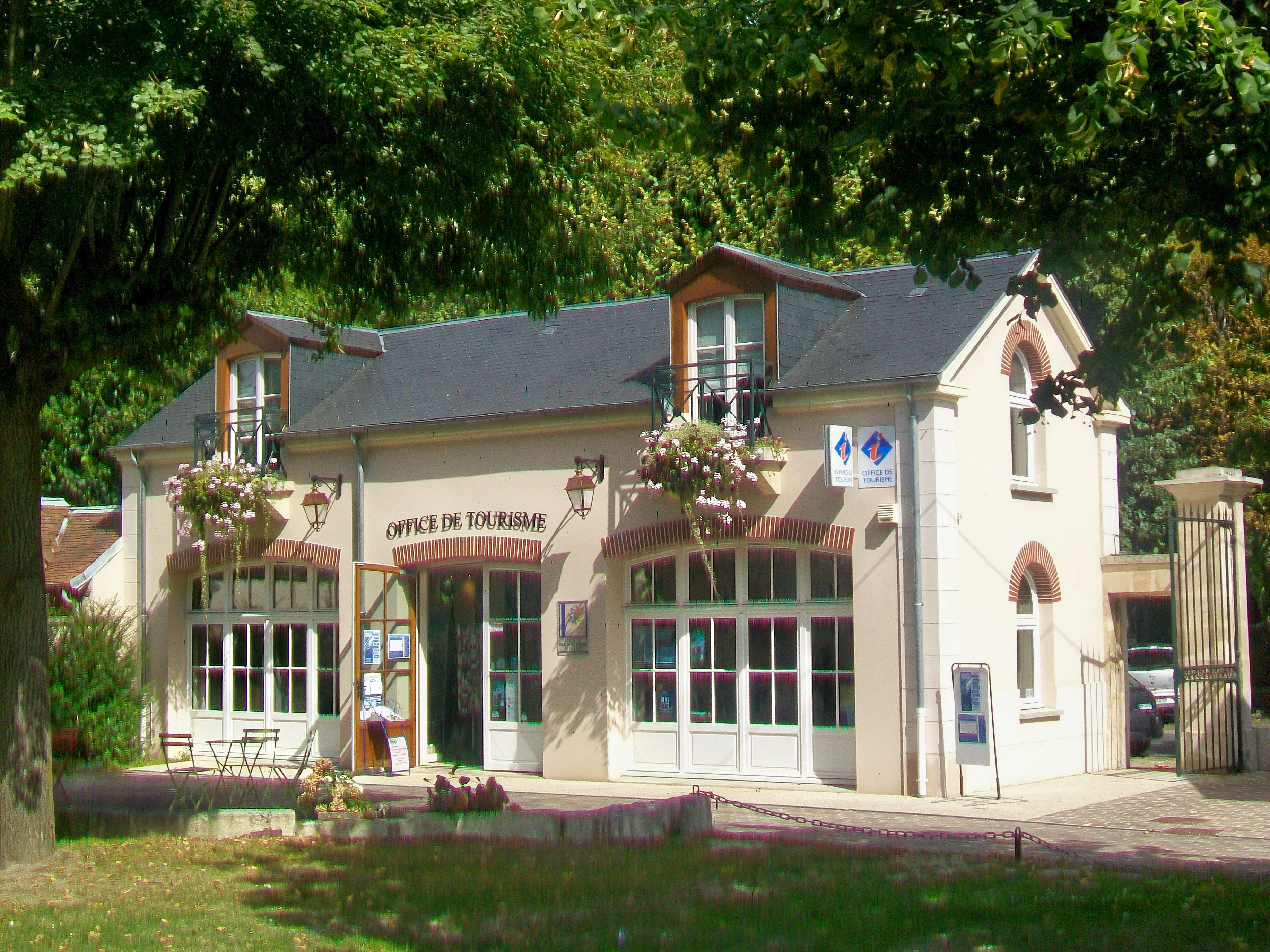
Office de tourisme.

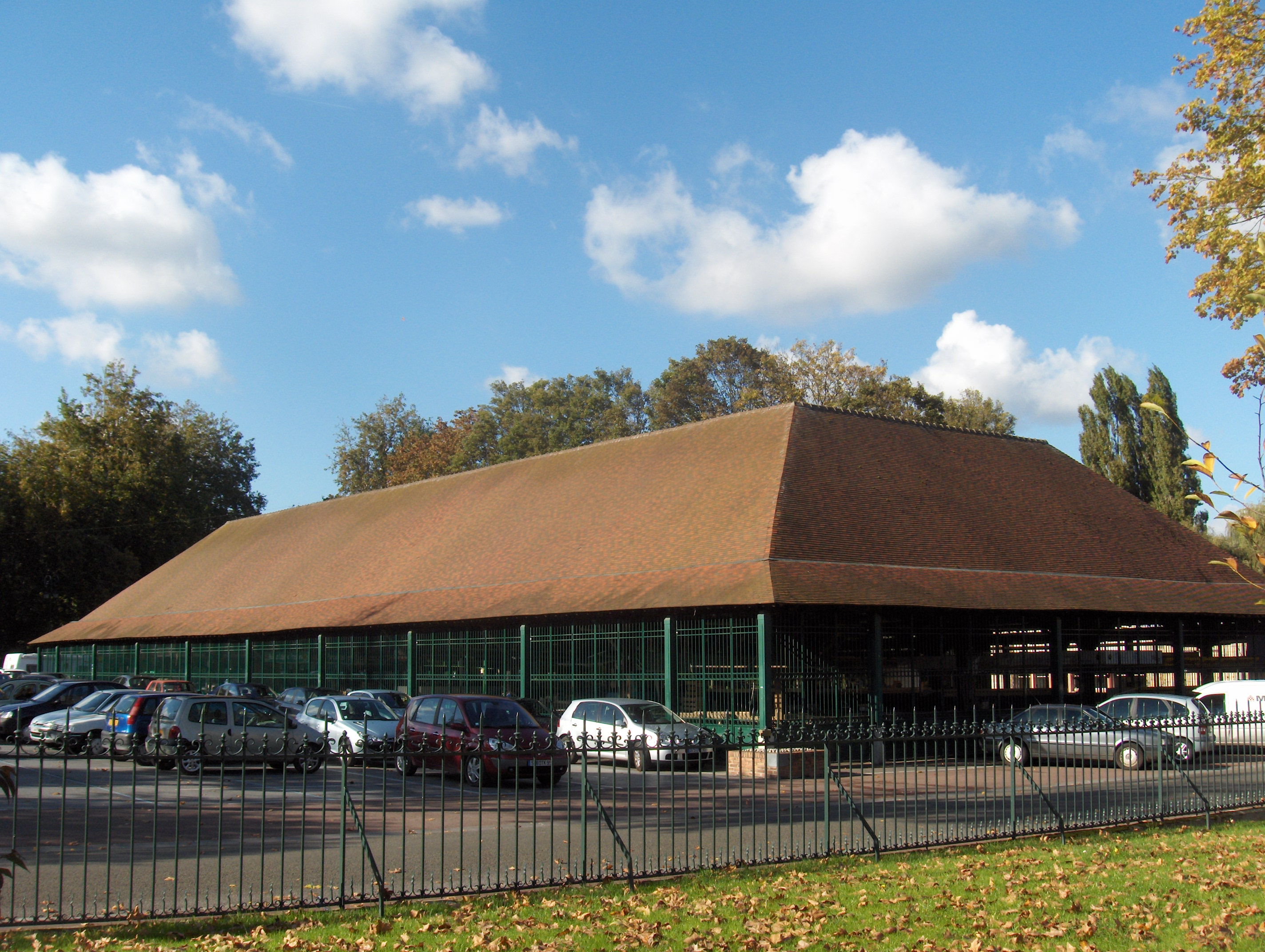
Halle du marché couvert.

La ville possède un secteur touristique développé lié à sa situation géographique, son patrimoine, sa plage et son offre culturelle. Un camping est situé au nord de la commune en bord de l'Oise. Cependant, l'offre hôtelière est marginale, la plupart des touristes étant franciliens. Toutefois, la concentration des restaurants, bars et du cinéma dans le centre, près de l'Oise et des îles, ajoute un attrait à la ville, la distinguant des villes dortoirs de la grande banlieue situées à seulement quelques kilomètres. Le potentiel touristique de la ville est encore exploitable, comme en témoigne le projet de construction d'un port de plaisance planifié par la municipalité.
Tout comme en Île-de-France Provins et Moret-sur-Loing, L'Isle-Adam fait partie du réseau des plus Beaux Détours de France, association, inspirée des plus beaux villages de France, qui réunit des petites villes françaises en vue de promouvoir le tourisme sur leur territoire. La commune possède deux fleurs au concours des villes et villages fleuris, récompensant les efforts de fleurissement de la commune.

### Revenus de la population et fiscalité
En 2010, le revenu fiscal médian par ménage était de 38 052 €, ce qui plaçait L'Isle-Adam au 3 731e rang parmi les 31 525 communes de plus de 39 ménages en métropole.

### Activités des Adamois en 1999
Les Adamois sont 0,9 % à travailler dans le secteur agricole, ce qui est supérieur à la moyenne régionale de 0,5 %. En comparaison avec le reste de l'Île-de-France, ils sont en revanche moins nombreux à travailler dans l'industrie (5,3 % contre 13,1 %) et la construction (3,8 % contre 4,6 %). Encore plus que dans la région, les Adamois sont actifs dans le secteur tertiaire (89,9 % contre 81,8 %), en particulier dans le commerce (23,8 % contre 13 % au niveau régional). 88,5 % des Adamois sont salariés, une proportion légèrement inférieure à la moyenne francilienne de 91,7 %. Salariés ou non ils sont 21 % à travailler à temps partiel.

### Emploi et mobilité en 1999
En 1999, les chômeurs représentaient 9,7 % des Adamois contre 11,5 % des Franciliens,.
Un quart des Adamois actifs ayant un emploi travaillent et résident dans la commune, ce qui est supérieur à la moyenne départementale de 18,6 %. Parmi ceux travaillant hors de la commune, 45 % le font hors du Val-d'Oise (contre 62 % des habitants du département. Encore plus qu'en moyenne dans le département, les habitants de la commune empruntent essentiellement leur voiture pour se rendre au travail (67,2 %, contre 52,2 % des habitants du Val-d'Oise). Seulement 9,1 % n'utilisent que les transports en commun, contre 25,7 % des habitants du département. Ce dernier chiffre s'explique sans doute en partie par la relative mauvaise desserte de la commune par le train (le temps de trajet pour aller à Paris est équivalent à celui d'un trajet Paris-Tours, et le plus souvent avec une correspondance).

## Culture locale et patrimoine

### Monuments historiques
L'Isle-Adam compte trois monuments historiques sur son territoire :
- Église Saint-Martin, rue Saint-Lazare (classée monument historique par arrêté du 8 décembre 1941[113])

Elle a été édifiée par Louis de Villiers de L'Isle-Adam, évêque du diocèse de Beauvais, qui inclut alors L'Isle-Adam. Encore inachevée, elle est consacrée le 20 juillet 1499. 
Le nouveau seigneur du lieu, le connétable Anne de Montmorency confie l'achèvement de l'église, à partir de 1537, à Jean Bullant, l'architecte du château d'Écouen. Elle devient le siège de la cure en 1539, au détriment de l'église de Nogent. Enfin achevée en 1567, elle est à nouveau consacrée en présence du connétable. Gravement endommagée par un incendie le 25 décembre 1661, elle est rapidement remise en état grâce à la générosité du prince Armand de Bourbon-Conti, châtelain de L'Isle-Adam. 
De nouveau dégradée, par la Révolution cette fois, il faut attendre le ministère de l'abbé Jean-Baptiste Grimot, de 1848 à 1885, pour voir l'édifice remis en état et richement doté en mobilier. Le portail est attribué à Jean Bullant. De style gothique-renaissance, mais très mutilé, il est largement restauré à partir de 1859 sous l'initiative de l'abbé Grimot par un élève de Viollet-le-Duc, Félix Roguet. Le clocher est rehaussé sur le modèle de celui de l'église parisienne de la Trinité en 1869.
- Pavillon chinois de Cassan, route de Beaumont (classé monument historique par arrêté du 9 septembre 1965[114]) : 
C'est une Fabrique de jardin du parc de Cassan, datant des années 1780. En 1778, le domaine de Châteaupré est racheté par le financier Pierre-Jacques Bergeret de Grandcourt à son cousin Nicolas de Cassan. Ami du peintre Jean-Honoré Fragonard, il héberge ce dernier une dizaine d'années et lui confie l'aménagement du domaine et du parc à l'anglaise. 
Le pavillon de forme octogonale, en bois, est porté par un soubassement de pierre percé d'une salle fraîche néoclassique qui renferme un petit bassin servant à la régulation des eaux de l'étang. Très dégradé, et le parc qui l'entoure en partie loti, il est racheté par la ville en 1971 qui en confie la restauration à Olivier Choppin de Janvry. C'est une des rares fabriques subsistantes du XVIIIe siècle, classée monument historique en 1965. La grille, placée devant le pavillon en 1971, est l'ancienne grille d'accès au domaine de Cassan, achetée en 1905. Elle provient de l'ancien hippodrome de la place de Clichy, à Paris, aujourd'hui disparu[b 3].
- Domaine de Stors (inscrit monument historique par arrêté du 31 juillet 2001[115])

Il comprend un château du début du XVIIIe siècle, remanié sous le Second Empire ; des jardins en terrasses classés avec deux petits pavillons chinois et une salle souterraine ; un bassin de jardin ; une ancienne chapelle paroissiale remontant au Moyen Âge et remodelée par Pierre Contant d'Ivry ; ainsi que l'ancienne maison du passeur du bac de l'Oise. D'autres éléments de l'ancien domaine se situent à l'extérieur de son périmètre actuel, à savoir le pont Cheuvreux dans la forêt de l'Isle-Adam et le moulin de Stors sur la commune de Mériel. Le château de Stors a été en partie détruit par les bombardements alliés en août 1944. Il est actuellement en cours de restauration mais ouvert à la visite certains dimanches.

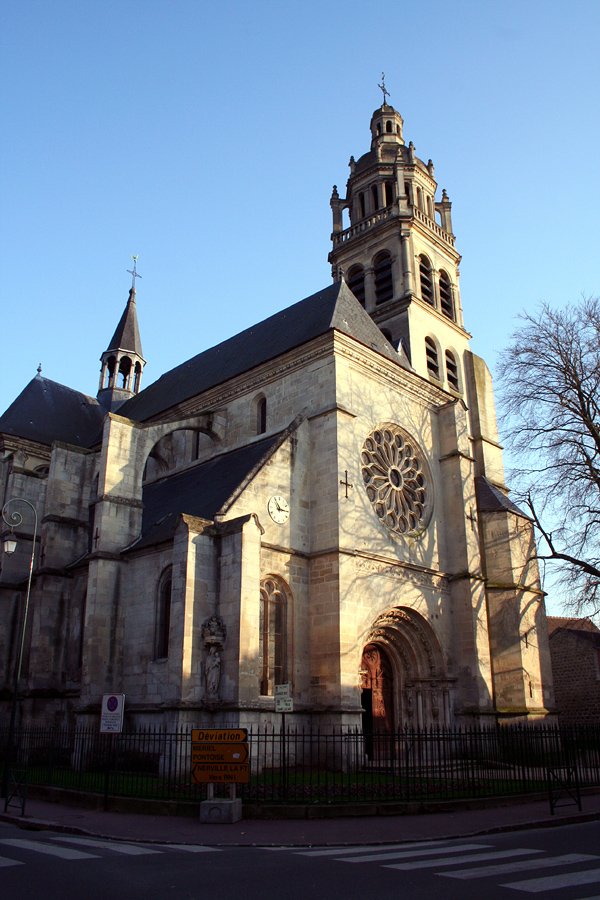
Façade de l'église.
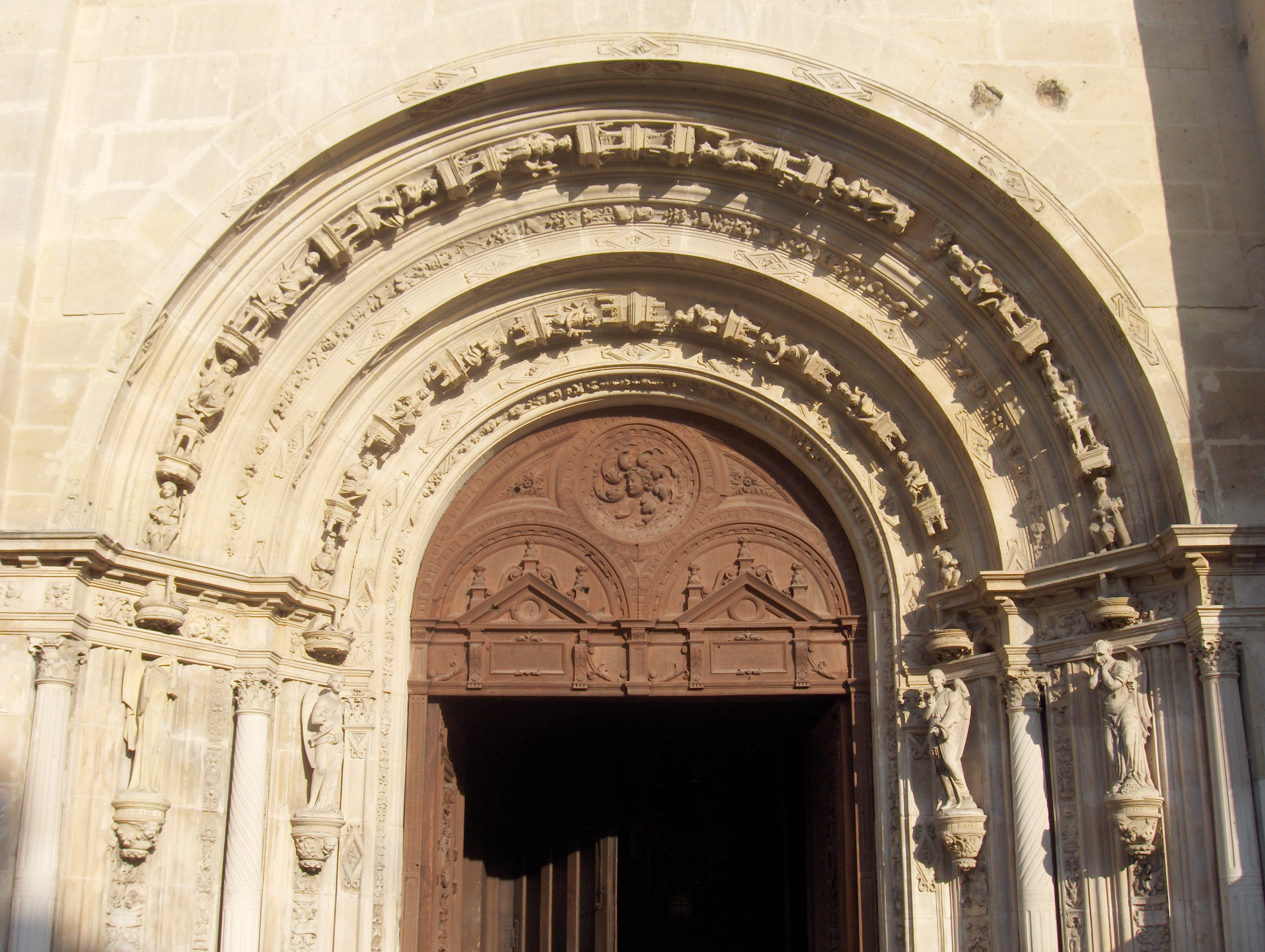
Archivolte du portail.
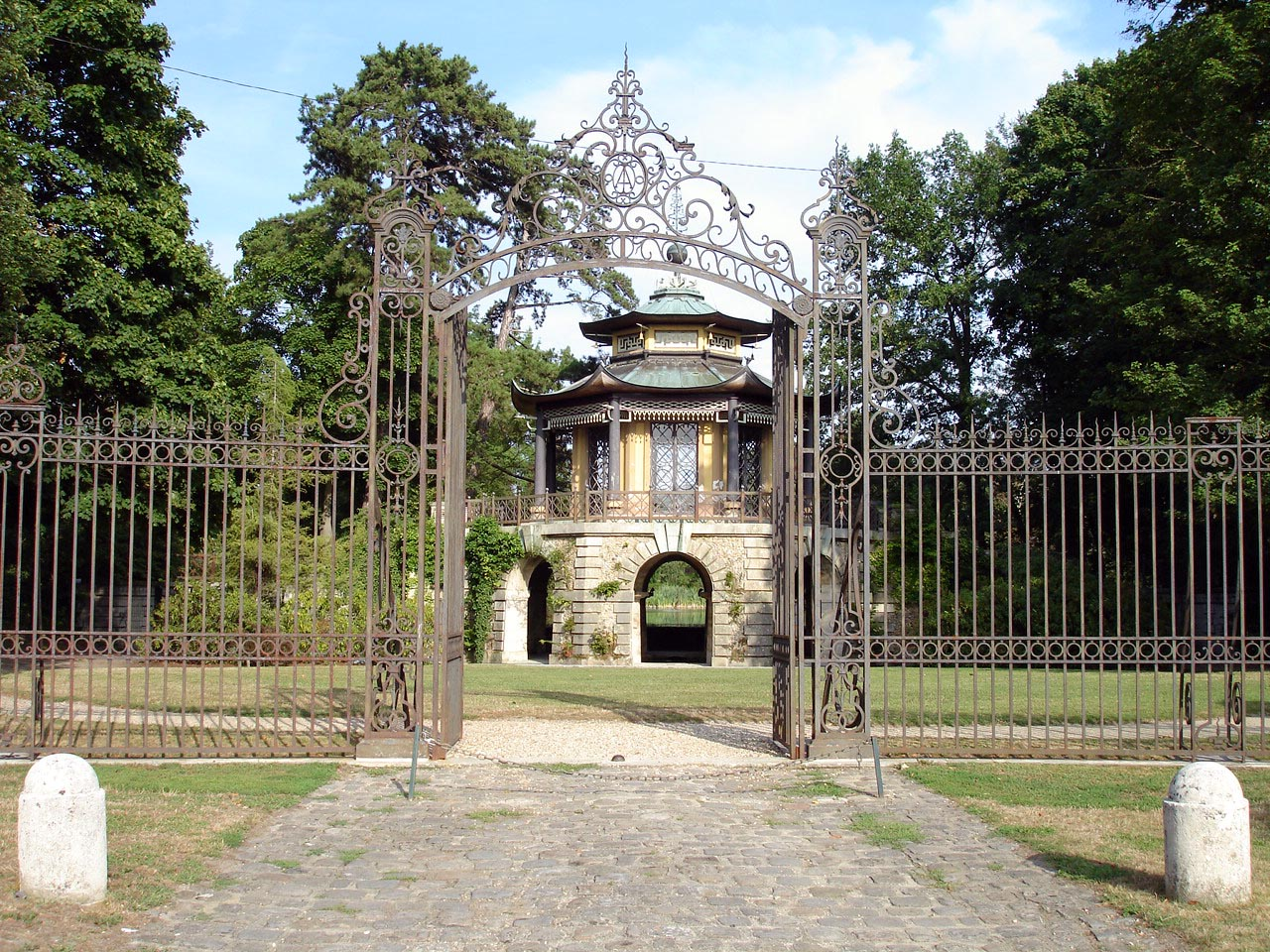
Pavillon chinois de Cassan.
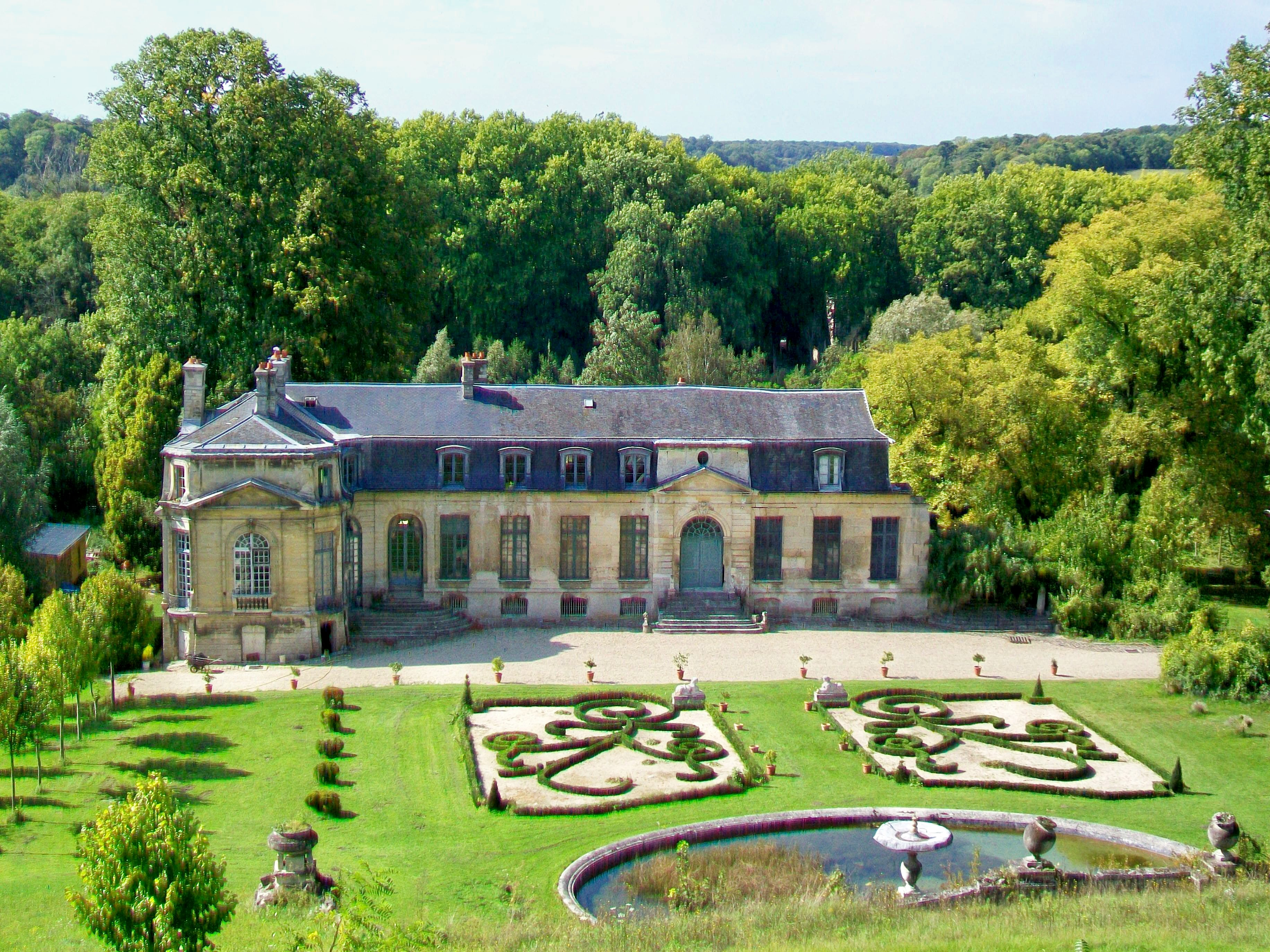
Château de Stors.
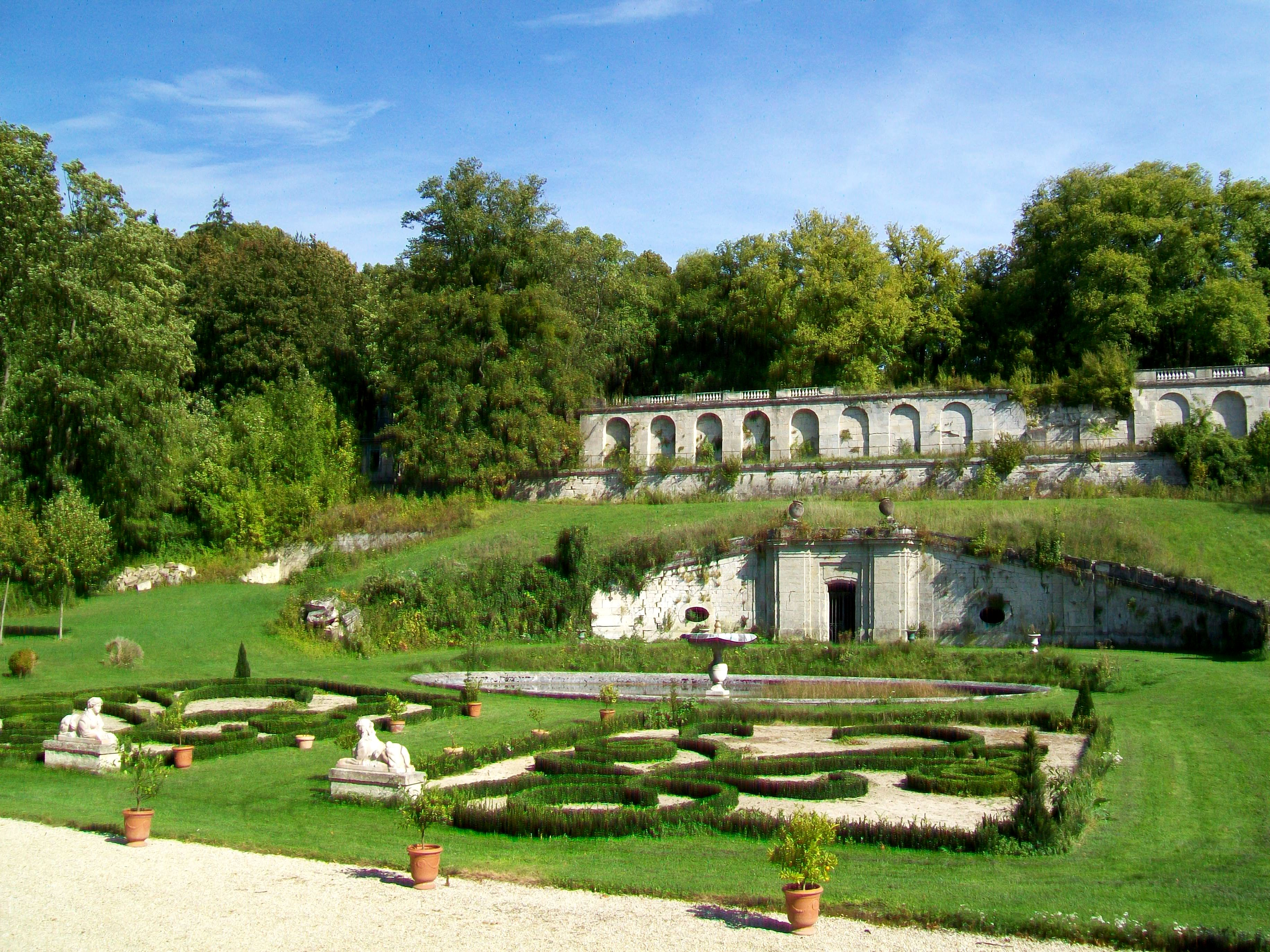
Parc du château.
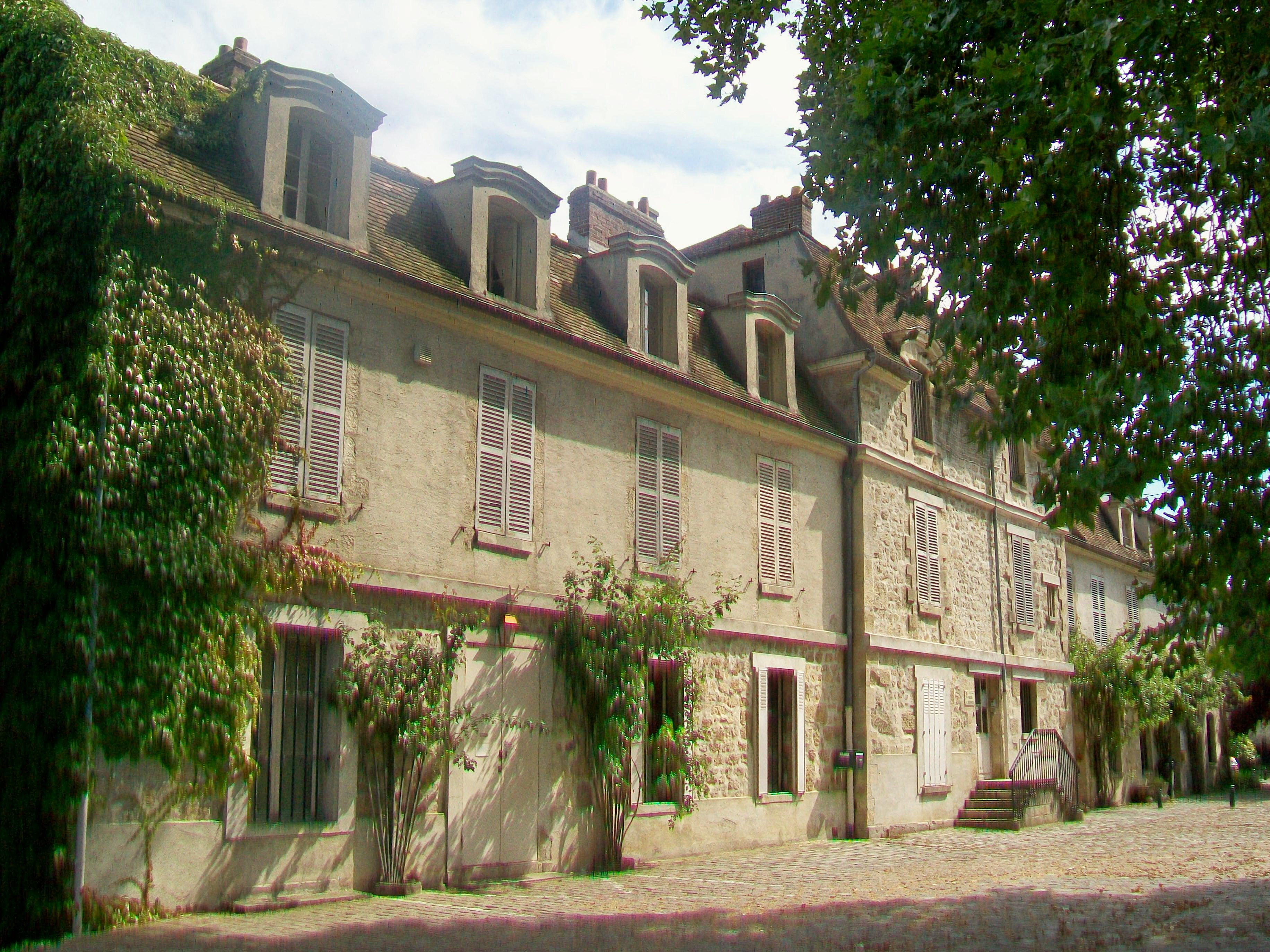
Musée d'art et d'histoire Louis-Senlecq.
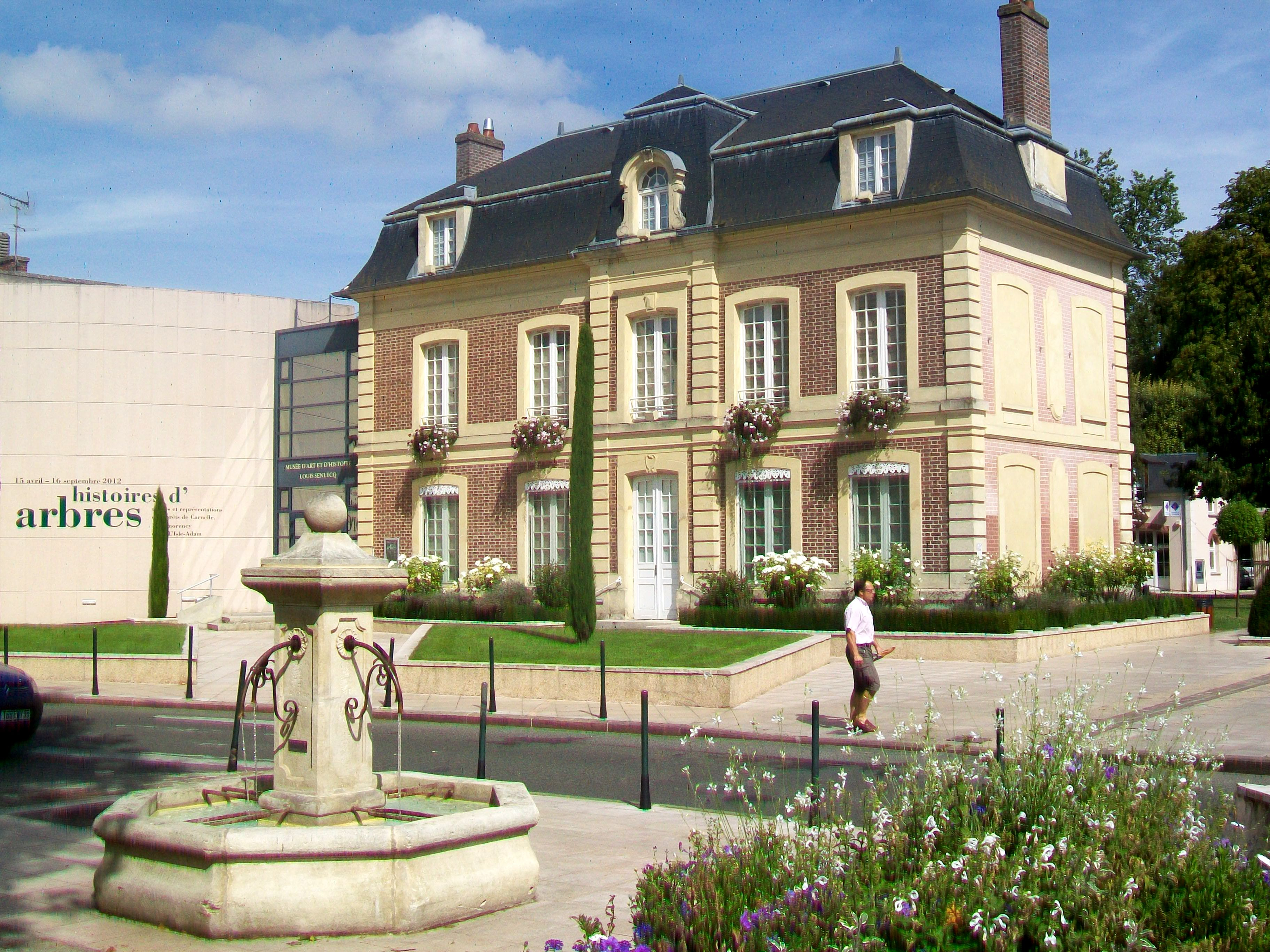
Centre d'art Jacques-Henri Lartigue.

### Musées
Les deux musées de L'Isle-Adam n'en sont en réalité qu'un seul, le centre d'art constituant une annexe du musée Senlecq. En 2005, ils ont accueilli 13 675 visiteurs. La fréquentation a sensiblement baissé ces dernières années. Elle était en effet de 20 000 visiteurs en 2003. Le double musée de L'Isle-Adam demeure malgré tout en 2005 à la cinquième place des établissements muséographiques les plus visités du Val-d'Oise, devant le musée archéologique départemental à Guiry-en-Vexin et l'abbaye de Maubuisson, mais derrière la Maison de l'Environnement à l'aéroport de Paris-Charles-de-Gaulle et les sites majeurs de département, comme le château de La Roche-Guyon.
- Musée d'Art et d'Histoire Louis-Senlecq au 46, Grande-Rue : il est installé depuis 1951 dans la maison des Joséphites, bâtiment édifié en 1660 par le prince de Conti, et qui devient la première école gratuite pour les enfants du lieu. Cette école était tenue par des prêtres de la confrérie de Saint-Joseph, venue de Lyon. En 1792, la communauté est dissoute et le bâtiment est vendu aux enchères l'année qui suit. Il est racheté en 1916 par la municipalité qui y installe ses services[b 5]. Le musée accueille régulièrement des expositions thématiques liées à la région : le domaine de Stors en 2005, l'abbé Breuil, inventeur de la préhistoire en 2006, le peintre Jules Dupré en 2007[118].
- Centre d'Art Jacques-Henri-Lartigue au 31, Grande-Rue : Il est installé dans une propriété du XVIIIe siècle nommée le petit-hôtel Bergeret, puis en 1899, la maison Fritz du nom de son dernier propriétaire, le docteur Fritz, maire de la commune. Rachetée par la municipalité, elle accueille trois cents toiles couvrant l'intégralité de la période artistique du photographe Jacques Henri Lartigue. Avant de devenir photographe, ce dernier a en effet été peintre à thèmes, et, ami du maire de L'Isle-Adam, il fait don à celui-ci et à sa femme d'une partie de sa collection de 1985 à 1993. Ce don est à l'origine de la création du centre d'exposition. Le musée accueille par ailleurs de nombreuses expositions temporaires[b 6],[119].

### Autres lieux et monuments
- Château de L'Isle-Adam ou château des princes de Conti, au nord de l'île du Prieuré, rue de Conti : 
édifié au XVIIe siècle

Il a été remanié en profondeur en 1777 par Louis-François-Joseph de Bourbon-Conti.
 Vendu comme bien national, il a été entièrement détruit en 1812. 
Aujourd'hui s'élève à son emplacement un petit château de style Louis XIII, dit le « Château-Conti » construit en 1857 par la famille Ducamp également à l'origine de l'actuelle mairie de Parmain. Incendié par les Prussiens durant la Guerre franco-allemande de 1870, il est reconstruit à l'identique et devient un hôtel, puis une maison de repos. 
Durant l'entre-deux-guerres il est aménagé en restaurant. Cécile Sorel y écrit une partie de ses mémoires. 
Le bâtiment appartient aujourd'hui à la municipalité, qui compte ouvrir le site au public et y loger certaines des associations de la commune. En 2005, une campagne de fouilles archéologiques a révélé un pan de mur médiéval et un réseau de galeries sur l'île. Par ailleurs, les restes des constructions des Conti sont maigres. Sont toujours visibles aujourd'hui des balustrades dans le parc de l'actuel château, un des pavillons de la conciergerie (le second a été incendié par les Prussiens en 1870), une partie des caves du château, ainsi que des auges provenant des écuries monumentales (actuellement à proximité du parc Manchez, avenue des Écuries).
- Pont du Cabouillet sur l'Oise, rue de Conti

Ce pont du XVIe siècle relie le centre-ville à l'île de la Cohue. Construit en pierre de taille et possédant trois arches, il fut probablement édifié sur l'initiative d'Antoine de Villiers, châtelain de L'Isle-Adam. Son nom provient du vieux français « cabouiller », remuer les eaux, geste des pêcheurs qui venaient dans l'île remuer l'eau afin de mieux attraper les poissons. Au début du XVIIIe siècle, le pont est restauré par François Levau. Jusqu'en 1866, les bateaux, tractés par des chevaux, passent sous ses arches, les deux autres ponts dans son prolongement possédant alors des arches de pierre trop étroites.
- La Plage, située au 1 avenue du Général-de-Gaulle

Elle passe aujourd'hui pour la plus grande plage fluviale de France dont le site fut créé en 1895, mais est en réalité une piscine d'été à proximité immédiate de l'Oise. 
Le lieu de baignade originel est aménagé à partir de 1910 par Henri Supplice, mais ses efforts sont ruinés par le déclenchement de la Première Guerre mondiale. Pourtant, dès 1918, il poursuit ses aménagements avec la construction d'un ensemble balnéaire de cinquante cabines sur le modèle de celles de Trouville-sur-Mer et Deauville, un restaurant avec terrasse nommé Le Normandie, des plongeoirs, des toboggans, des cascades et un kiosque à musique. S'y déroulent alors des concerts symphoniques chaque dimanche et jour de fête à la belle saison. Le lieu attire les Parisiens, venant par trains entiers, dont de nombreuses célébrités de l'époque. Cette période de prospérité dure jusqu'à la Seconde Guerre mondiale. Henri Supplice, issu d'une ancienne famille adamoise, était surnommé le « père la thune » à cause du prix d'entrée, une pièce de cinq francs, soit, à l'époque, « une thune ». 
Un bassin de 25 mètres est inauguré en 1949 par Johnny Weissmuller et servira de lieu d'entraînement pour les spécialistes du plongeon. En 1952, la plage organise les pré-olympiades des futurs jeux d'Helsinki de 1954. Le complexe est acquis par la municipalité en 1981; il a servi depuis au tournage de films et demeure très populaire aux beaux jours.
- Maison du Cabouillet, rue de la Capitainerie et rue du Pâtis

Aujourd'hui restaurant, c'est l'une des plus anciennes maisons de la ville. Certaines de ses parties remontent au début du XVIIe siècle. Restaurant depuis le second Empire, il a appartenu au membre d'un quadrille comique fameux de l'époque appelé les Clodoches.
- Ancienne maison d'un maréchal-ferrant, 21 quai de l'Oise

Cette maison du XIXe siècle arbore encore sur sa façade l'enseigne de monsieur Baron, « Charron - Forgeron - Maréchalerie ».
- Quartier du pâtis, comprenant la place du même nom, une promenade publique sur un site inscrit, et une zone de loisirs en bordure de la rivière, où se trouvent un cinéma rénové et de nombreux restaurants.
- Maison Crocqfer, 6 Grande-Rue

De style Île-de-France, elle date des débuts de la Révolution. Elle a été habitée par la famille Mellet, successivement par Godegrand, maître doreur et fondeur, puis André, inspecteur général des chasses du prince de Conti.
- Commissariat de police, 32 Grande-Rue : cette maison bourgeoise a été édifiée vers 1900 par Henri Supplice, créateur de la plage et de l'office de tourisme de L'Isle-Adam. Propriété municipale depuis 1987, elle accueille le commissariat de police depuis 1989[b 9].
- Ancienne maison d'ébéniste, 24 rue Saint-Lazare

Maison du XVIIIe siècle, avec façade en pans de bois au premier étage).
- Maison bourgeoise, 29 rue Saint-Lazare : le haut de la façade de la fin du XIXe siècle est en briques et bardage de bois[b 1].
- Mairie, rue Saint-Lazare / Grande-Rue / avenue de Paris

Construite en 1869 et financée par moitié sur fonds propres du maire Charles Dambry, sa salle du conseil municipal possède un plafond à caissons peint représentant les communes du canton en 1870.
- Le Castelrose, avenue de Paris / rue Dambry

Cette ancienne demeure bourgeoise tient son nom du crépi rose de ses façades. Construite entre 1875 et 1885, elle a servi de pension pour veuves de guerre avant la Seconde Guerre mondiale. La villa est occupée ensuite par la kommandantur allemande avant de redevenir après guerre une pension. C'est aujourd'hui une annexe de la mairie.
- Presbytère, Grande-Rue, à l'est de l'église

Il est construit en 1868 dans un style Renaissance par Félix Roguet, élève de Viollet-le-Duc et Louis-Charles Boileau.
- Halle du marché couvert, avenue de Paris / rue Abbé-Breuil / rue Dambry, a été bâtie dans les années 1980.
- Parc Manchez, rue de la Capitainerie / avenue des Écuries / rue de l'Abbé-Breuil

Ici se situaient les écuries monumentales des princes de Conti et le château du Saut du Loup. L'on peut y voir les arbres remarquables dits les Trois frères et un colombier rond en briques de deux couleurs, datant du début du XXe siècle et subsistant comme dernier vestige du château du Saut du Loup.
- Cimetière de L'Isle-Adam, ruelle du Souvenir Français

Y sont enterrés la plupart des artistes et personnalités locales, les bienfaiteurs et certains anciens maires.
- Château de la Faisanderie, avenue du Général-de-Gaulle

Il est construit en 1882 par Thomas, un des architectes du Grand Palais parisien. En pierre de taille, il est situé sur le terrain de la faisanderie des princes de Conti. Le château est né sous l'impulsion du successeur de Dambry à la mairie, Félix Thoureau. Les façades présentent toutes un style différent. Il appartient à la ville depuis 1966 et héberge un institut médico-éducatif.
- Croix Saint-Antoine, près du chemin des Folles-Entreprises[121]

Cette croix pattée à quatre branches de longueur égale date de l'époque romane et avait la fonction d'une borne. Comme particularité, elle est taillée dans un énorme bloc de pierre monolithe, dont la partie inférieure lui sert de socle. La croix est aujourd'hui enclavée dans un jardin privé et n'est pas visible depuis le domaine public.
- Grille de L'Isle-Adam, avenue de Paris (RD 64), à l'extérieur de la ville

Matérialisée par deux piliers de la fin du XVIIIe siècle, elle constitue l'entrée principale de la ville par l'avenue de Paris depuis la forêt. Elle permet de jouir en hauteur de la perspective de l'avenue, ouverte en 1657, puis plantée de marronniers en 1842, et d'embrasser du regard la mairie et les coteaux de Parmain. Au-delà de la porte, dans la forêt, l'avenue est agrémentée d'un rond-point forestier au centre duquel est placée une fine pyramide monumentale.

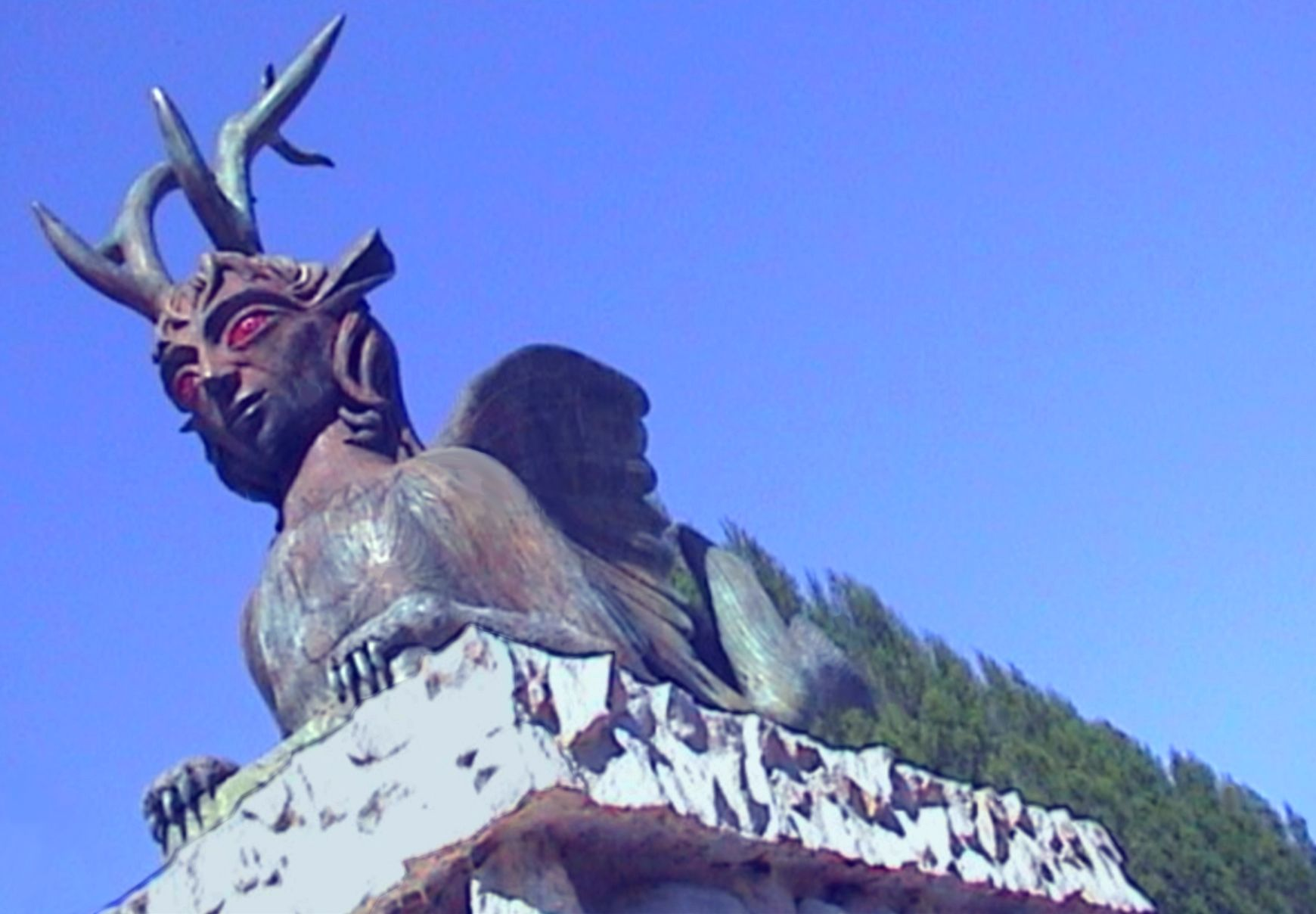
Siaram, sculpture en bronze de Jean Marais offerte à la cité en 1992 par le Sénateur-maire Michel Poniatowski.

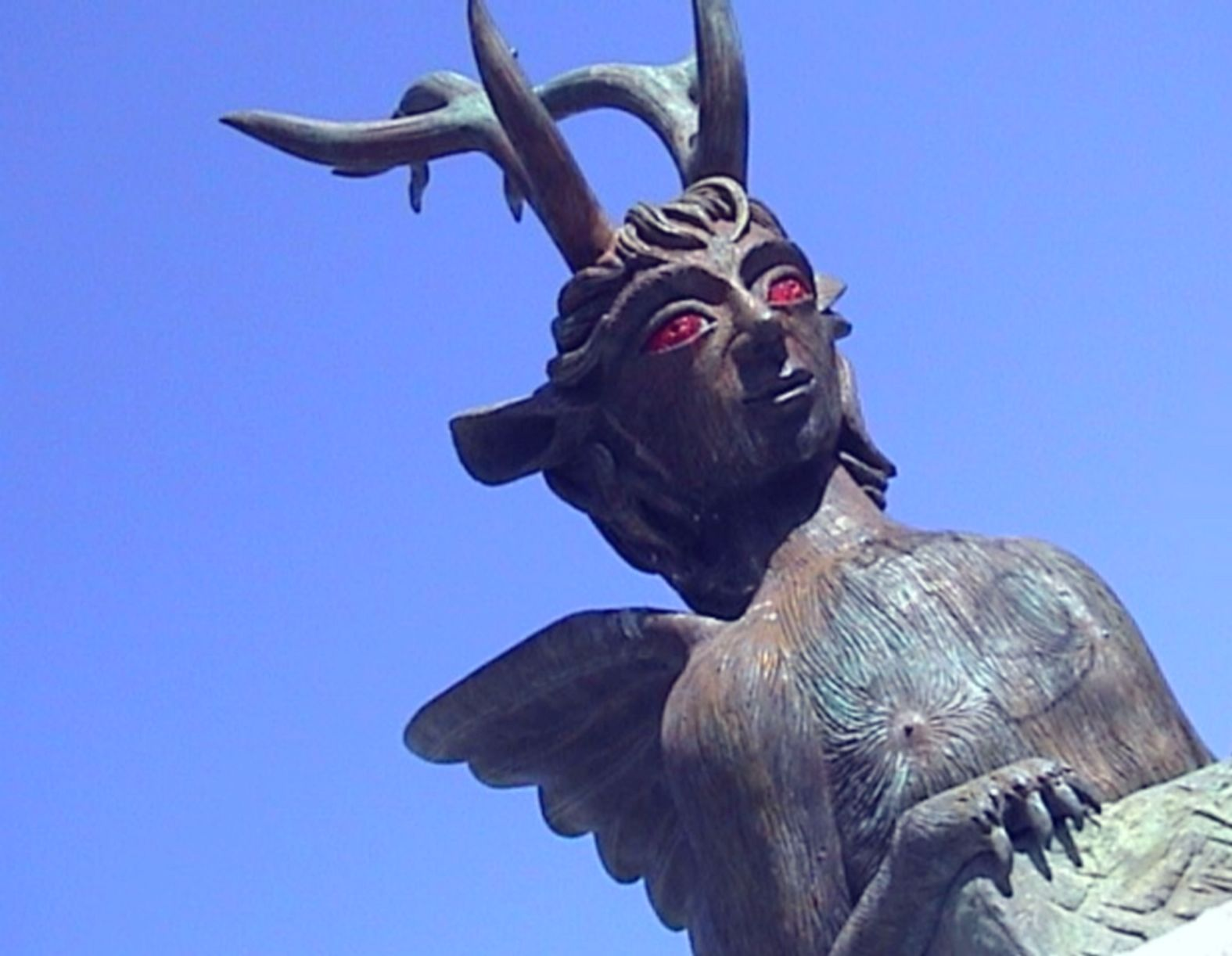
Protecteur de L'Isle-Adam, selon son auteur, Siaram créature mythique incarne les symboles de la ville, eau, air et forêt.

- Maison forestière de la Grille de L'Isle-Adam, avenue de Paris (RD 64)

Bâtie à l'orée de la forêt, c'est une ancienne maison de garde construite par le prince de Conti en 1777.
- Château des Forgets, rue des Louvetaux, en forêt de L'Isle-Adam

Cette grande demeure bourgeoise de 1893 est un autre témoin de la prospérité de la ville à la fin du XIXe siècle. Il a été construit pour Georges Manchez, rédacteur au journal Le Temps. Il sert de refuge à des résistants pendant la Seconde Guerre mondiale, ce qui vaudra à son propriétaire, Géo Grandjean, d'être fusillé en 1944. Il appartient par la suite à l'homme d'affaires saoudien Akram Ojjeh. Non visible depuis le domaine public.
- Table de Cassan, sur un rond-point de la RD 922, au nord-est de la ville : Elle forme le centre de l'étoile de Conti, formé par de différents chemins forestiers de la forêt de L'Isle-Adam et la RD 922. Taillée dans un bloc de pierre monolithe au XVIIe siècle, elle a été utilisée comme point de rassemblement pour les chasses à courre[b 14].
- Château des Vanneaux, excentré au nord, au-delà de la forêt, à proximité de Mours et de Presles, est occupe un site bâti depuis la fin du XVIIe siècle. Il est actuellement la propriété d'une société japonaise qui l'a transformé, ainsi que ses terrains, en un golf inauguré en 1994.
- Les différentes statues de la ville

Les statues de bronze des bords de l'Oise, Evila l'ondine, érigée dans le bras du Cabouillet, les premiers pas de danse sur le chemin de halage vers le nord, et la statue de Siaram, une sculpture de Jean Marais, représentant un sphinx portant des bois de cerf, installée par la municipalité dans la perspective de l'Allée Le Nôtre.
- Les lieux de mémoire de la Seconde Guerre mondiale

Entre autres, le monument aux morts de la bataille du passage de l'Oise de 1940 (chemin de halage), les stèles aux résistants (dans la forêt), la borne de la libération au carrefour du Vivray, etc.
Enfin, on notera la présence à L'Isle-Adam au niveau des étangs de La Garenne d'un insolite passage à canard (un passage piéton pour canards).

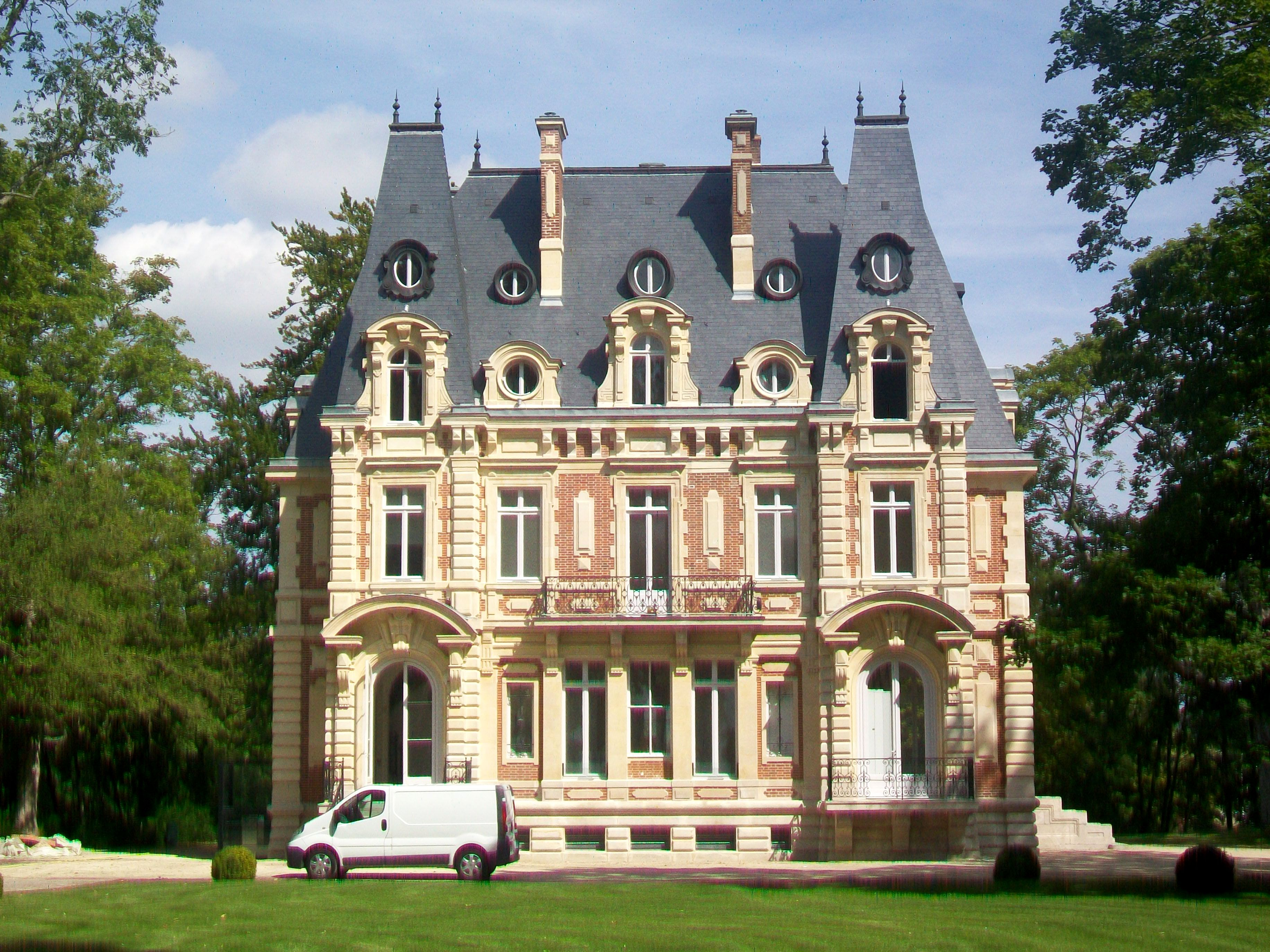
Château Conti.
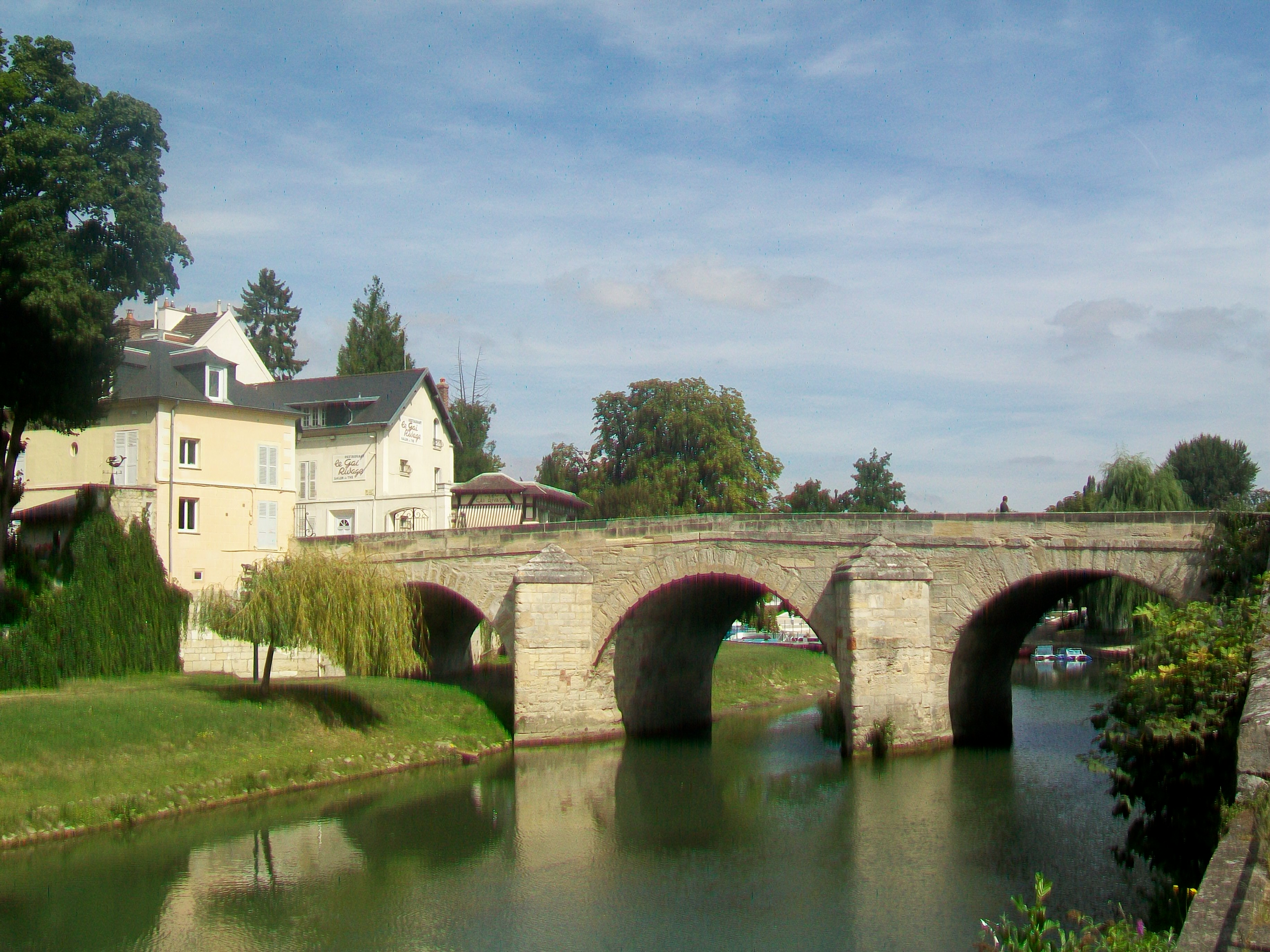
Pont du Cabouillet.
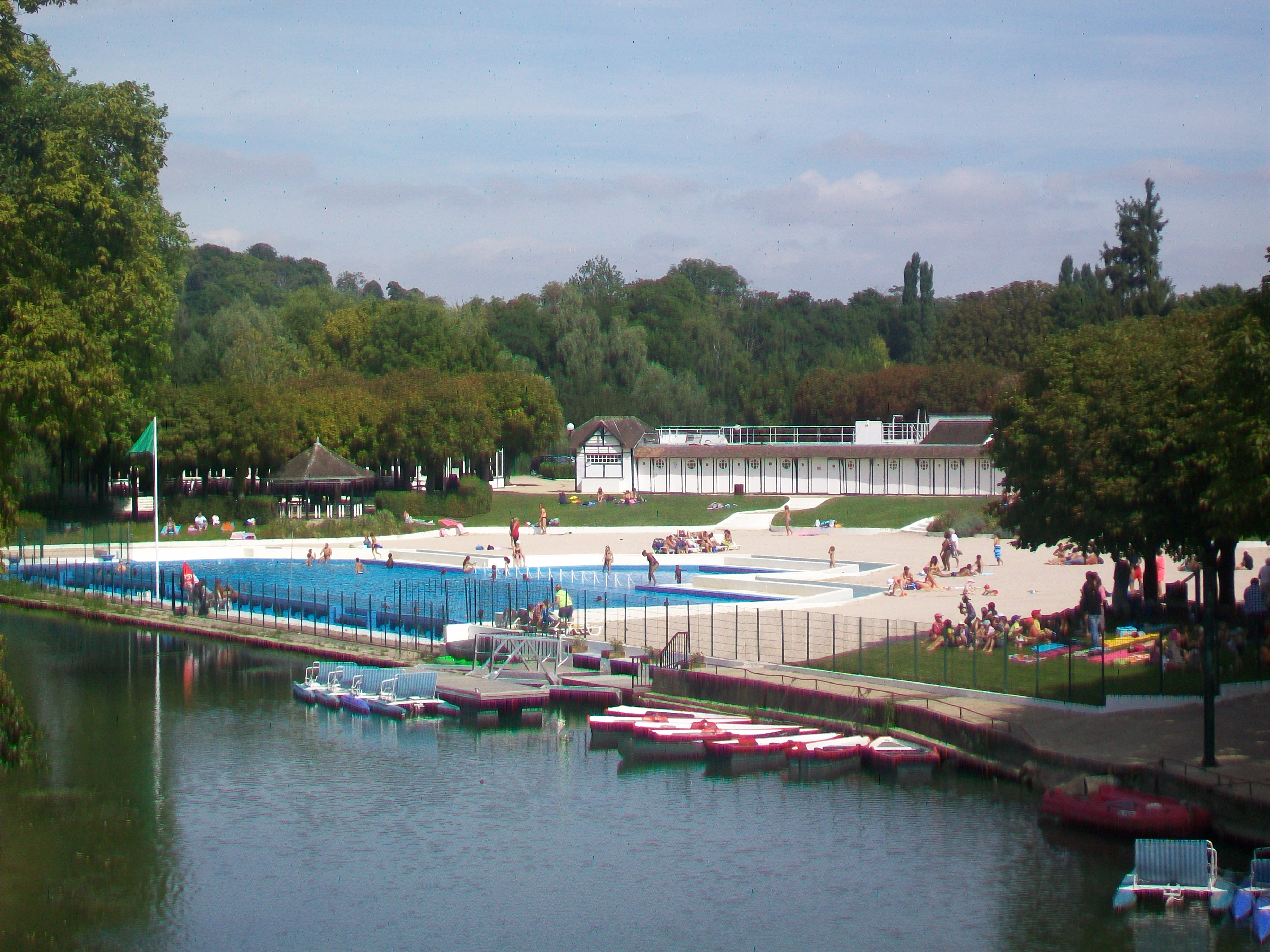
Plage sur l'Oise.
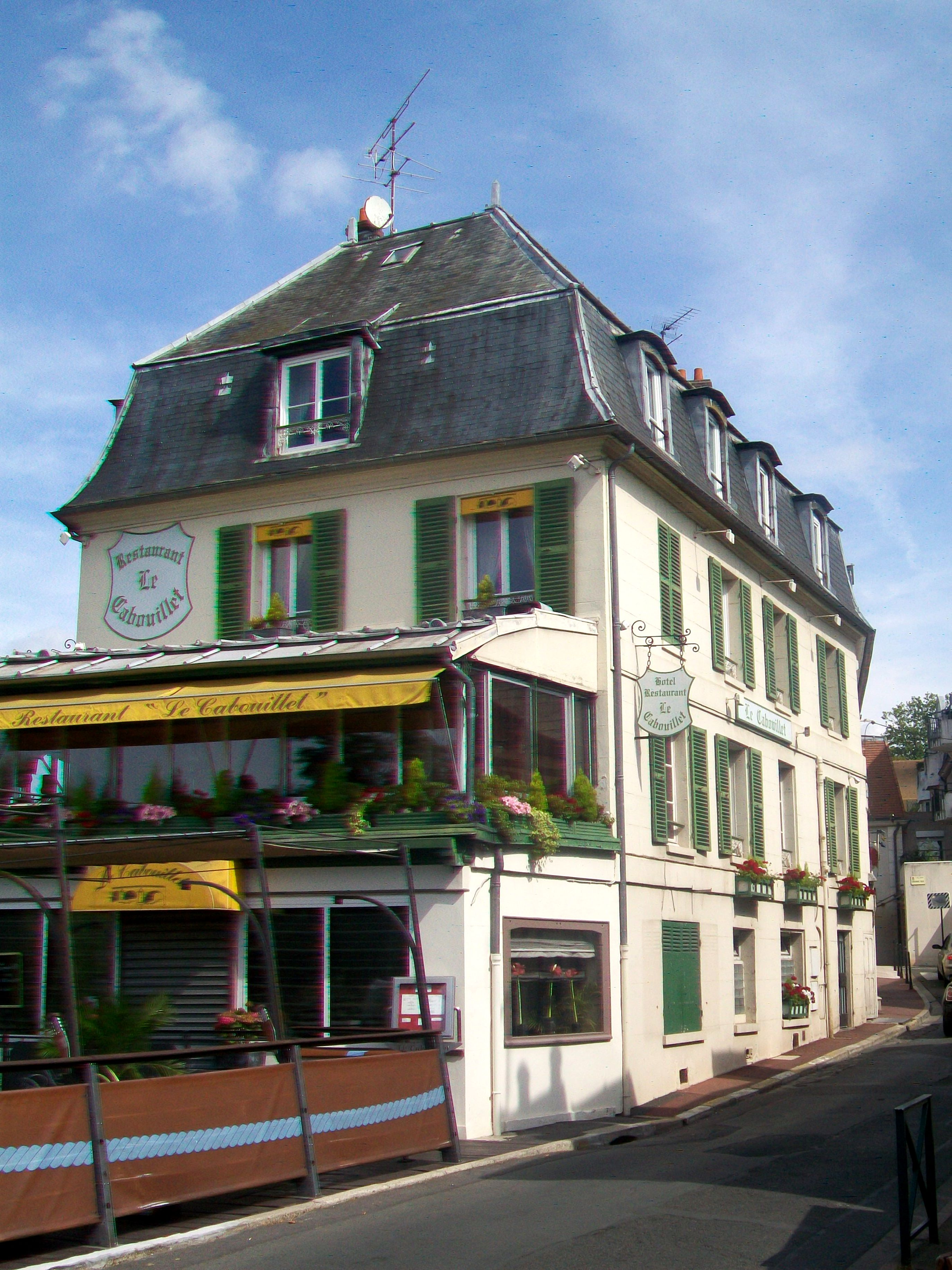
Maison du Cabouillet.
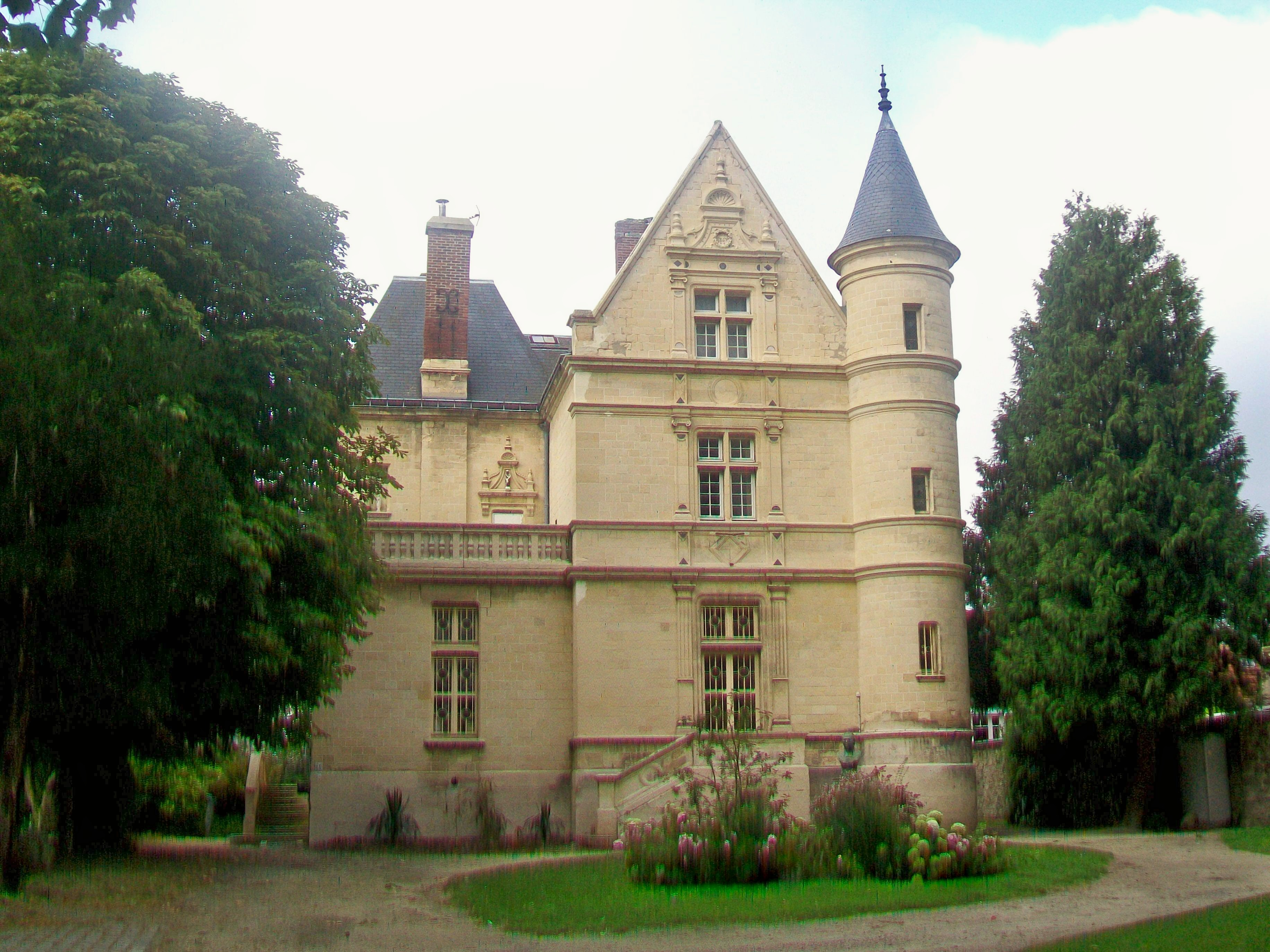
Presbytère.
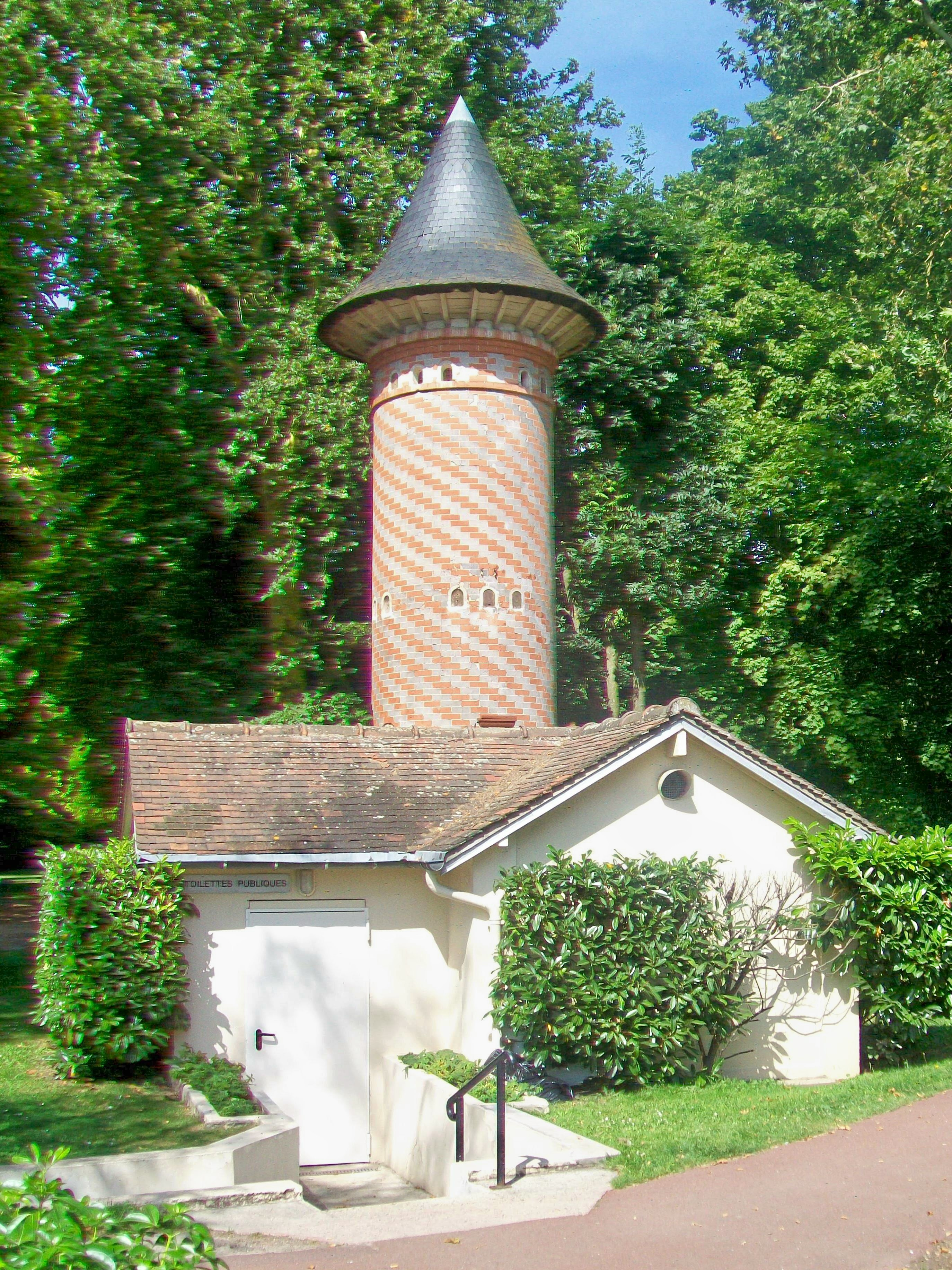
Colombier du Saut du Loup.
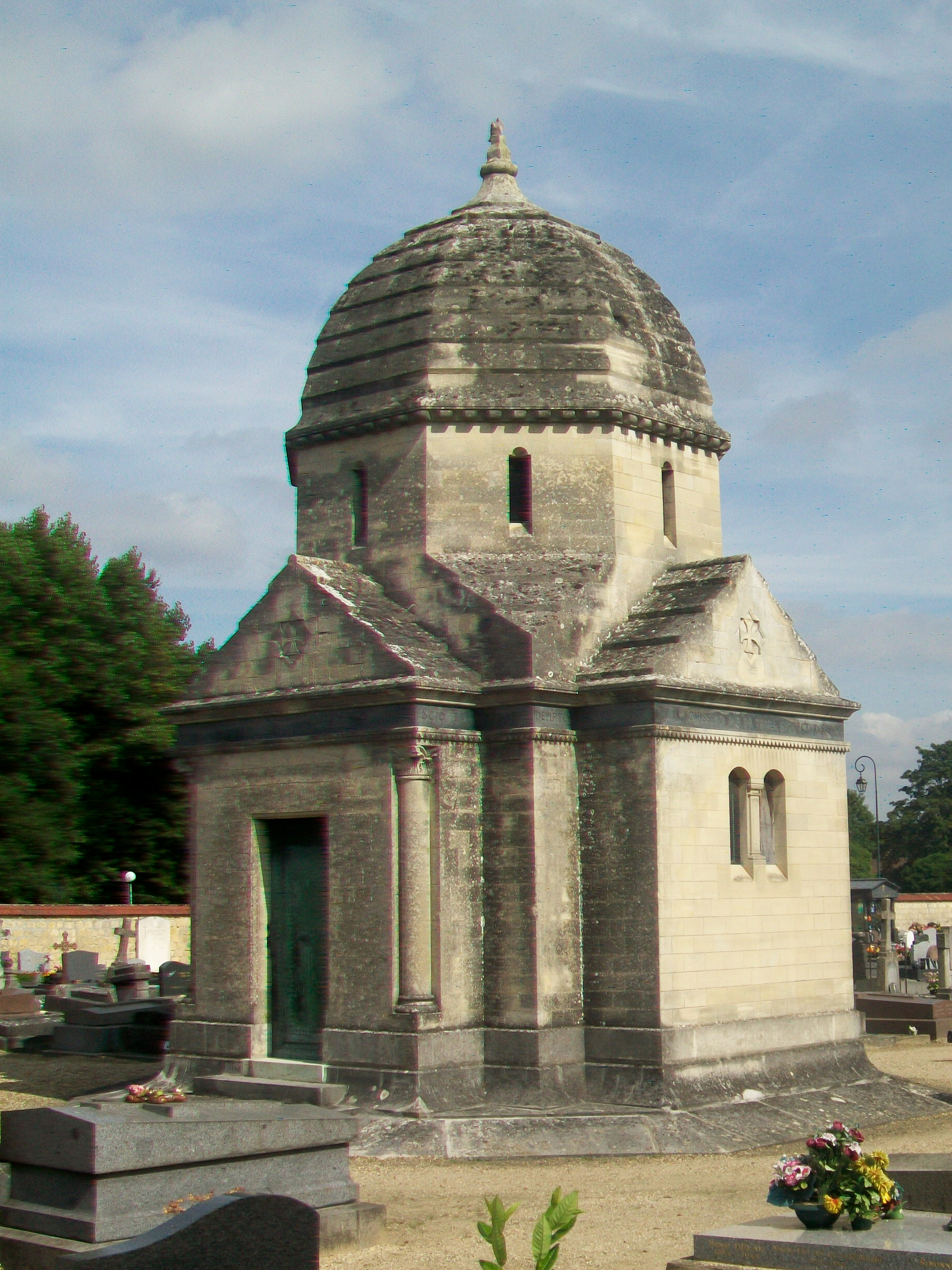
Chapelle Kapeler au cimetière.
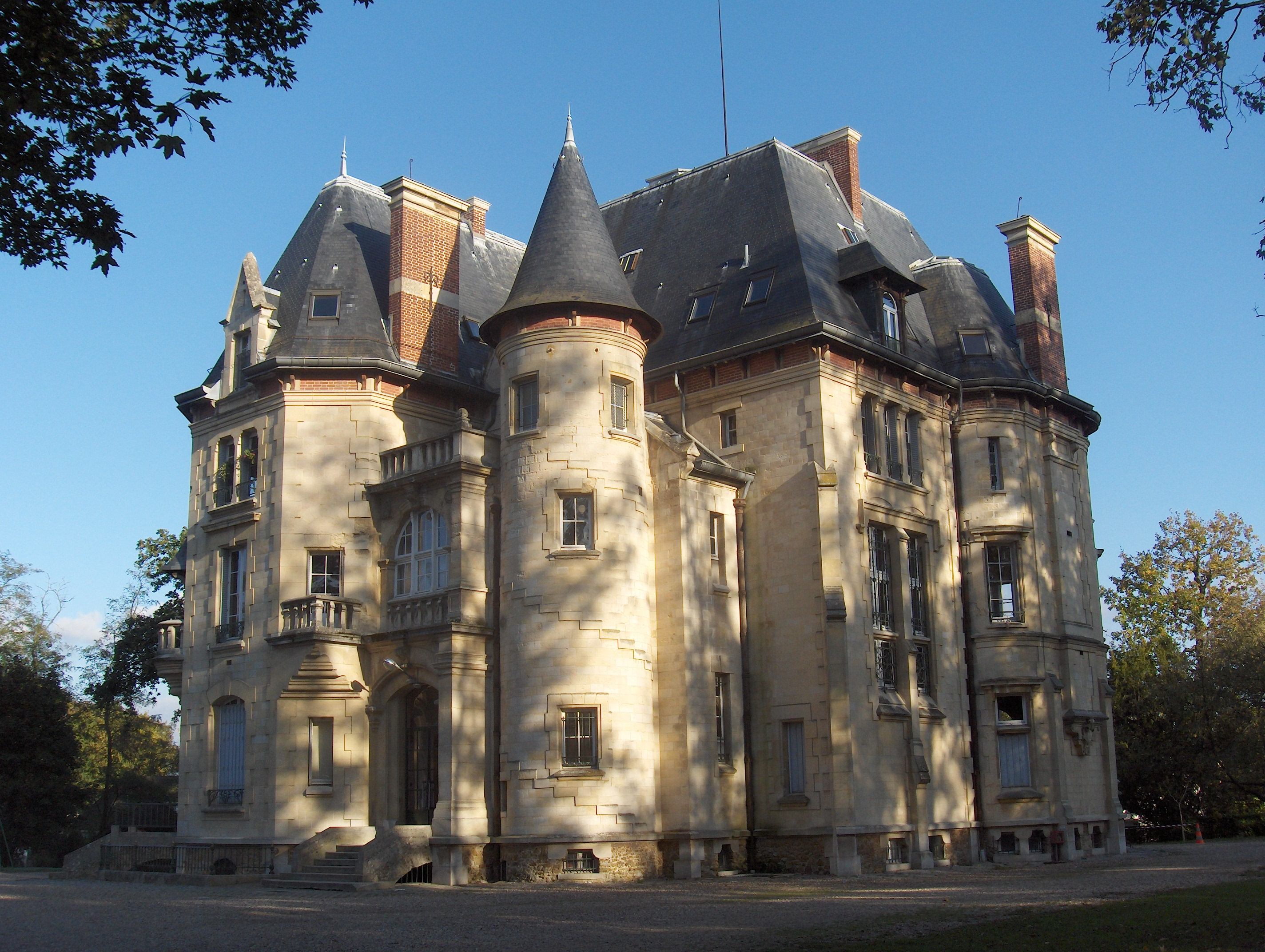
Château de la Faisanderie.
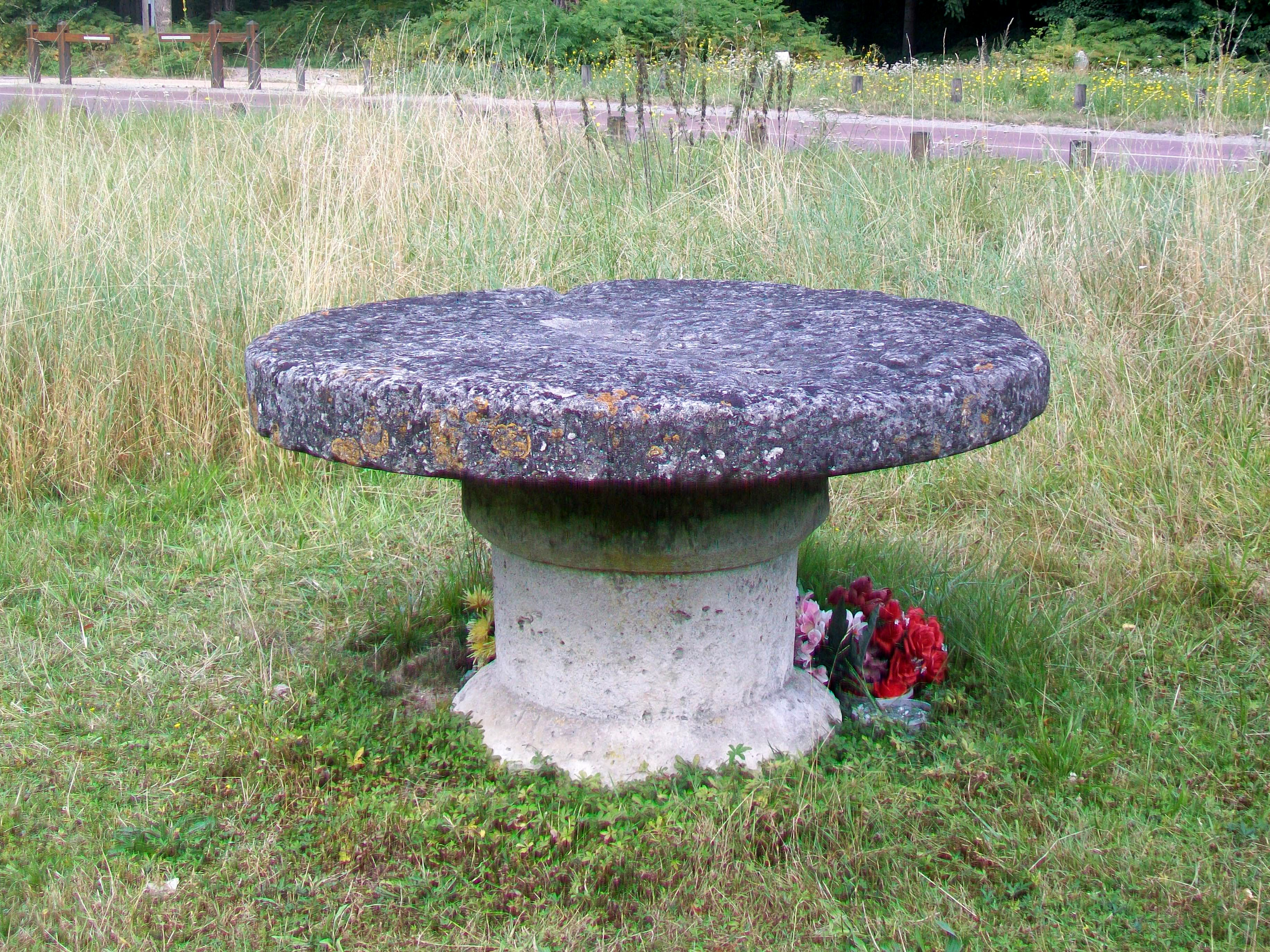
Table de Cassan.
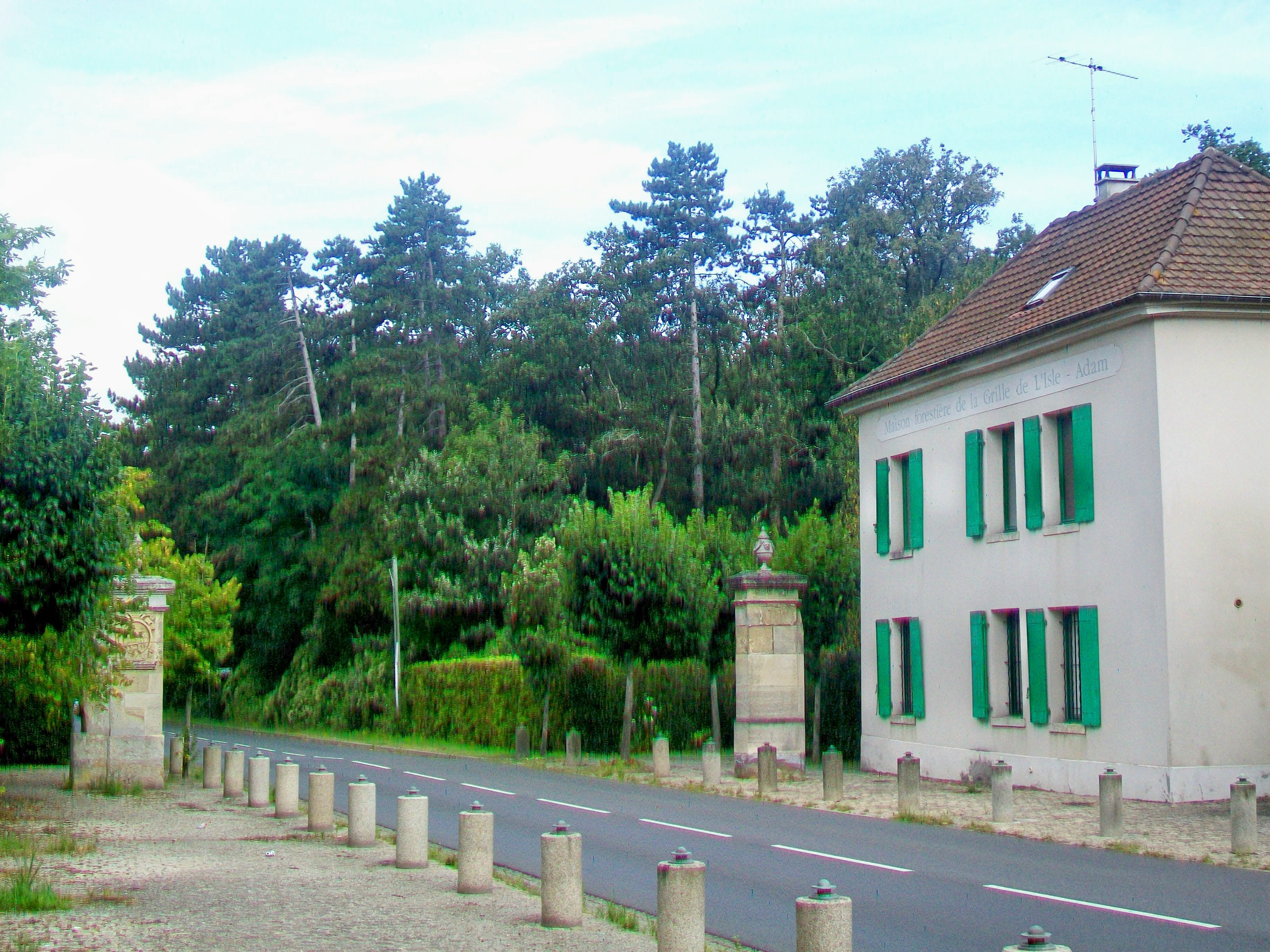
Grille de L'Isle-Adam.

### Les châteaux disparus

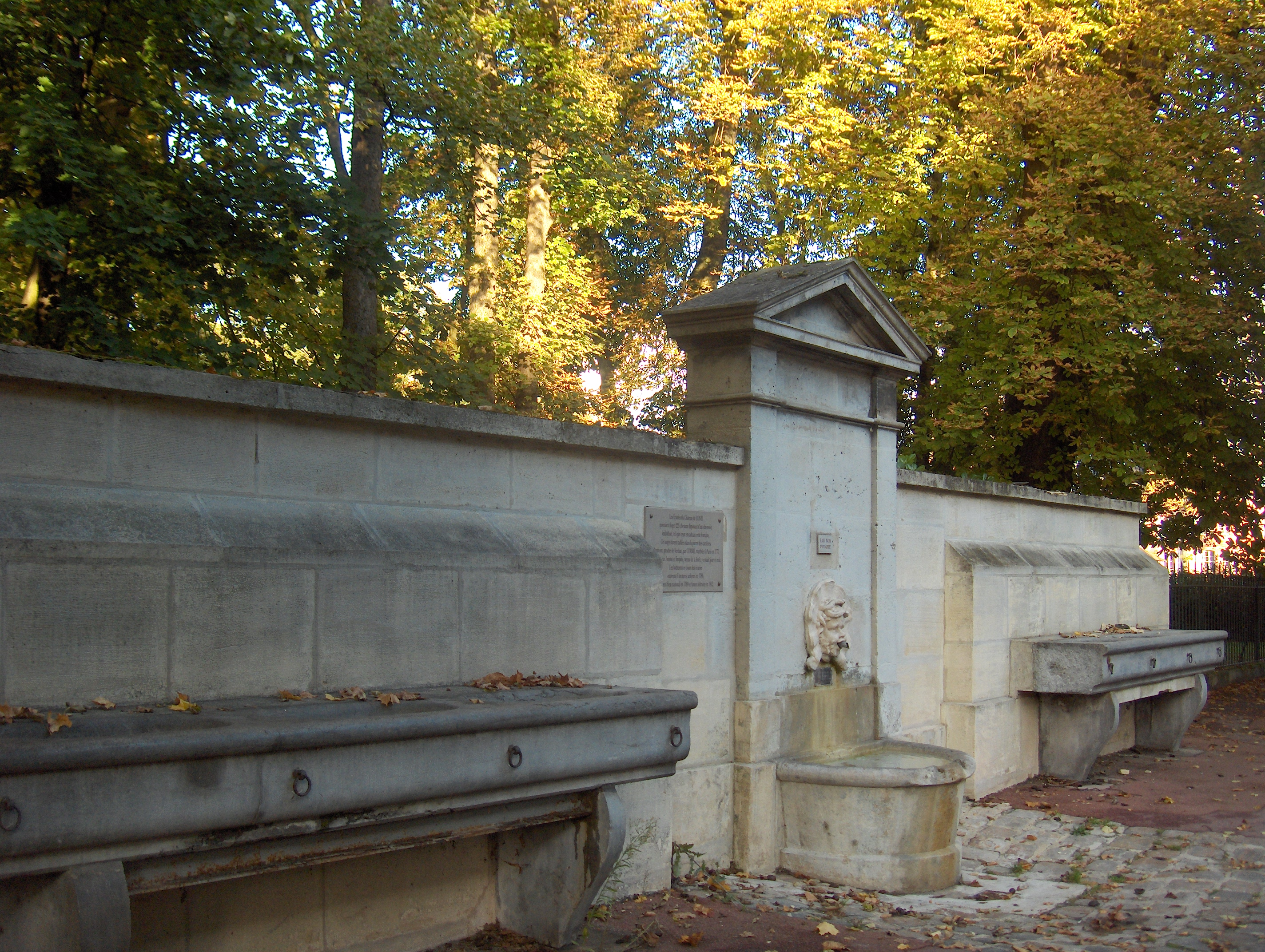
Les abreuvoirs des écuries monumentales : un des rares vestiges du château des princes de Conti reconvertis en fontaine publique au parc Manchez.

Outre le château des princes de Conti, la ville a perdu plusieurs de ses propriétés d'exception. On peut citer :
- Le château du Saut-du-Loup

Détruit en 1960, était situé dans l'actuel parc Manchez et fut construit, ainsi que le parc à l'anglaise l'environnant, par le maire et bienfaiteur de la ville Charles Dambry. Racheté par Paul Dalloz, journaliste au Monde Universel, il appartient ensuite au directeur du journal le Monde illustré, Edmond Desfossés, inventeur de la cote boursière, et maire de la ville de 1896 à 1898. Le château passe ensuite aux mains d'un député, puis de Georges Manchez, rédacteur financier au journal Le Temps. Endommagé par les bombardements de la Seconde Guerre mondiale, le château est détruit en 1960 après avoir été acquis par la municipalité à la famille Manchez. Il en demeure un pigeonnier en brique. Le domaine est transformé pour partie en parc public. Son achat permet la construction de résidences et de l'école élémentaire Balzac.
- Le château de la Commanderie

Détruit au début du XXe siècle. Richement décoré et meublé, il était l'œuvre et la résidence du richissime carrossier Charles Binder (1819-1891).
- Les châteaux de Cassan ont également disparu, que ce soit celui d'origine, construit par la famille Bergeret, rasé en 1908, ou le second édifice, dit château Bonnin, construit en 1867 par un richissime plombier, installateur du gaz d'éclairage à Paris. Le château Bonnin a été remplacé au début du siècle par le château dit Béjot, dans le style Trianon, démoli en 1960 après avoir été lourdement endommagé par les bombardements alliés en 1944. Le domaine de Cassan, dépourvu de ses châteaux, mais toujours agrémenté de son parc aménagé et du pavillon chinois, est transformé dans les années 1970 en une zone pavillonnaire verte appelée le Parc de Cassan.
- Le château des Bonshommes, dont le souvenir est perpétué par le nom de l'avenue qui y conduisait, est édifié en 1859 sur le lieu où se situait le prieuré abandonné du même nom, qualifié par Balzac de « lieu funeste abandonné par les hommes », dont il fait le cadre de sa nouvelle : Adieu. Il était entouré d'un jardin paysager. Il a totalement disparu aujourd'hui et le site est intégré à la forêt domaniale.

## Personnalités liées à la commune
Outre certains de ses seigneurs et maires (Michel Poniatowski) ayant eu à jouer un rôle politique ou culturel au niveau national, on peut noter :

### Les artistes et intellectuels

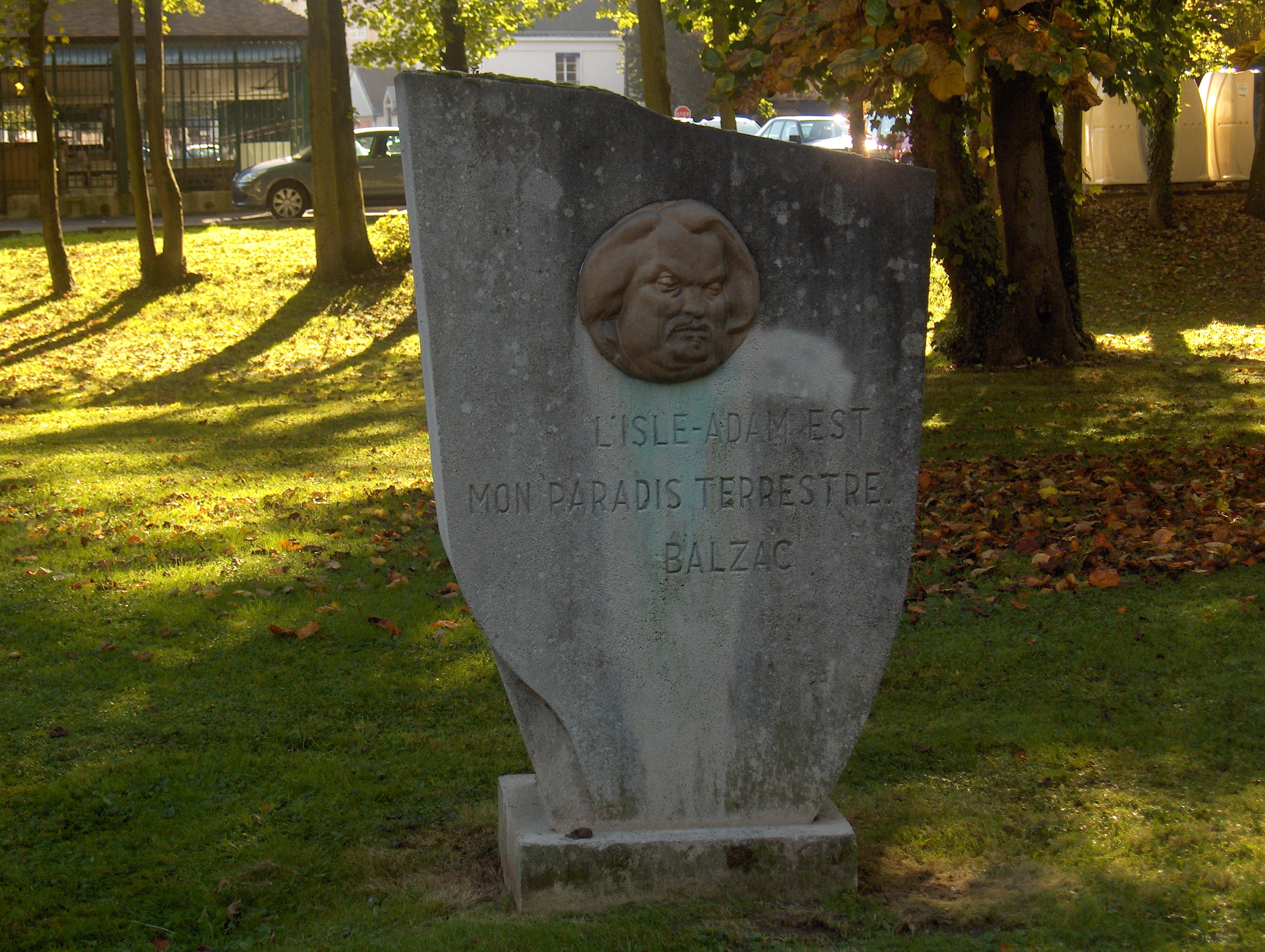
Monument du square Honoré-de-Balzac.

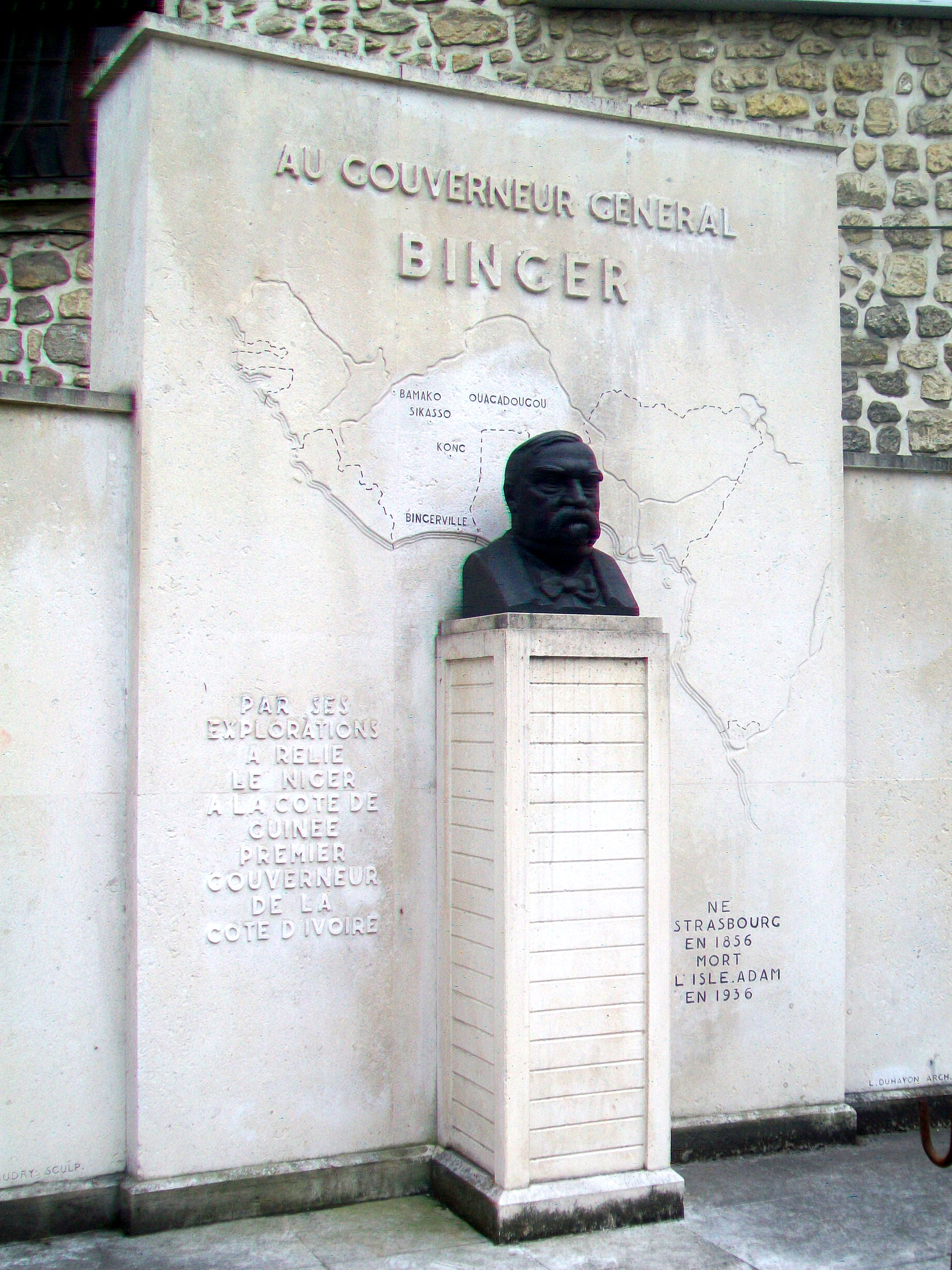
Monument pour le gouverneur-général Binger.

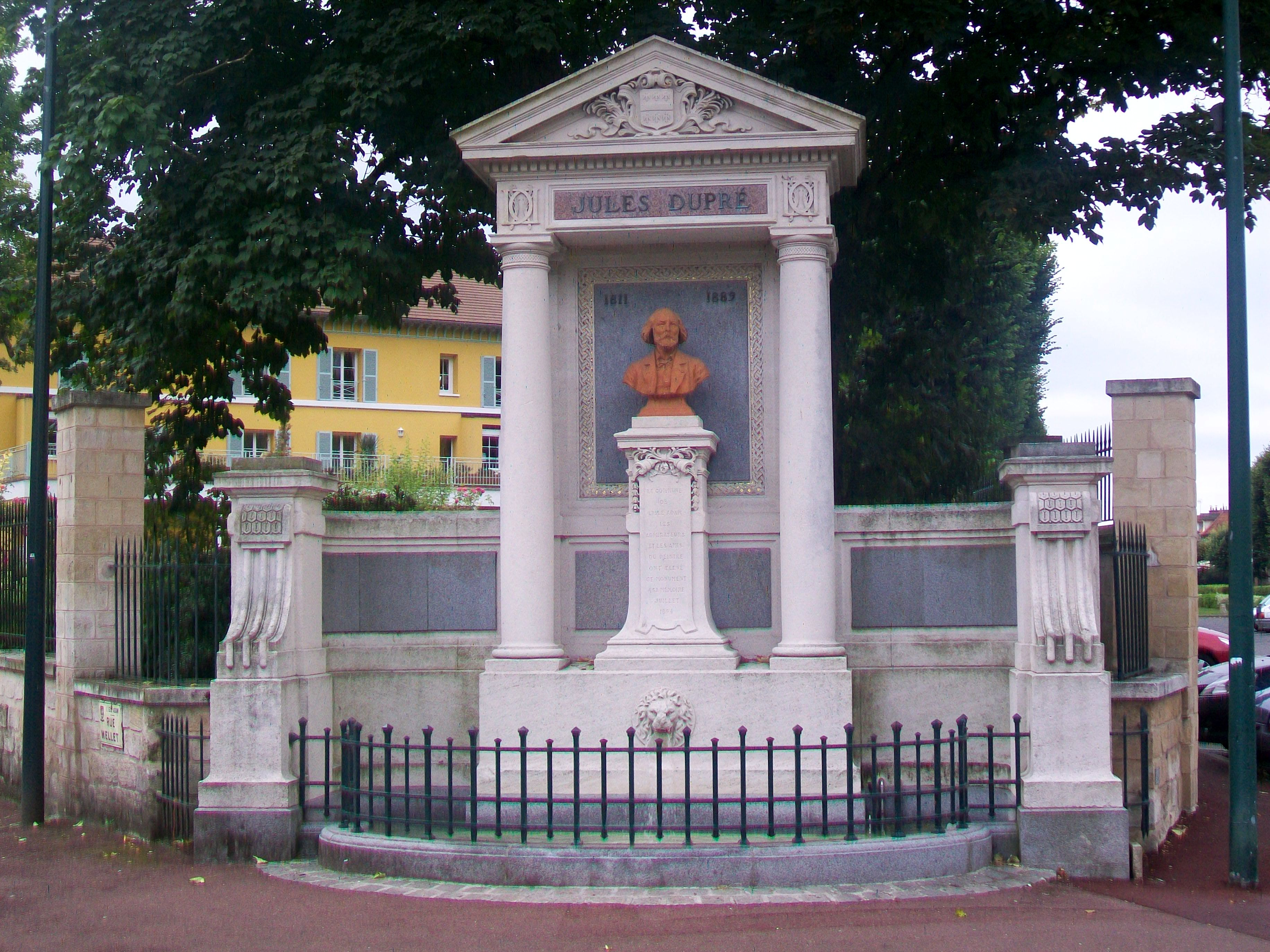
Monument et fontaine pour Jules Dupré.

- Honoré de Balzac (1799-1850) séjourne à L'Isle-Adam en 1827 sur une invitation du maire son ami, puis plusieurs fois par la suite. Dans une lettre à sa sœur datée fin octobre 1819, il écrit « Tu sais que L'Isle-Adam est mon paradis terrestre, et qu'il influe beaucoup sur moi. » C'est à L'Isle-Adam qu'il écrit Physiologie du mariage. Un square, une stèle et une école portent son nom.
- Francis Carco (1886-1958), écrivain, auteur de Jésus la caille et de L'homme troublé, a résidé en septembre 1939 à L'Isle-Adam, avenue des Bonshommes, à l’angle de la rue Charles-Hibert, avant de s'exiler après la défaite. Après guerre, il s'installe à nouveau dans la commune jusqu'à la fin des années 1940, au 21 de l’avenue de Paris.
- Eugène Cools (1877-1936), compositeur, pédagogue et éditeur de musique, est mort à L'Isle-Adam.
- Michel Droit (1923-2000), académicien, passe quelques années dans la commune avec son père Jean Droit, artiste peintre, qui y est enterré.
- Jules Dupré (1811-1889), peintre, vécut à L'Isle-Adam de 1845 à sa mort. Il fut à l'origine, avec Théodore Rousseau, d'un groupe de peintres peignant sur le motif, dans la campagne environnante. Charles-François Daubigny, Corot, Daumier, Eugène Lavieille ont fait partie de ce groupe. Un monument de 1894 dans le style de la Renaissance italienne commémore Jules Dupré à proximité des berges de l'Oise et du pont du cabouillet. L'artiste est enterré au cimetière de la ville.
- Charles Escribe (1869-1914), dessinateur, peintre et illustrateur, y est né.
- Saturnin Fabre (1884-1961), comédien, réside à L'Isle-Adam durant la guerre[123].
- Christian Fjerdingstad (1891-1968), orfèvre danois, habite L'Isle-Adam de 1921 à 1960 dans une grande propriété sur le lieu actuel de la résidence de la Renarde[124].
- Léon Fort (1870-1965), artiste peintre, décorateur, illustrateur, conseiller municipal, adjoint au maire, historien local, membre fondateur du musée d'art et d'histoire Louis-Senlecq.
- Jean-Honoré Fragonard (1732-1806), qui serait à l'origine des premiers dessins du pavillon chinois, résida à Cassan avec sa famille chez les Bergeret.
- Madame de Genlis (1746-1830) est venue animer au XVIIIe siècle les soirées du domaine de Cassan.
- Robert Hirsch (1925-2017), acteur, sociétaire honoraire de la Comédie-Française, est né le 26 juillet 1925 à L'Isle-Adam.
- Édouard Knecht (1789-1870), lithographe, un des principaux introducteurs de la lithographie en France, vit à L'Isle-Adam de 1827 à sa mort[125].
- Jean de La Fontaine (1621-1695) a séjourné au château des princes de Conti. Il aurait été inspiré pour écrire sa fable Le meunier, son fils et l'âne par le moulin de la Naze à Valmondois.
- Jacques Henri Lartigue (1894-1986), photographe et peintre à qui un musée est consacré dans la ville pour abriter l'ensemble de ses peintures qu'il a léguées à la ville (et non les photographies).
- André Le Nôtre (1613-1700) qui a tracé les perspectives et voies de la forêt de L'Isle-Adam que certaines des avenues de la commune actuelle prolongent toujours.
- Le jeune Mozart (1756-1791) a joué au château des princes de Conti en 1766. Il se serait également produit au domaine de Cassan.
- Georgette Plana (1917-2013) chanteuse et actrice française décédée et enterrée au cimetière de l'Isle-Adam.
- Cécile Sorel (1873-1966), résidente de Mériel, était une habituée du château Conti durant l'entre-deux-guerres.
- Adolphe Léon Willette (1857-1926), illustrateur, caricaturiste et peintre passa plusieurs étés à L'Isle-Adam[126].

### Les politiques, ecclésiastiques et militaires
- Louis-Gustave Binger (1856-1936), explorateur en Afrique et premier gouverneur général de la Côte d'Ivoire prend sa retraite dans la ville en 1912 et y meurt en 1936. Un monument commémoratif de 1938 lui est dédié. Il est inauguré en présence du général Gouraud, gouverneur militaire des Invalides, et de l'écrivain Georges Duhamel, résidant à Valmondois. Le buste de bronze représentant Binger a été volé, puis remplacé il y a quelques années.
- Hippolyte Charles (1772-1837), amant de Joséphine de Beauharnais, acquiert le domaine de Cassan en 1804, où il demeure jusqu'en 1828, date à laquelle il le vend à Jacques-Honoré Recappé, notaire et conseiller général de Seine-et-Oise.
- François-Louis Magallon (1754-1825) natif de la ville, gouverneur de l'Île Bourbon, de l'Ile-de-France et des Indes Françaises. Une salle d'exposition, le Pavillon Magallon lui rend hommage aujourd'hui.
- L'ambassadeur Gustave de Montebello (1838-1907) et sa famille, l'un des artisans de l'alliance franco-russe, propriétaire du domaine de Stors.
- Valérie Trierweiler possède une maison où vit l'un de ses fils[127].
- Louis de Villiers de L'Isle-Adam (vers 1450-1521), fondateur de l'église saint Martin, comte-évêque de Beauvais, vidame de Gerberoy et pair de France, à qui est dû le palais épiscopal de Beauvais, et la poursuite des travaux de la cathédrale de Beauvais.
- Philippe de Villiers de L'Isle-Adam (1464-1534), grand maître de l'ordre de Saint-Jean de Jérusalem en 1521, était un fils cadet de Jacques de Villiers, seigneur de L'Isle-Adam. Il est le lointain ancêtre direct de l'écrivain Auguste de Villiers de L'Isle-Adam (1838-1889) qui n'a personnellement aucun autre lien que généalogique avec la commune dont il porte le nom.

### Scientifiques et sportifs
- L'abbé Breuil (1877-1961), préhistorien, qui s’est illustré par ses contributions à la classification des industries lithiques paléolithiques et à l’étude de l’art pariétal préhistorique. Une résidence porte son nom. Sa canne et son chapeau sont conservés au musée Senlecq.
- Fabien Cool, né à L'Isle-Adam en 1972, a été gardien de but de l'AJ Auxerre pendant 14 saisons jusqu'en 2007.
- Jefferson Poirot, joueur de rugby, évoluant a Bordeaux Begles et en équipe de France, y est né en 1992.

### Quelques rois et grands de passage...
L'Isle-Adam, fief de grands seigneurs, a vu passer nombre de monarques et très grands personnages de France au cours de son histoire, tant pour leurs loisirs (chasses, joutes et fêtes) que pour des raisons militaires. En voici une liste chronologique, la section histoire détaillant, le cas échéant, les raisons de leur venue :
- Charles VI en 1386 ;
- Philippe le Hardi, duc de Bourgogne en 1402 ;
- François Ier en 1519, 1531, 1539 et 1540 ;
- Henri II à trois reprises en 1547 ;
- Henri IV en 1589, 1590 et 1609 ;
- le cardinal de Richelieu en 1630 ;
- le cardinal Mazarin en 1653 ;
- Napoléon III, qui marqua un arrêt à l'auberge de Cassan[Quand ?].

## L'Isle-Adam dans les arts

### L'Isle-Adam dans la littérature

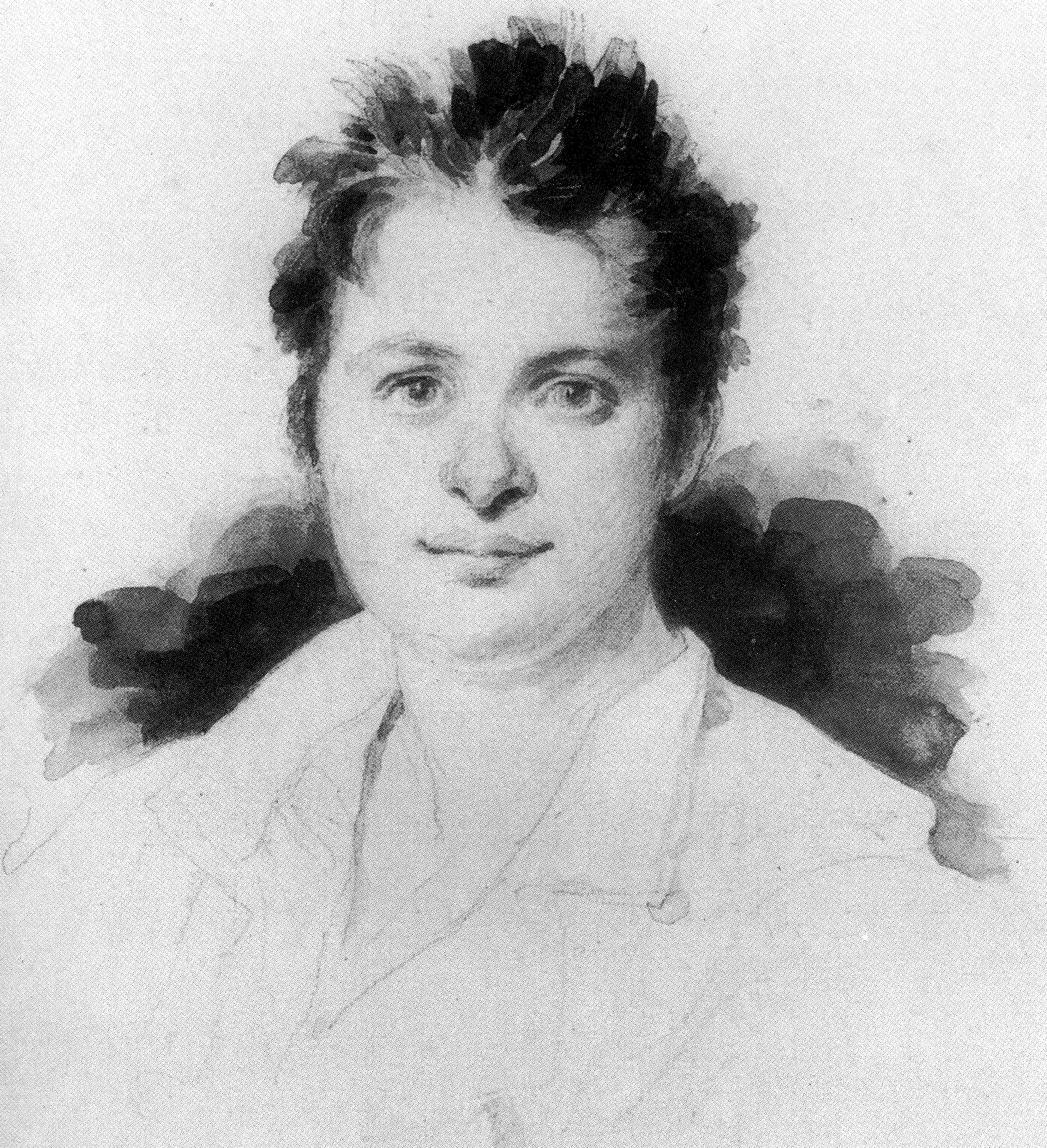
Honoré de Balzac dans les années 1820, époque de ses séjours dans la ville.

Honoré de Balzac ne tarit pas d'éloges sur la commune. L'auteur de La Comédie humaine écrivit à sa sœur, Laure Surville : « Tu sais que L'Isle-Adam est mon paradis terrestre », phrase gravée sur la statue qui lui rend hommage. Il l'évoque notamment dans Physiologie du mariage, qu'il écrit à L'Isle-Adam, en ces termes : « En 1819 j'habitais une chaumière au sein de la délicieuse vallée de l'Isle-Adam. Mon ermitage était voisin du parc de Cassan, la plus suave retraite, la plus voluptueuse à voir, la plus coquette pour le promeneur, la plus humide en été de toutes celles que le luxe et l'art ont créées… ». Physiologie du mariage comprend également de nombreuses références à la ville du début du XIXe siècle, ainsi, un des personnages, dénommé Coco de Cassan, évoque le singe logé dans la maison Ollivier et transféré plus tard au Jardin des Plantes à Paris.
Dans Les Paysans, Balzac glisse à nouveau de nombreuses références à L'Isle-Adam. Une ville se nomme dans le roman La Ville-aux-Fayes, hommage déguisé à la commune et à son maire de l'époque, ami de l'écrivain, Philippe de Villers-la-Faye. Il y évoque également les Aigues, ancienne propriété des Bergeret à Cassan. Il y fait des références à Hippolyte Charles (le comte de Montcorbet) et fait venir l’abbé dom-Rigou de l'abbaye du Val. Dans Un début dans la vie, il évoque son voyage en diligence depuis Paris jusqu'à L'Isle-Adam et raconte, avec force détails, son itinéraire et son cocher, Adamois célèbre de l'époque, Pierrottin, fondateur du service de diligence entre la ville et la capitale. Enfin, dans Le Médecin de campagne, Balzac s'inspire pour son personnage de Benassis du docteur Bossion, médecin de L'Isle-Adam, enterré dans la commune. Les souvenirs des séjours et promenades de l'écrivain dans la ville alimentent également plusieurs de ses œuvres.
L'écrivain Auguste de Villiers de L'Isle-Adam (1838-1889) qui n'a personnellement aucun autre lien que généalogique avec la commune dont il porte le nom. La filiation de l'écrivain symboliste est si ancienne que le roi Louis XVIII, croyant le nom éteint, avait autorisé à ce qu'il soit relevé. Paradoxalement, alors qu'il ne lui est lié que par une généalogie douteuse, cet écrivain a permis de diffuser auprès de ses nombreux lecteurs d'hier et d'aujourd'hui le nom de la commune en France et à l'étranger.

### L'Isle-Adam dans la peinture
L'Isle-Adam et sa forêt ont inspiré de nombreux peintres aux XIXe et XXe siècles. Jules Dupré, et ses amis peintres de l'école de Barbizon, notamment Théodore Rousseau et Auguste Marie Boulard, peignent les sites naturels de la ville et ses alentours ou s'en inspirent. Ainsi, Dupré présente par exemple une Vue de L'Isle-Adam au Salon en 1831. En 1849, Théodore Rousseau peint Une avenue, forêt de L'Isle-Adam, qui figure aux collections du Musée d'Orsay. Renet Tener, ancien maire de la ville et amis de Dupré, a également peint des vues de la ville.

### L'Isle-Adam au cinéma et à la télévision

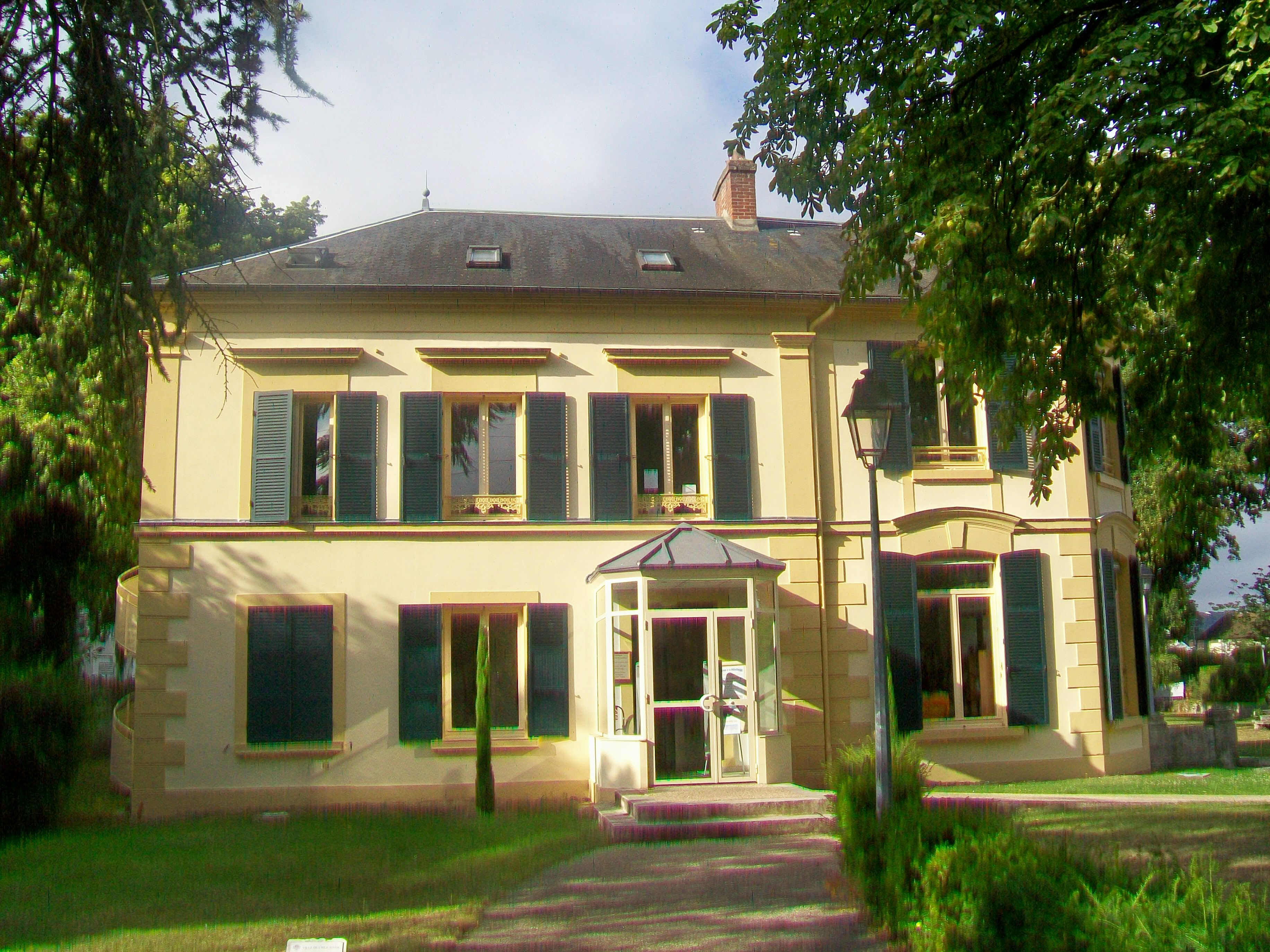
Bibliothèque municipale Georges-Duhamel.

Plusieurs films ont été tournés à L'Isle-Adam, dont Fête de famille de Lorenzo Gabriele en 2006, feuilleton télévisé en six épisodes de 55 minutes.
La Plage a servi également de lieu de tournages. En 1959, une scène de Rue des prairies de Denys de La Patellière y prend place. Plus récemment, Claude Lelouch utilise le lieu à deux reprises pour le tournage de scènes de Partir, revenir en 1984 et des Misérables en 1995.

### Héraldique et devise
| Blason de L'Isle-Adam | Blason  | De gueules au pont de quatre arches d'argent, maçonné de sable, posé sur des ondes aussi d'argent mouvant de la pointe, sommé d'un château de deux tours donjonné du même, ouvert et ajouré du champ, maçonné de sable ; sur le tout d'or au chef d'azur chargé d'un dextrochère d'argent vivé d'un brassard d'hermine brochant sur la partition. Devise / CriVa oult(re) la main à l'œuvre ce qui signifie dépasse les difficultés pour accomplir ton travail. |
| Blason de L'Isle-Adam | Détails | Le blason de L'Isle-Adam est une évocation des ponts sur l'Oise et du château dans l'île du Prieuré, anciennement fortifié, remplacé par la demeure des princes de Conti disparue à la Révolution. L'écusson est aux armes des Villiers de L'Isle-Adam, seigneurs du lieu jusqu'au XVIe siècle et successeurs des Adam de l'Isle au XIIIe siècle. |

### Références

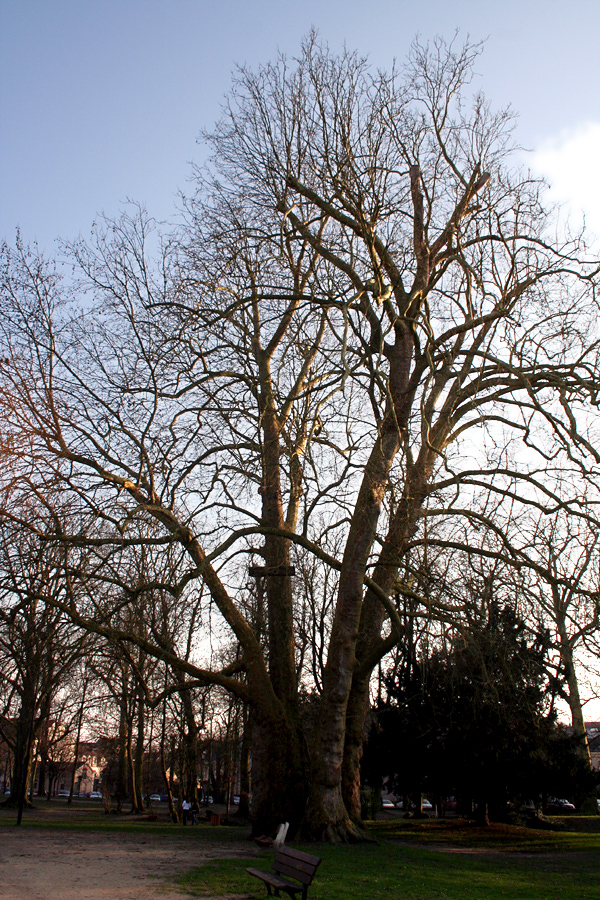
Les Trois Frères en hiver au parc Manchez.

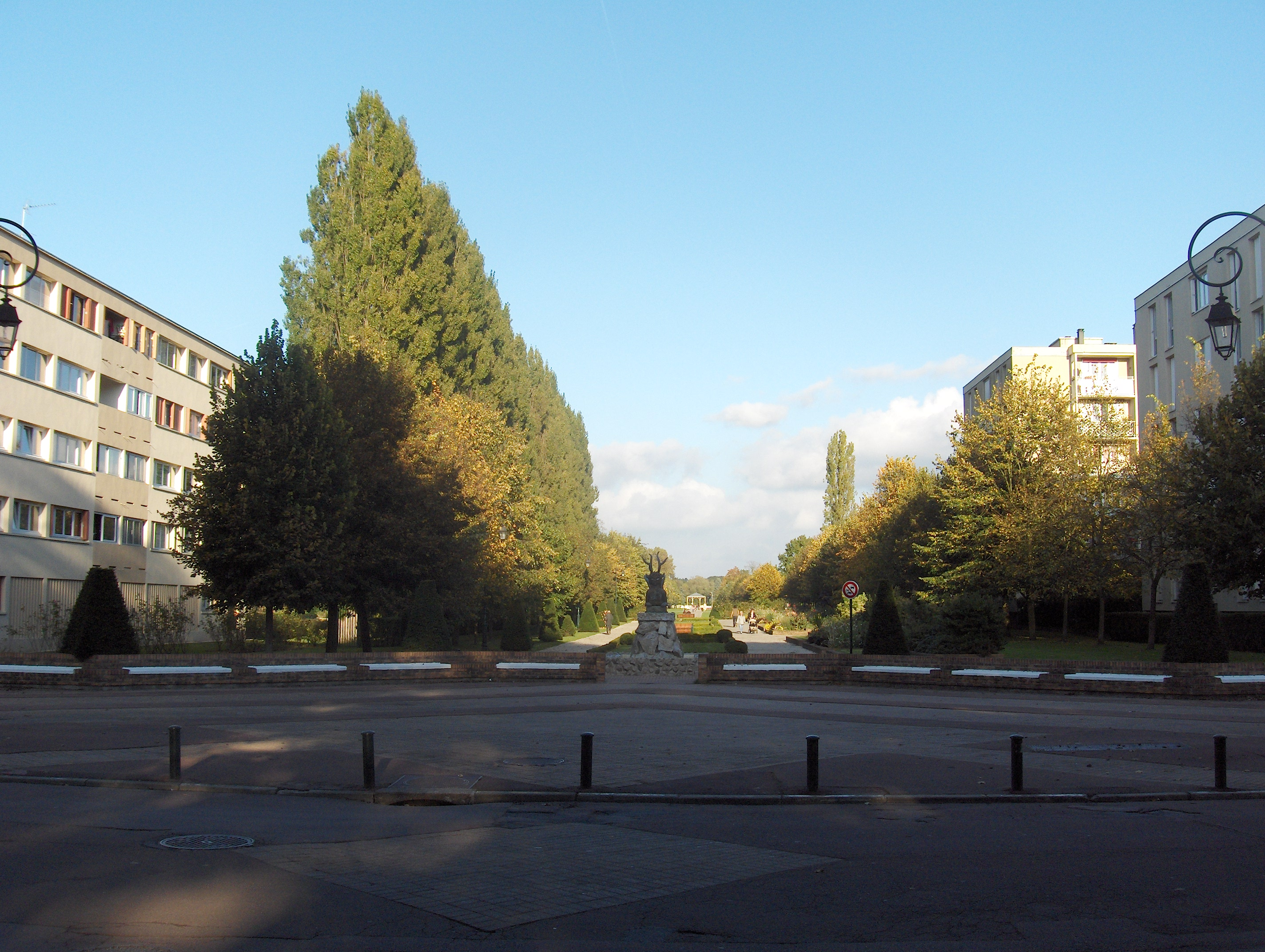
Perspective de l'Allée le Nôtre avec au centre la statue de Siaram, œuvre de Jean Marais